# Giacobinismo
(Motto originale del Club dei Giacobini)

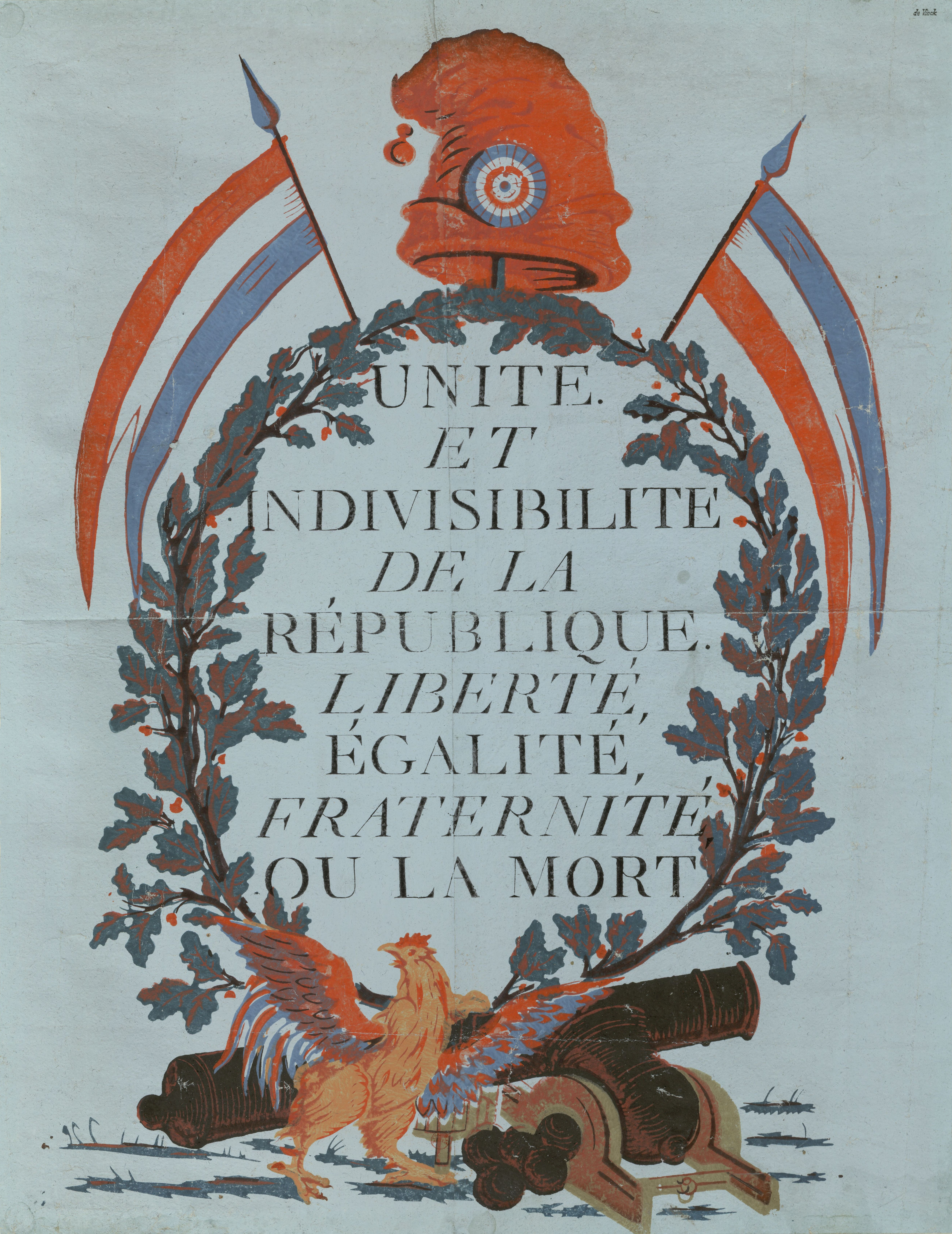
Stampa propagandista della Prima Repubblica Francese durante il periodo del governo giacobino con diversi simboli e il motto Unità e Indivisibilità della Repubblica. Libertà, Uguaglianza, Fratellanza o la Morte

Con il termine giacobinismo si intende un movimento e un'ideologia politica variegata, ma unita dal repubblicanesimo, dalla sovranità popolare, dal dirigismo economico e dall'anticlericalismo, risalenti in origine all'esperienza del Club dei Giacobini (nome ufficiale Società degli Amici della Costituzione) durante la Rivoluzione francese, soprattutto nella sua fase più radicale (regime del Terrore) guidata da Maximilien de Robespierre, leader del Club e membro del Comitato di Salute Pubblica e della Convenzione nazionale; la vita della Repubblica francese fu dominata in quel periodo (fine 1792 - luglio 1794) soprattutto da membri del gruppo.
I giacobini, come i cordiglieri con cui formavano i Montagnardi (ad un certo punto li egemonizzarono facendoli coincidere), si distinguevano dai Girondini soprattutto per l'opposizione al liberismo e al federalismo, sostenendo lo statalismo, la democrazia e il centralismo, oltre che la radicalizzazione della rivoluzione, senza raggiungere gli estremi dei movimenti non partitici come gli Enragés e della fazione degli hebertisti (pur appoggiato fortemente dai sanculotti rimase un movimento più legato alla borghesia del Terzo stato), ma spazzando via anche violentemente ogni residuo dell'Antico Regime e tutto ciò che era considerato controrivoluzionario. Nel momento di massimo potere, il Club era considerabile come il partito istituzionale più radicale della Rivoluzione, situato all'estrema sinistra della Convenzione nazionale.

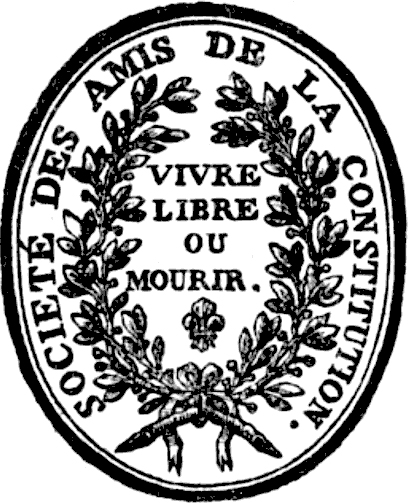
Uno stemma del Club dei Giacobini

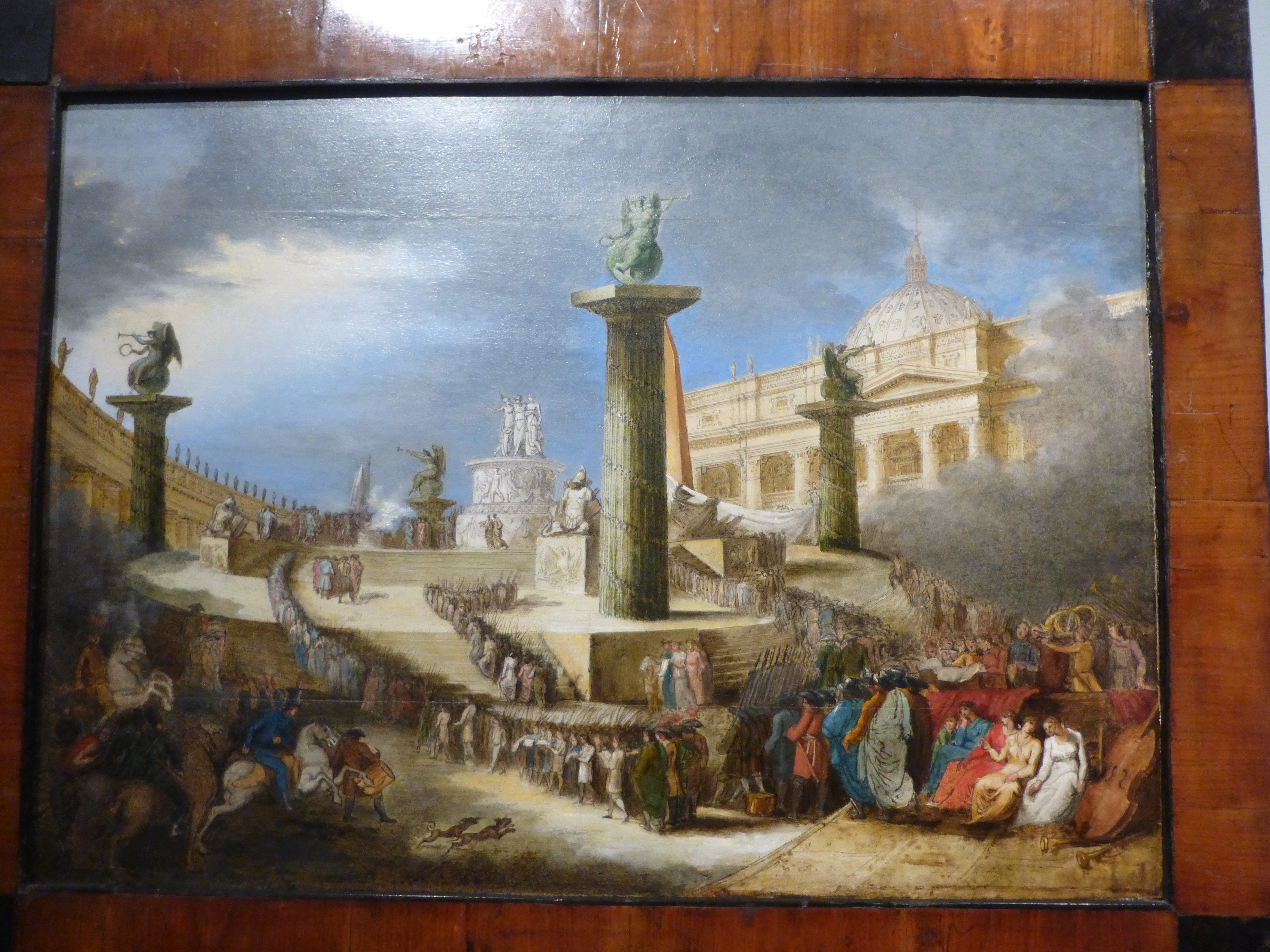
Esempio di giacobinismo europeo in Italia: il dipinto di Felice Giani Altare patrio in piazza San Pietro per la Festa della Federazione della Repubblica Romana (1798), celebrazione sul modello francese del 14 luglio 1790 (primo anniversario della presa della Bastiglia)

Ispirato alle teorie di Jean-Jacques Rousseau e di alcuni illuministi, ma nella prassi ideata e attuata dai rivoluzionari come Marat e Robespierre (ispirati anche dalla visione rousseauiana idealizzata delle virtù antiche come tramandate da Plutarco, dagli stoici e da Cicerone, e prendendo inoltre a modello parziale l'antica Repubblica Romana), il giacobinismo si diffuse in buona parte dell'Europa durante l'epoca rivoluzionaria, in forma più moderata dopo il 1794 (come nel triennio giacobino italiano del 1796-99 con la nascita delle repubbliche sorelle), diventando quasi un sinonimo di repubblicanesimo, ed ebbe un'influenza politica notevole nella storia francese per tutto il XIX secolo, in particolare negli eventi della Rivoluzione di luglio, della Rivoluzione francese del 1848 e, soprattutto, nell'esperienza della Comune di Parigi. A livello europeo stimolò movimenti patriottici rivoluzionari democratici (i giacobini si autodefinivano anche come "Patrioti") e di ispirazione democratica come la primavera dei popoli del 1848.
Successivamente, filosofi e politici marxisti comunisti come Lenin e Antonio Gramsci sostennero un rapporto di filiazione del bolscevismo dal giacobinismo e tale tesi è stata poi fatta propria, sia pure con notazioni e valutazioni diverse, dalla storiografia, a partire da Albert Mathiez (che vi ha visto anche gli elementi fondativi ideologici della socialdemocrazia e del socialismo democratico) e Jacob Talmon.

## Il giacobinismo durante la Rivoluzione francese

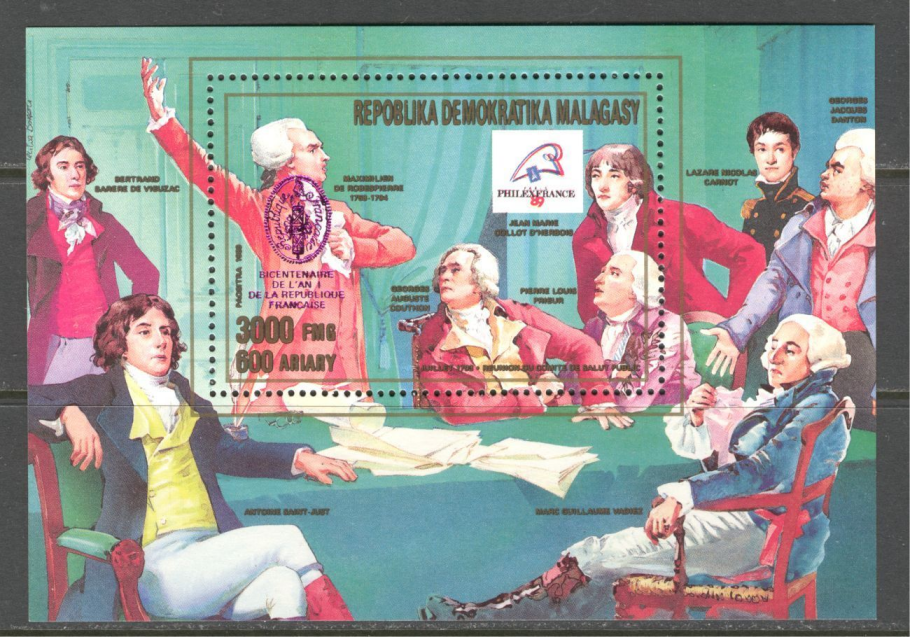
Robespierre arringa i giacobini, francobollo commemorativo per il bicentenario della Rivoluzione

Secondo la suddivisione classica di Jules Michelet, è possibile distinguere tre fasi del giacobinismo storico:
- Il primo giacobinismo del 1789 (inizialmente Club bretone, nato prima del giuramento della Pallacorda e la presa della Bastiglia), dal 1789-90 fino alla scissione del gruppo dei Foglianti dal Club dei Giacobini (1791), composto prevalentemente da membri dell'Assemblea nazionale e da nobili di orientamento liberale favorevoli alla monarchia costituzionale
- Il giacobinismo misto, unito dall'opposizione alla monarchia, fino alla nascita della Repubblica (1792), che univa insieme moderati quali il futuro girondino Brissot, orleanisti moderati ed ex cordiglieri, come Laclos come Philippe Egalité, assieme a radicali repubblicani come Maximilien de Robespierre.
- Il giacobinismo del '93, di cui il Regime del Terrore o governo dei montagnardi (ottobre 1793-luglio 1794) fu diretta espressione, composto esclusivamente dai robespierristi, tra i quali, oltre a Robespierre stesso, Georges Couthon, Collot d'Herbois, Bertrand Barère, Augustin de Robespierre, Jacques Nicolas Billaud-Varenne, Louis Antoine de Saint-Just, Jacques-Louis David, Paul Barras, Jean-Lambert Tallien, Philippe-François-Joseph Le Bas e Jean-Paul Marat come Presidente onorario. Essi epurarono violentemente dalla Convenzione prima i Girondini, poi i Cordiglieri dai Montagnardi nella primavera del 1794, sia gli Indulgenti di Danton e Desmoulins sia l'ala estremista degli hebertisti. Alcuni di loro, sia vicini a Danton sia ad Hébert o altri, nel 1794 entrarono nella congiura moderata di termidoro che eliminò Robespierre e i suoi uomini più fedeli ponendo fine al governo montagnardo

### Le origini

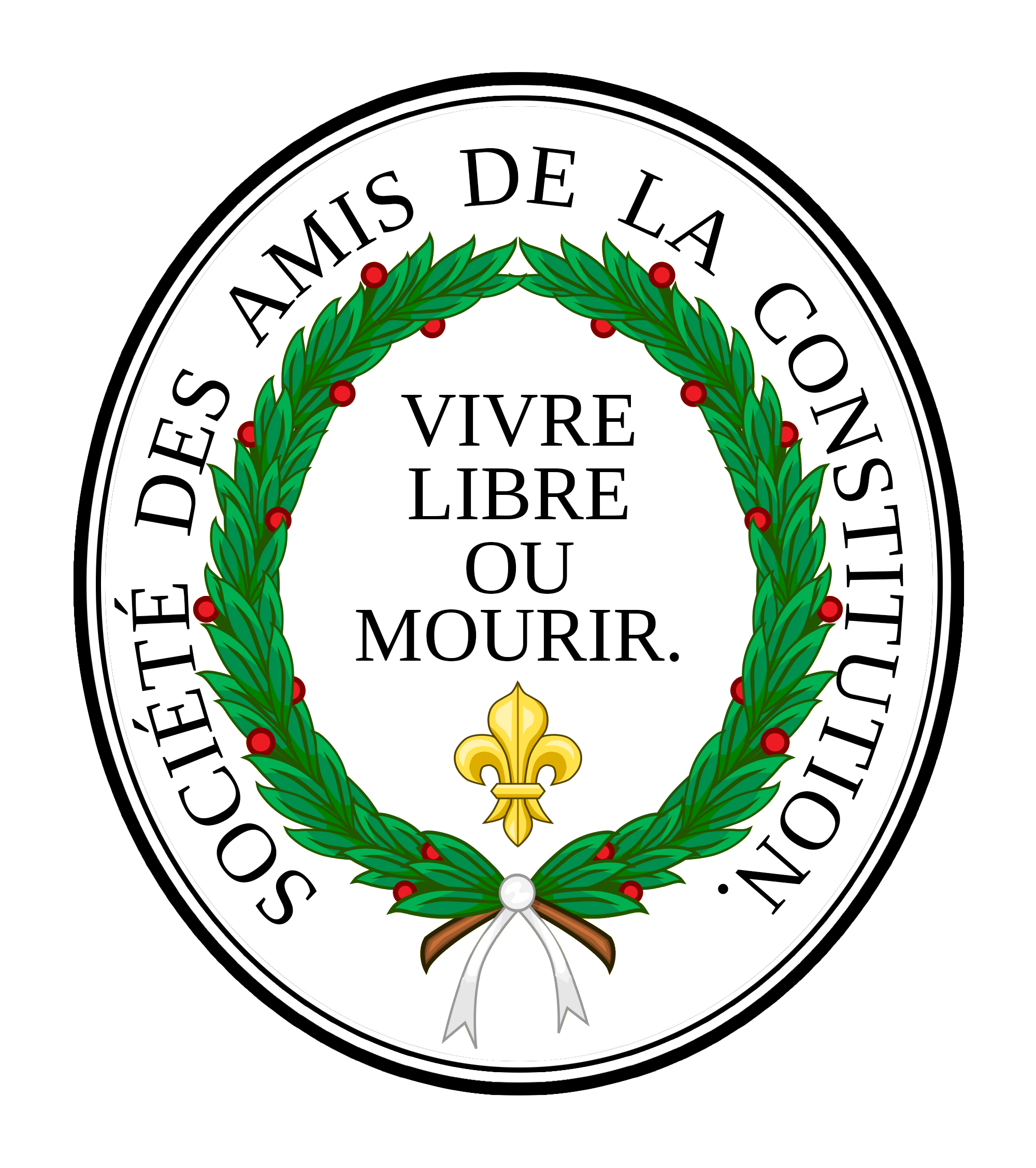
Primo emblema giacobino, contenente ancora il giglio reale

Nato come Club bretone a Versailles durante gli Stati generali del 1789, dopo la Marcia su Versailles, che costrinse Luigi XVI e la sua famiglia a insediarsi a Parigi, prese sede nell'ex convento domenicano di San Giacomo (Saint-Jacobus) di rue Saint-Honoré a Parigi. Da qui il nome di giacobini, che precedentemente designava in Francia l'ordine domenicano, dal nome del loro convento parigino. Il nome ufficiale del club era Società degli Amici della Costituzione.
Si trattava di un'associazione politica il cui scopo era quello di coordinare l'azione parlamentare dei deputati che ne facevano parte. Inizialmente, il club ospitava solo membri eletti all'Assemblea nazionale (poi chiamata Convenzione nazionale; successivamente, iniziò a includere anche esponenti del giornalismo e della politica extraparlamentare, sebbene la quota di iscrizione piuttosto elevata - 24 soldi, pagabili in quattro rate - scoraggiasse la partecipazione popolare. I membri del club appartenevano quasi esclusivamente alla borghesia e all'aristocrazia. Ciò non impedì, comunque, una rapida diffusione del giacobinismo - inteso come forma di associazionismo politico a sostegno del processo rivoluzionario - in tutta la Francia: dalla fine del 1789 al luglio 1790 il numero di società affiliate ai Giacobini di Parigi salì da 200 a 1.200.

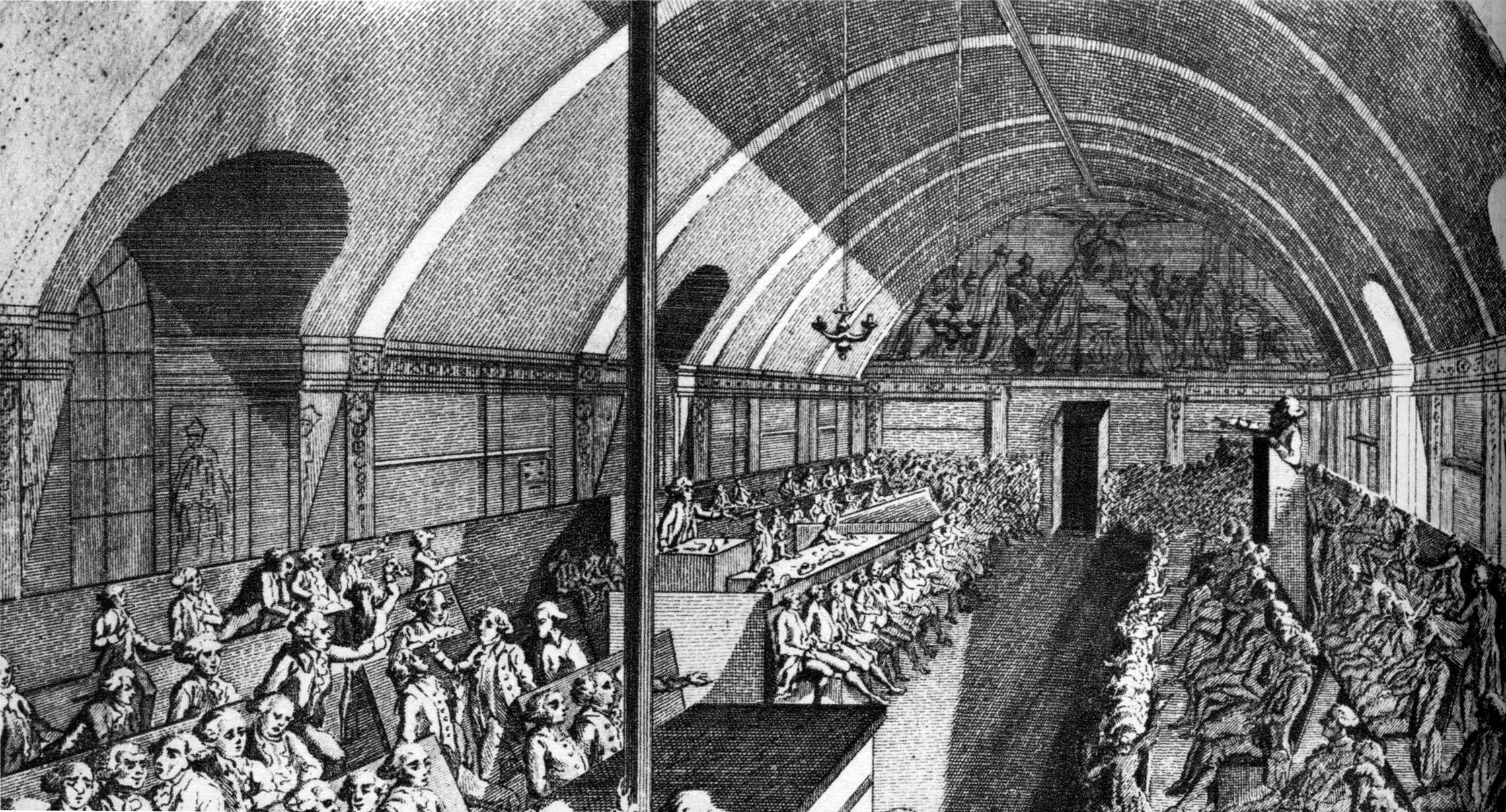
Una riunione del Club dei Giacobini (gennaio-febbraio 1791)

In seguito alla fuga a Varennes di Luigi XVI, nel giugno 1791, i giacobini subirono la loro principale scissione: la maggioranza, ancora fedele alla monarchia, su iniziativa del fondatore del club, Antoine Barnave, fondò un'altra società, il Club dei Foglianti. Con Barnave, lasciarono i Giacobini circa 170 deputati. La scissione spostò radicalmente l'equilibrio politico dei giacobini a favore della Repubblica, espresso già nel sostegno alla petizione popolare presentata dal Club dei Cordiglieri al Campo di Marte il 17 luglio 1791, dove avvenne una strage da parte di uomini fedeli ai foglianti La Fayette e Jean-Sylvain Bailly. Anche se una buona parte delle società affiliate nel resto della Francia seguì, in un primo tempo, i Foglianti, nell'autunno 1791 si potevano comunque contare 550 società giacobine ancora fedeli al club centrale di Parigi.
Sotto la pressione degli eventi, Luigi XVI si rivolse ai più moderati dei leader giacobini per formare il nuovo governo diretto da Jean-Marie Roland, che includeva anche Étienne Clavière e Charles François Dumouriez. Il fatto che in quel periodo tutte le decisioni informali venissero prese nel salotto dei coniugi Roland, sotto la direzione dell'influente Manon Roland, esacerbò gli animi in seno al club dei Giacobini. Rovinato nella reputazione a causa dei suoi inutili tentativi di raggiungere una conciliazione con la monarchia, il governo Roland fu travolto dagli avvenimenti della giornata del 10 agosto 1792 che portò al rovesciamento del trono. Poco dopo i sanculotti e il Comune di Parigi eseguirono i massacri di settembre, giustificati da Marat ma non da Robespierre che chiese ed ottenne le dimissioni di Roland come ministro per non aver sorvegliato le carceri. Buona parte dei sanculotti formarono da allora la base del movimento giacobino. Essi ("sans-culottes") si contrapponevano a chi indossava i calzoni corti ("culottes") e le calze di seta, diffondendo le abitudini democratiche come l'uso del "tu" e l'appellativo di "cittadino". Si esprimevano attraverso le sezioni rivoluzionarie del Comune, ed alcuni entrarono nel gruppo robespierrista rimanendovi fino alla fine, come il ciabattino Antoine Simon, il tutore del figlio del re, Luigi Carlo.

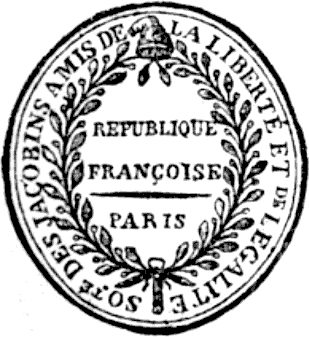
Sigillo del Club dei Giacobini, sezione principale di Parigi

Nell'autunno 1792 i giacobini espellevano Brissot e gli uomini di Roland, definiti come la "fazione dei Girondini" (dal dipartimento di provenienza della maggior parte dei suoi esponenti); la leadership del club fu assunta da Maximilien de Robespierre. La nuova Convenzione nazionale, insediatasi nel settembre 1792, poteva contare 205 deputati giacobini, circa due terzi del totale della Montagna, lo schieramento parlamentare formato da esponenti della sinistra radicale che, alla Convenzione, si opponeva alla maggioranza costituita dai Girondini. Su proposta del giacobino Collot d'Herbois, il 21 settembre la Convenzione dichiarò decaduta la monarchia e proclamò la Prima Repubblica francese.

Già dal 1791 iniziarono le guerre rivoluzionarie francesi, fomentate dai monarchici francesi chiedendo l'aiuto delle potenze assolutiste straniere onde schiacciare la rivoluzione; Robespierre si oppose ad una guerra offensiva come in seguito tentò di arginare gli eccessi dei rappresentanti in missione e dell'esportazione della rivoluzione in quanto "nessuno ama i missionari armati", e l'unica guerra ammessa è difensiva: 
(Discorso del 18 dicembre 1791)

### La Repubblica giacobina
(Maximilien de Robespierre)
(Jean-Paul Marat)

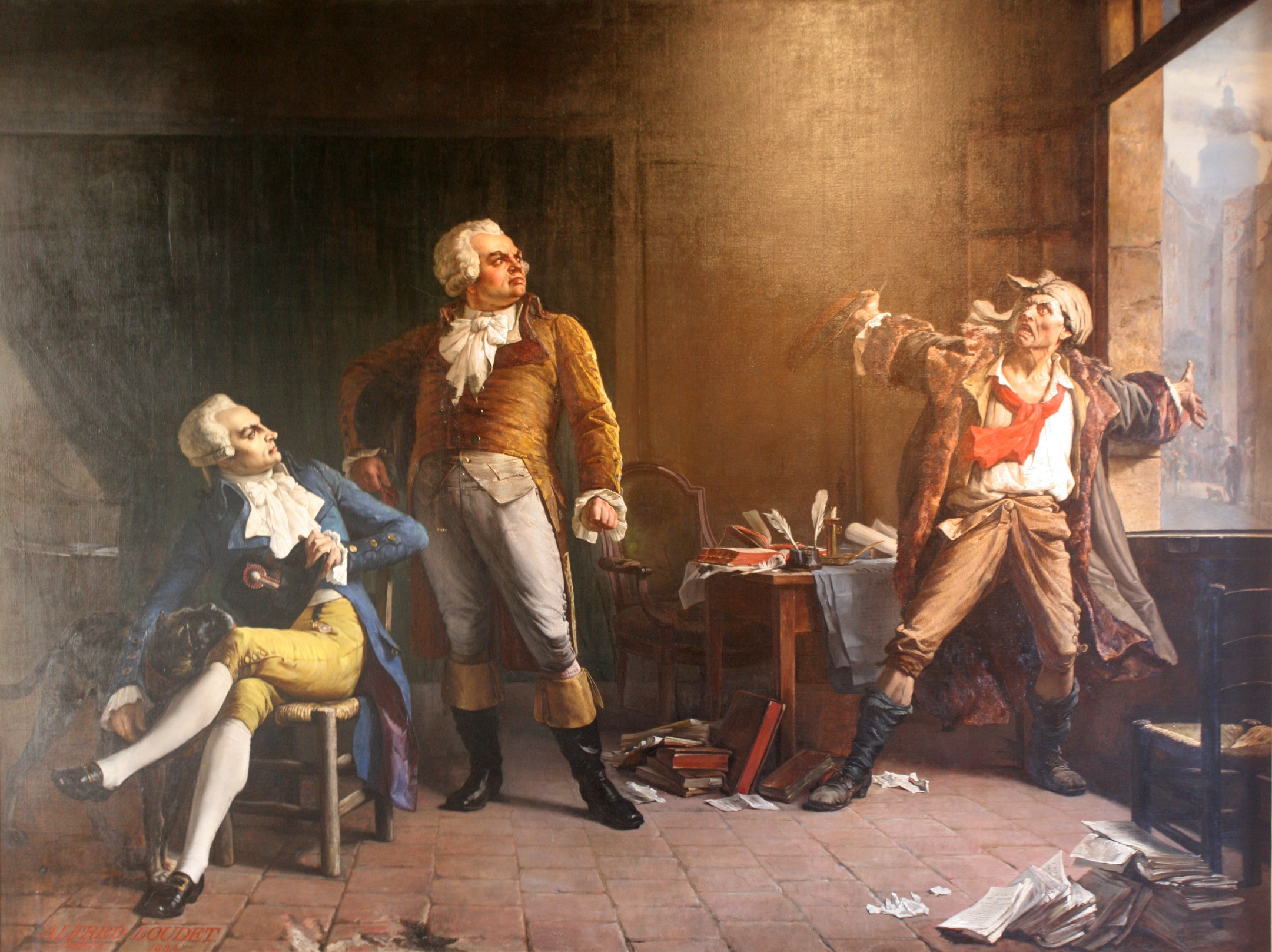
Discussione tra i tre capi montagnardi: Robespierre, l'indulgente Danton e Marat, in un dipinto del 1882

Con la collaborazione dei Cordiglieri, il club dei Giacobini manovrò i sanculotti parigini nelle decisive giornate del 31 maggio e del 2 giugno 1793, che portarono all'arresto dei leader Girondini in seno alla Convenzione, mentre 73 filo-girondini espulsi furono graziati dall'intervento dello stesso Robespierre.

#### La condanna del re
I giacobini decisero anche l'esecuzione dell'ex re Luigi XVI il 21 gennaio 1793, grazie anche all'eloquenza di Robespierre e di Saint-Just ("quest'uomo deve regnare o morire"), per voto convenzionale e col forte consenso giacobino, e della consorte Maria Antonietta (16 ottobre), su impulso di Hébert, Barère e Bilaud.
La maggioranza parlamentare era stata favorevole al processo del re, ma alcuni influenti montagnardi, tra i quali Robespierre e Saint-Just, premevano per una condanna senza processo, nel timore che un'eventuale assoluzione del re gettasse discredito sulla Rivoluzione. 
(Saint-Just)

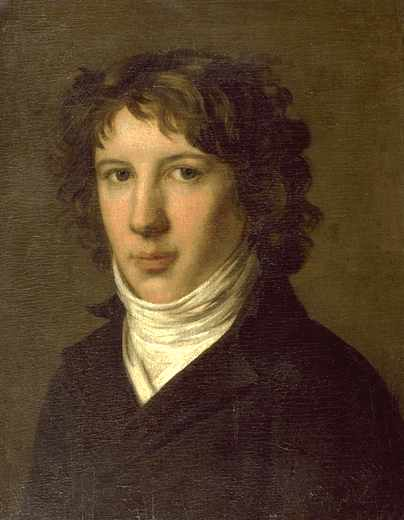
Louis Antoine de Saint-Just

Essi ritenevano il sovrano, i realisti e i monarchici moderati come La Fayette, Honoré Gabriel Riqueti de Mirabeau e Bailly responsabili diretti di tradimento e di diversi massacri di patrioti e sanculotti, come al campo di Marte, nonché della guerra.
Marat disse al tempo dell'Assemblea Nazionale al popolo che «cinque o seicento teste tagliate avrebbero assicurato il tuo riposo, la libertà e la felicità. Una falsa umanità ha tenuto le tue braccia e sospeso i tuoi colpi; a causa di questo milioni di tuoi fratelli perderanno la vita.» E in occasione del voto contro il re alla Convenzione:
(Marat)
I giacobini ritenevano il re un nemico sconfitto e condannato dalla storia fuori dalla Costituzione che egli non aveva accettato, come dimostrato dal veto opposto in un'occasione (giugno 1792, provocando il primo assalto alle Tuileries, residenza reale dopo la marcia su Versailles e dalla fuga a Varennes del 1791. Dopo la presa del palazzo era stato rinchiuso nella prigione del Tempio con la famiglia, come prigioniero politico. Il resto della Montagna era però in linea con le idee dei Girondini - anche se questi ultimi avrebbero preferito un rinvio - e della Pianura: il 5 dicembre la Convenzione nazionale decise di processare il sovrano e il 10 venne presentato un Atto enunciativo dei crimini di Luigi, tra i quali l'alto tradimento a causa dei documenti del cosiddetto armadio di ferro, contenenti prove di trattative segrete con potenze straniere.
Robespierre, che in precedenza si era espresso contro la pena capitale ai tempi dell'Assemblea Nazionale (quando venne invece adottata la ghigliottina e abolita la tortura), cambiò idea appellandosi all'emergenza e al tirannicidio:
(Discorso di Robespierre del 3 dicembre 1792)
(ibidem)
(ibidem)

#### La messa fuori legge degli emigrati
Tutti i beni requisiti alla Chiesa e ai nobili decaduti e emigrée passarono allo Stato o furono redistribuiti.
Dal momento dell'epurazione dei girondini dal gruppo della maggioranza costituito dai montagnardi (giacobini e cordiglieri), i giacobini assunsero la guida della Rivoluzione. Iniziava la stagione della "Repubblica giacobina": in seno al club si discutevano preliminarmente tutti i decreti che sarebbero stati successivamente adottati dalla Convenzione, si definivano gli orientamenti politici del Comitato di salute pubblica, si tracciava la linea di demarcazione tra ciò che era rivoluzionario e ciò che era controrivoluzionario.

#### Il "Terrore": la faseradicale
(Robespierre)

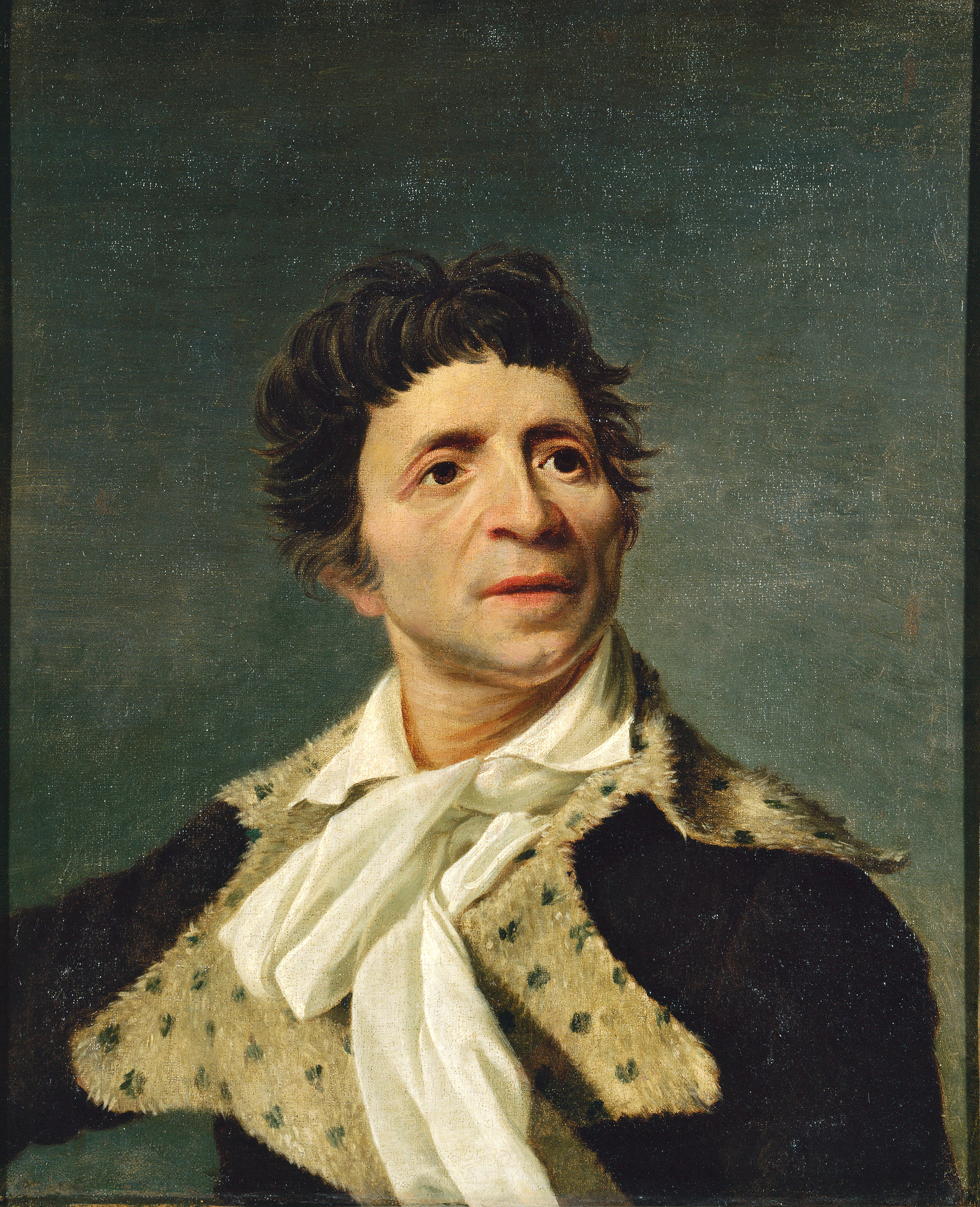
Jean-Paul Marat, giornalista del Club dei Cordiglieri e uno degli ideologi del governo rivoluzionario giacobino-montagnardo; fu anche Presidente del Club dei Giacobini nel 1793. Diresse diversi giornali come L'Ami du Peuple e il Journal de la République Française, i cui motti erano Vitam impendere vero ("sacrificare la vita alla verità"), epitaffio di Rousseau, e Ut redeat miseris, abeat fortuna superbis ("La fortuna si allontani dai superbi per tornare ai miseri"), tratto da Orazio

I giacobini, ha scritto François Furet, divennero in quel momento "gli iniziatori di un nuovo tipo di partito", fondato sull'ortodossia, espressa da strumenti come l'obbligo dell'unanimità nelle deliberazioni del club, i continui scrutini epuratori con cui venivano espulsi gli esponenti non graditi, il clima di sospetto e l'ossessione per la cospirazione che convinsero i giacobini di essere gli unici custodi della volontà popolare e dell'ortodossia rivoluzionaria. Il ruolo centrale del club dei Giacobini venne sancito da due decreti della Convenzione: il primo, del 25 luglio 1793, prevedeva che chiunque tentasse di ostacolare o sciogliere le società popolari venisse perseguito dalla legge; il secondo, del 4 dicembre, che riorganizzava il governo rivoluzionario, definiva le società popolari "gli arsenali dell'opinione pubblica". Lo scontro si era inasprito ancora di più dopo che il leader cordigliero Jean-Paul Marat fu assassinato dalla monarchica-fogliante e filo-girondina Charlotte Corday (luglio 1793).
Marat era da lei considerato istigatore dei massacri di settembre (2-6 settembre 1792), avendo scritto che: 
(Marat e il Comitato di Controllo, comunicato del 2 settembre 1792)
Iniziarono le guerre rivoluzionari e il regime del terrore, con numerose esecuzioni tramite la ghigliottina, nonché la sanguinosa guerra di Vandea, tra l'esercito cattolico e reale, l'esercito degli emigrati e gli chouan uniti contro i repubblicani. Il casus belli fu la coscrizione obbligatoria imposta anche ai contadini.
Superato dagli avvenimenti e squassato da lotte intestine, il Comitato di salute pubblica decise di invitare Robespierre a partecipare ai suoi lavori, nel tentativo di colmare la distanza tra il Comitato, la Convenzione e il Comune parigino, che rappresentava i sanculotti, per i quali Robespierre era l'unico vero difensore della Rivoluzione, “l'incorruttibile”.
Per Hébert e Barère, il Terrore andava messo all'ordine del giorno, per Danton e Robespierre era la giusta risposta alle minacce.
Mentre gli hébertisti e gli arrabbiati continuavano a richiedere misure d'emergenza, come il calmieramento di tutti i beni di prima necessità, l'assunzione nei posti pubblici dei patrioti e un'"infornata" di sospetti da destinare poi al massacro in un revival del settembre 1792, Robespierre oppose loro un programma inflessibile fatto di requisizioni nelle campagne e approvvigionamenti nella capitale, in misura tale da calmare la fame della popolazione e tagliare agli esponenti del Comune di Parigi (di cui non si fidava completamente) l'appoggio dei sanculotti.

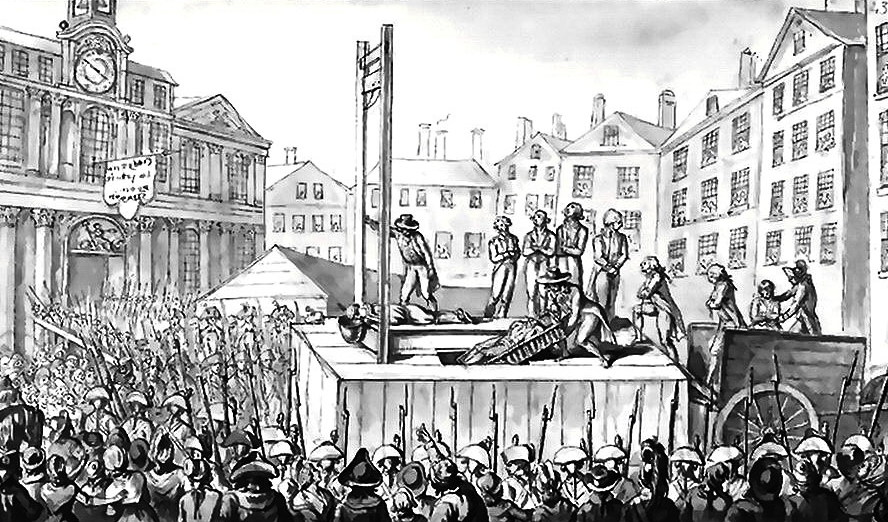
Esecuzione di nove emigrati sulla ghigliottina nell'ottobre 1793

Ciò permise di celebrare l'anniversario del 10 agosto in un clima sereno nonostante una vigilia che sembrava anticipare nuovi massacri indiscriminati. Robespierre e Danton appoggiarono invece la proposta degli “esagerati” di Hébert della leva in massa, come unica soluzione per contrastare l'avanzata degli eserciti della coalizione e dei vandeani.

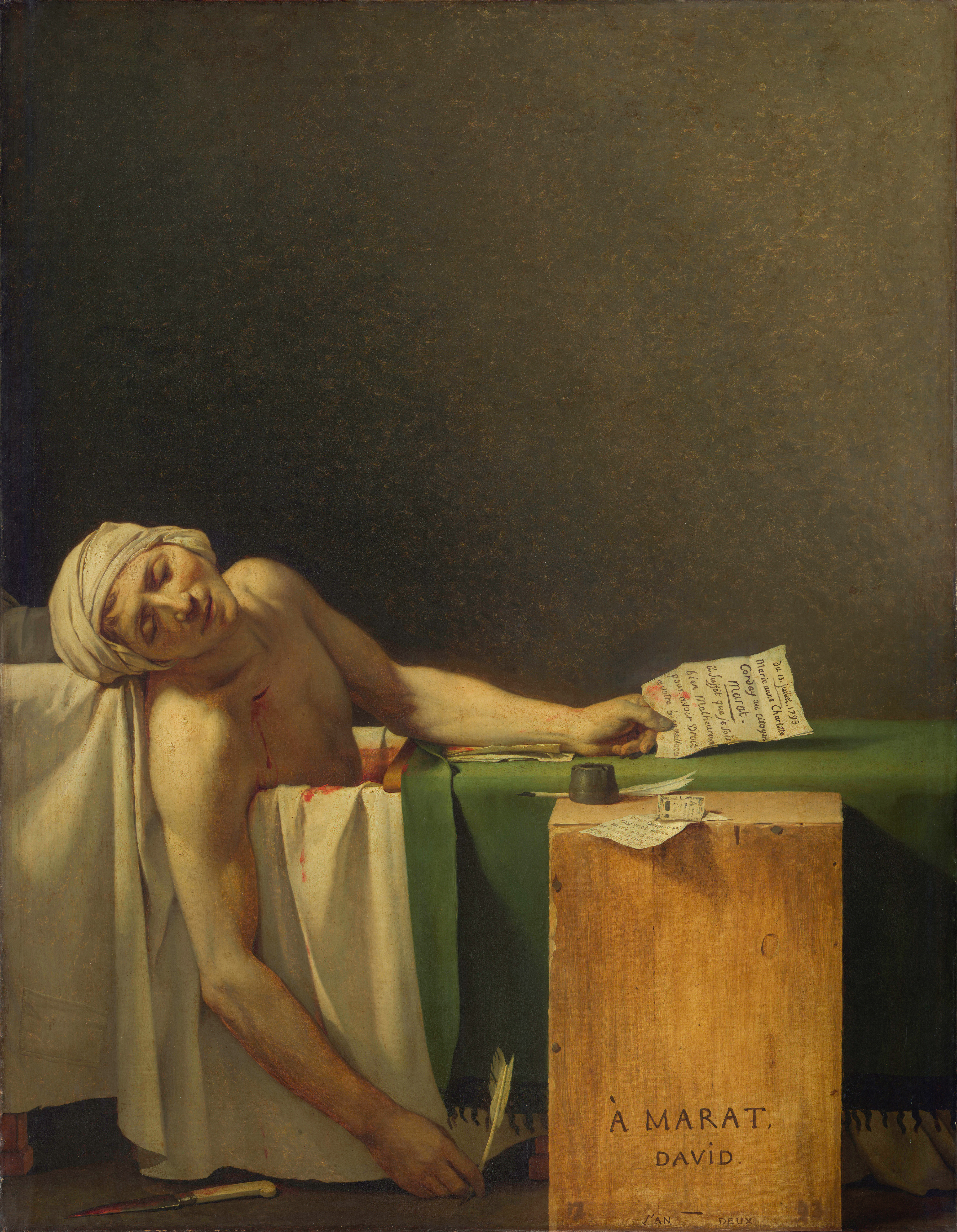
Jacques-Louis David, La morte di Marat, dipinto agiografico della morte del capo montagnardo eseguita dall'allora pittore giacobino

I radicali non si ritennero, tuttavia, soddisfatti. Sfruttando le pessime notizie sul fronte militare (il 4 settembre fu data la notizia della caduta di Tolone nelle mani degli inglesi), il 5 settembre il Comune promosse una sollevazione contro la Convenzione, chiedendo il calmiere per tutte le derrate (il “maximum”) e altre misure d'emergenza.
Robespierre dovette cedere facendo entrare nel Comitato di salute pubblica i giacobini “hébertisti” Jacques Nicolas Billaud-Varenne e Collot d'Herbois. Ciò spostò maggiormente l'asse del potere verso l'estremismo, ponendo “il Terrore all'ordine del giorno” (5 ottobre), come avevano proposto alcuni giacobini più radicali.
Questo nuovo corso fu confermato, il 17 settembre 1793, dall'approvazione della “legge dei sospetti” (su proposta di Philippe-Antoine Merlin de Douai e di Jean-Jacques Régis de Cambacérès, due futuri "moderati") e l'inizio del Regime del Terrore. Come disse Barère, "solo i morti non ritornano". Erano considerati sospetti, e quindi passibili di essere arrestati e deferiti al Tribunale rivoluzionario, gli emigrati rientrati, gli ex nobili che non avessero mostrato evidente attaccamento alla Rivoluzione, ma anche coloro che non avevano compiuto “i loro doveri civici” (ossia partecipato alla vita politica) o tutti quelli che si erano mostrati “partigiani dei tiranni o del federalismo e nemici della libertà”, nonché i loro parenti se non avevano manifestato sentimenti "repubblicani" manifesti. Con decreto del Comune del 10 ottobre, si giungeva a definire "sospetti" tutti coloro che avevano accolto con "indifferenza" la Costituzione e coloro che, "non avendo fatto nulla contro la libertà, non hanno comunque fatto niente per essa". Infine, venne decretato che al Comitato di salute pubblica spettasse presentare alla Convenzione i candidati per il rinnovo delle cariche in tutti gli altri comitati della Convenzione. Così si sanciva la preminenza del “Grande Comitato” su tutti gli altri e quindi, di fatto, una dittatura dei suoi 12 membri sul governo della Francia.
Ci furono più di 16.000 condanne a morte emesse durante il Terrore del 1792-94, più le vittime di massacri sommari e, da entrambe le parti, della guerra civile. Bisogna ricordare che la minaccia percepita dai rivoluzionari non era solo frutto di paranoia da parte di Marat o Robespierre, bensì consisteva in fatti reali: congiure interne, rivolte federalisti appoggiate dai britannici nel sud, gli eserciti degli emigrati e dei vandeani e gli chouan, il proclama di Brunswick del 1792 in cui la Prussia e l'Austria minacciavano di radere al suolo Parigi, la Prima coalizione promossa dagli inglesi e i minacciosi proclami dei principi (Luigi di Provenza e Carlo d'Artois) di voler restaurare la monarchia assoluta di ancien Regime punendo esemplarmente tutti i convenzionali "regicidi" come rei di tradimento e sacrilegio (ancora nella Dichiarazione di Verona si sarebbe usato questo termine al tempo del Direttorio). La Francia si trovò sola contro l'Europa, con il blando appoggio della Svizzera, con una sensazione di incombente minaccia dentro e fuori. Nel 1792 Brunswick aveva emanato un documento di minaccia esplicita verso i parigini, che una volta avvenuta in effetti l'esecuzione del re, pareva ancora più incombente. Ispirato dal conte svedese Hans Axel von Fersen, amante della regina Maria Antonietta, ed emanato dal duca a proprio nome, il proclama materialmente fu scritto da Jérôme-Joseph Geoffroy de Limon e dall'ex segretario di Mirabeau, Pellenc.
(Carlo Guglielmo Ferdinando di Brunswick-Wolfenbüttel)
I giornali rivoluzionari risposero con gli stessi toni, specialmente L'Ami du peuple di Marat e Le Père Duchesne di Hébert. I discorsi dei capi giacobini come Robespierre si appoggiavano sul tema del timore della punizione (ossia il Terrore esterno ed interno) onde supportare la Virtù.

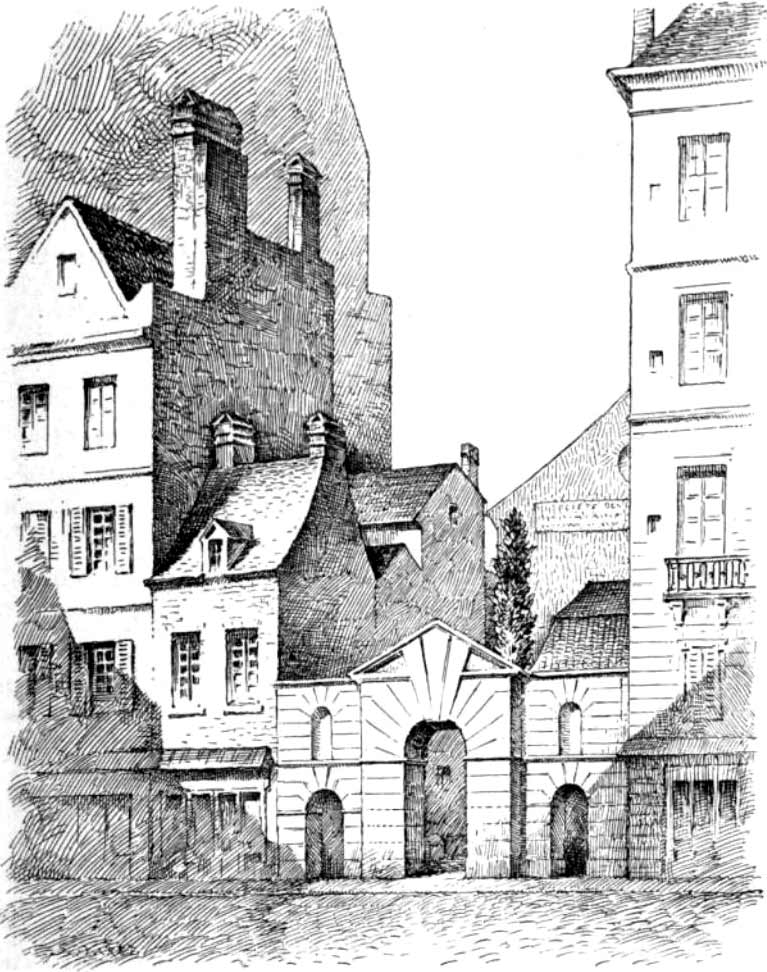
L'ingresso del Club dei Giacobini su rue Saint-Honoré, in una stampa del 1895

(Maximilien Robespierre)

#### Politica sociale ed economica del governo giacobino

##### La Costituzione dell'anno I e la democrazia sociale
(Articolo 35 della Dichiarazione dei diritti nella costituzione repubblicana)
Durante il periodo del Terrore si visse una fase di vuoto legislativo per quel che concerneva la legge costituzionale. La Costituzione del 1791 era di fatto sospesa, essendo una costituzione monarchica superata dai fatti; venne mantenuta formalmente in vigore, integrata dalle nuove leggi approvate dalla Convenzione, che avevano valore costituente e, come tali, abrogavano le norme antecedenti della Costituzione.
Il comitato costituzionale, eletto il 25 settembre 1792, era ancora controllato dai girondini, e i suoi lavori non avanzarono per interi mesi. Solo il 15 febbraio 1793 il filo-girondino Nicolas de Condorcet presentò all'assemblea il primo impianto della bozza costituzionale. Esso prevedeva di dividere l'esecutivo dal legislativo, con i ministri eletti direttamente dal popolo e rinnovati a rotazione ogni anno, e l'assemblea legislativa rinnovata per intero ogni anno. Venivano rafforzate le istituzioni locali, favorendo il decentramento caro ai girondini per ridurre il centralismo di Parigi.

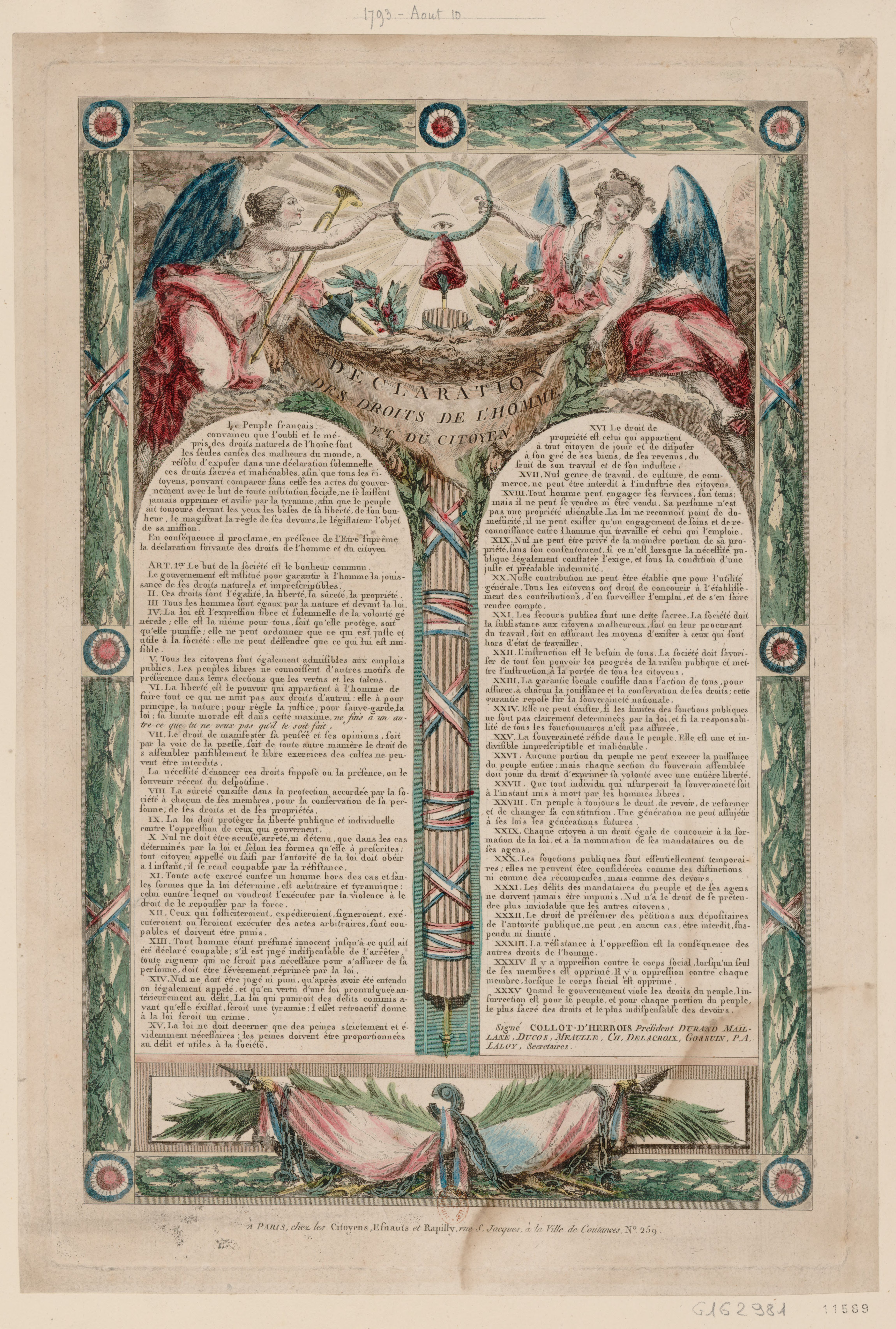
La Dichiarazione dei diritti dell'uomo e del cittadino aggiornata nel 1793, modificando quella del 1789, in apertura della Costituzione dell'anno I

La caduta della Gironda affossò subito questo progetto. I montagnardi avviarono nuovi lavori a partire dal giugno 1793, ed elaborarono la nuova Costituzione in gran fretta, nel mezzo dei pericoli che minacciavano la Francia e un clima di grande caos politico. L'impatto di questi avvenimenti sul testo costituzionale era evidente. Vi si sanciva il diritto all'insurrezione (una forma più attiva della "resistenza all'oppressione" stabilita nella dichiarazione del 1789), sorta di "giustificazione retroattiva" del 10 agosto e del 2 giugno, stabilendolo come un diritto naturale e inalienabile correttamente esercitato dal popolo; si poneva l'assemblea legislativa al centro del sistema politico, con i deputati eletti a maggioranza assoluta e a scrutinio uninominale e diretto per ciascuna circoscrizione, composta da almeno 40.000 elettori, senza differenze di censo; i ministri, in numero di 24, sarebbero stati scelti dall'assemblea da un elenco di 83 candidati eletti uno per ciascun dipartimento dai corpi elettorali (misura che avrebbe permesso all'assemblea di escludere i dipartimenti rimasti fedeli ai girondini). A causa del timore di una maggioranza monarchica reazionaria fuori Parigi, le elezioni della Convenzione nel 1792 si svolsero tramite un sistema di delegati, e non furono ripetute se non con un sistema simile fino al 1795. Il suffragio popolare non venne applicato, a causa della mancata applicazione della Costituzione.

La Costituzione dell'anno I, adottata il 24 giugno 1793, non entrò difatti mai in vigore. Con un gesto simbolico, il testo venne rinchiuso in un'arca di cedro posta nell'aula della Convenzione. Ciò dipendeva dal fatto che, come era stato stabilito su proposta di Saint-Just il 10 ottobre 1793, il governo doveva rimanere “rivoluzionario fino alla pace”; solo in seguito si sarebbe proceduto allo scioglimento dei comitati e della Convenzione e al loro rinnovo. 
(Saint-Just)
Faro delle insurrezioni dell'anno III (al grido di “pane e Costituzione dell'anno I”, i sanculotti cercarono di rovesciare la Convenzione termidoriana), fu scalzata dalla Costituzione direttoriale adottata nel 1795.
Diverse disposizioni di democrazia sociale (un'anticipazione dello stato sociale e assistenziale dirigista o della socialdemocrazia) vennero nondimeno adottate dalla Convenzione e fatte subito entrare in vigore.

##### Politica economica
(Maximilien Robespierre sulla giustizia sociale e politica)
La politica economica fu il contributo più incisivo e positivo del regime del "Terrore" giacobino, sebbene imposte in maniera emergenziale e di economia di guerra. Furono adottate in questo periodo alcune misure di tipo dirigista, statalista e proto-socialdemocratico:
- la suddivisione egualitaria della successione, che eliminava i maggiorascati e sanciva l'uguaglianza tra gli eredi, compresi i figli naturali
- la suddivisione in piccoli lotti dei beni nazionali, per favorire l'acquisizione di nuove proprietà da parte del proletariato e della piccola borghesia, base sociale del Terrore
- la confisca delle proprietà dei sospetti e la loro distribuzione ai patrioti indigenti (che però non fu applicata)
- l'istituzione dell'insegnamento primario pubblico e gratuito
- gli assegni assistenziali per le persone anziane sopra i sessant'anni nelle campagne e nei villaggi[21], per chi fosse ritenuto degno e bisognoso, e per gli invalidi di guerra

A dividere radicalmente girondini e montagnardi era la questione delle misure da intraprendere per porre un freno alla crisi economica e al rincaro del prezzo del pane e di altre derrate. I girondini restavano legati al liberismo, e mal sopportavano le richieste di dirigismo che provenivano dai capi sanculotti, che trovavano espressione nei discorsi di diversi esponenti giacobini. La loro caduta aprì la strada a una serie di radicali misure economiche che caratterizzarono il periodo del Terrore.
L'11 aprile 1793 fu decretato il corso forzoso dell'assegnato, punendo drasticamente coloro che rifiutavano di accettare gli assegnati come metodo di pagamento, nella speranza di frenare il loro deprezzamento e la spirale dell'inflazione. In maggio venne approvato il prestito forzoso di un miliardo, che si applicava in misura progressiva a partire da redditi di 1000 lire per i celibi e 1500 lire per i coniugati.

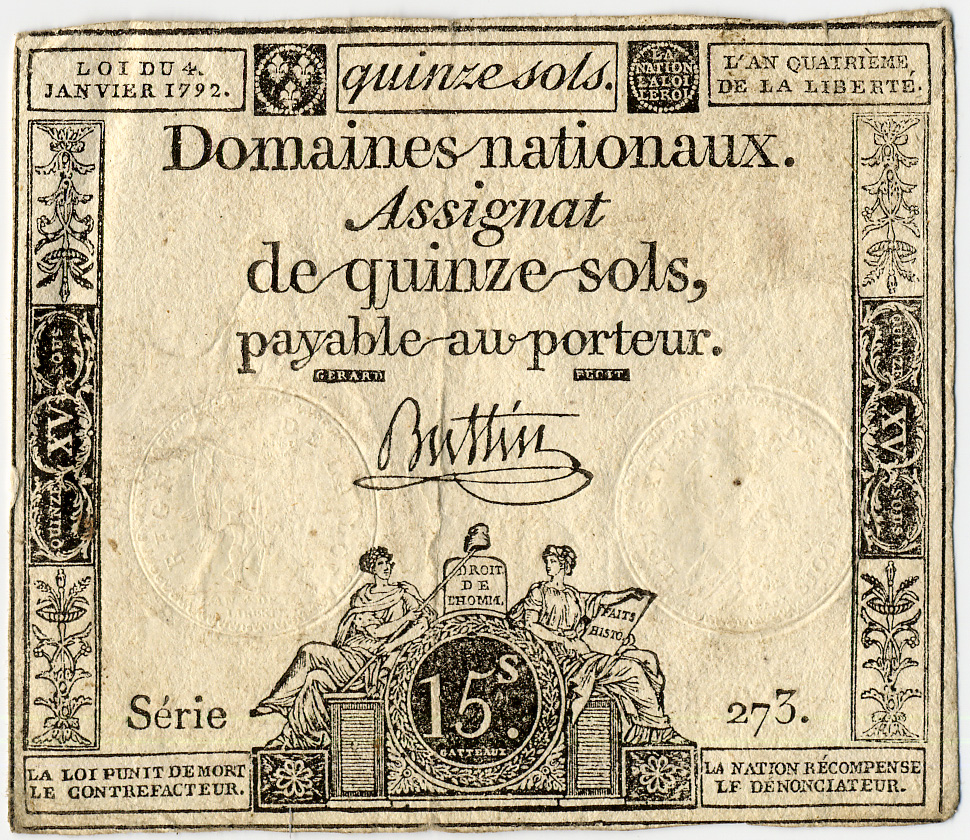
Un assegnato del periodo repubblicano. Il loro valore crollò all'indomani del 9 termidoro

##### La legge delmaximum
In una prima concessione agli “arrabbiati”, il 4 maggio 1793 la Convenzione istituì un primo “maximum”, ossia un calmieramento, dei cereali e della farina, che servì a migliorare le condizioni a Parigi ma che rimase inapplicato nel resto della Francia. Ad aumentare furono, nei mesi successivi, soprattutto i prezzi della carne, dello zucchero, del sapone, della cera per le candele. Precedentemente Marat aveva incitato il popolo nel febbraio 1793: 
Il 26 luglio 1793, su pressione di Jacques Roux, prete costituzionale e tribuno "arrabbiato", la Convenzione, per evitare nuovi assalti a panetterie e magazzini, adottò la legge contro gli accaparratori, minacciando di morte tutti i commercianti che non avessero presentato la dichiarazione delle loro scorte di beni di prima necessità. Ciò non frenò l'aumento dei prezzi. Molti accaparratori vendevano i beni di necessità a prezzi elevati al mercato nero, pur rischiando pene severissime fino alla ghigliottina.
Le agitazioni popolari a Parigi agli inizi del settembre 1793 costrinsero la Convenzione a votare la legge del maximum generale il 29 settembre, stabilendo che tutti i generi di prima necessità e le materie prime fossero vincolate al prezzo medio del 1790 aumentato di un terzo, mentre i salari vennero legati al prezzo medio del 1790 aumentato di metà.

##### Il razionamento e i problemi economici
L'economia di guerra e il Terrore andarono di pari passo. Vennero distribuite le tessere per il razionamento del pane a Parigi e stabilite ispezioni ai magazzini per l'applicazione della legge sugli accaparramenti. La commissione per le sussistenze in seno al Comitato di salute pubblica, istituita il 22 ottobre 1793 (dall'aprile 1794 ribattezzata “commissione per il commercio e l'approvvigionamento”, raggiungendo i 500 impiegati) doveva dirigere l'enorme sforzo della politica economica del Terrore. Nelle campagne e nei villaggi aumentarono le requisizioni, necessarie per rifornire l'esercito di ciò di cui aveva bisogno; le campane delle chiese venivano fuse per ottenere bronzo da usare nella fabbricazione delle armi.

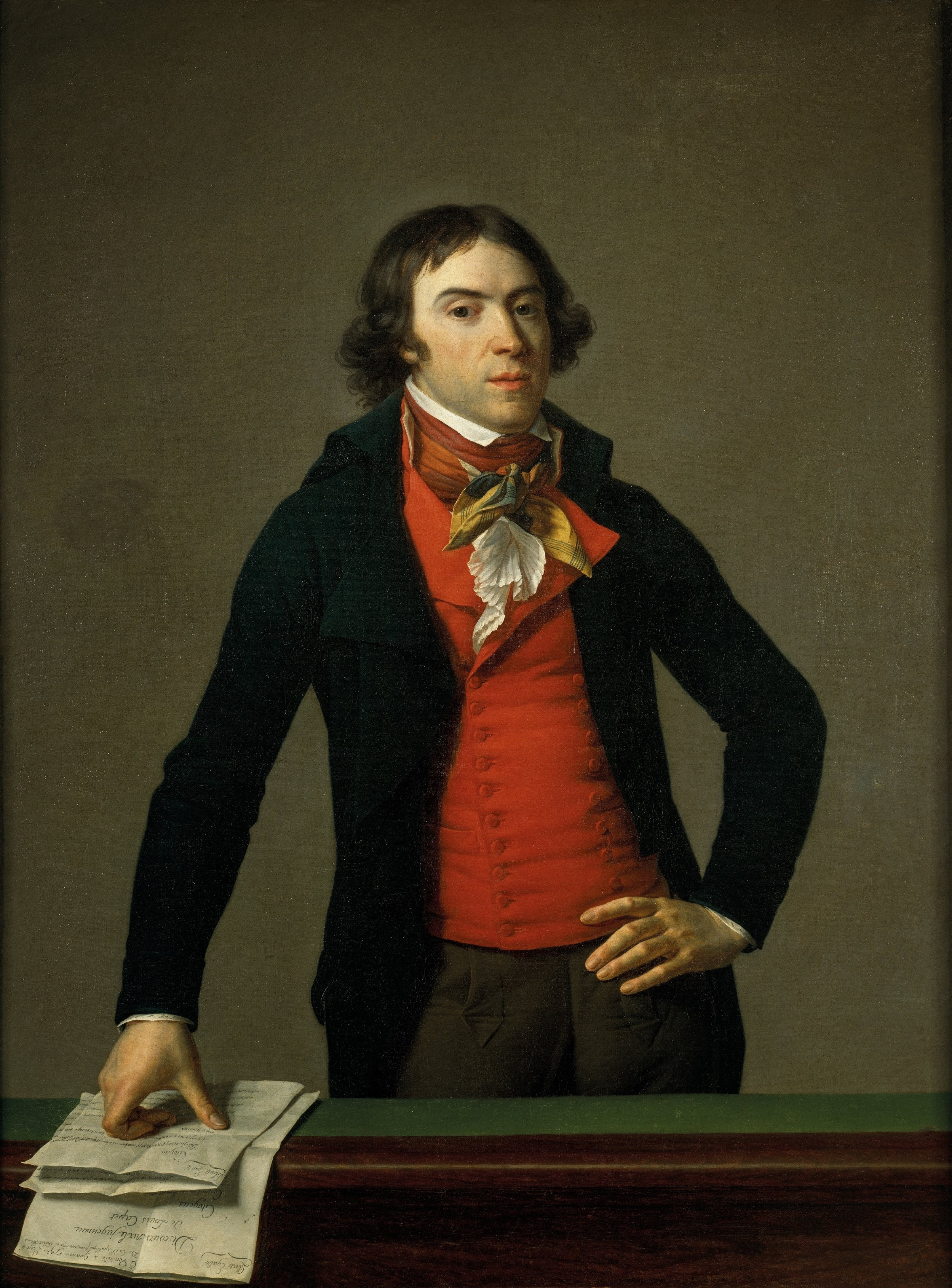
Bertrand Barère

Barère ottenne perfino dalla Convenzione nel luglio 1793 il permesso alla profanazione delle tombe della basilica di Saint-Denis, la necropoli dei reali di Francia, con un gesto sia simbolico già attuato nel 1792 in ambito antimonarchico e anticattolico, ma in questo caso richiesto specialmente onde poter recuperare il piombo delle bare da fondere per fabbricare armi e proiettili per la guerra in corso, oltre che per la ragione politica di disperdere le "ceneri degli impuri tiranni". Ciò avvenne fra agosto 1793 (a partire dalle celebrazioni della presa delle Tuileries nella giornata del 10 agosto 1792) e gennaio 1794.

##### La crisi delmaximum
La politica economica del Terrore venne gradualmente abbandonata dopo il 9 termidoro. Le violazioni del maximum, ormai diffusissime, erano già tollerate dal Comitato di salute pubblica dalla primavera 1794, con l'eccezione del pane. Il decreto, che provocò comunque l'inflazione e l'ostilità dei sanculotti negli ultimi tempi del governo giacobino, fu abolito il 24 dicembre dalla Convenzione termidoriana. La nazionalizzazione delle fabbriche di guerra e del commercio estero fu abbandonata. Ciò tuttavia alimentò ulteriormente una crisi dell'economia e degli approvvigionamenti, con ampi strati di popolazione al freddo e alla fame nell'inverno '94-'95, e che scatenò le due insurrezioni popolari filo-giacobine della primavera 1795, e inimicò ai francesi del popolo la nuova classe dirigente termidoriana.

#### Eliminazione delle ali estreme e moderate
(Robespierre)
Nella primavera del 1794 le società affiliate con il club dei Giacobini di Parigi avevano raggiunto la cifra di 5.550. Le epurazioni dalla società dei membri "indulgenti", gli ex cordiglieri legati a Georges Jacques Danton e Camille Desmoulins, accusati di "corruzione finanziaria", modérantisme e rapporti con i monarchici costituzionali, e di quelli ultrarivoluzionari - gli hébertisti o "esagerati" (Jacques-René Hébert, Pierre-Gaspard Chaumette), anche loro considerati estremi e corrotti -, furono il preludio al loro arresto, ordinato dal Comitato di salute pubblica, completamente in mano a esponenti giacobini, e alla successiva esecuzione, comminata dal Tribunale rivoluzionario, la cui composizione era stata rinnovata per includervi esclusivamente membri robesperristi (Martial Herman, Jean-Baptiste Coffinhal) e il pubblico ministero Antoine Quentin Fouquier-Tinville già attivo nel 1793. Anche gli Enragés vennero eliminati dalla scena. 
Tra i giacobini solo Lindet si rifiutò di firmare il decreto contro Danton, ma non ne ebbe conseguenze in quanto si ritirò temporaneamente dalla politica per motivi di salute.
Diversi rappresentanti in missione sia hebertisti che giacobini vicini ad Hébert furono richiamati dal Comitato e a volte puniti per aver compiuto massacri di civili nelle province, ma alcuni si salvarono (tra essi i futuri termidoriani Fouché, Barras, Fréron e Tallien, ma anche Collot d'Herbois e Carrier; quest'ultimo, benché richiamato a Parigi, venne denunciato e andò sulla ghigliottina per le noyades di Nantes e diverse atrocità in Vandea, ma solo nel dicembre 1794). Ovviamente non subirono procedimenti i robespierristi come Saint-Just e Couthon, ma nemmeno Barère, relatore del decreto in cui si proponeva la devastazione della Vandea.
Nel mirino di Robespierre entrò ad esempio François-Louis Bourdon detto Bourdon de l'Oise, che si salvò come gli altri per la caduta dei giacobini.

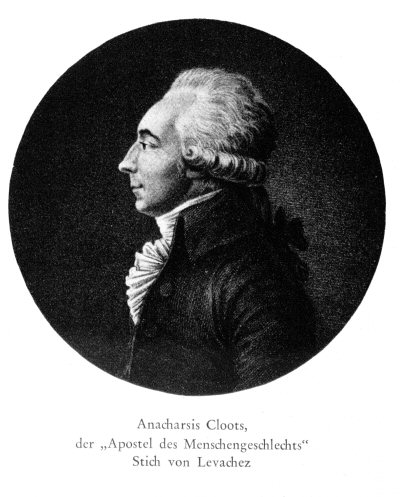
Anacharsis Cloots

Di Fouché, di Tallien e di lui Robespierre non si fidava (tutti e tre lo tradirono a Termidoro), e diceva: "si è coperto di crimini in Vandea dove si è concesso (...) il piacere di uccidere volontari di propria mano. Combina in sé perfidia e violenza". Anacharsis Cloots fu invece ghigliottinato per sua vicinanza ad Hébert, benché estraneo ad accuse concrete. Albert Mathiez ha sostenuto che Robespierre fosse contrario ai metodi illegali utilizzati in Vandea da Louis Marie Turreau e Carrier contro i civili, e avrebbe richiamato appositamente Carrier onde punirlo sottoponendolo al giudizio del Tribunale rivoluzionario, tuttavia fu preceduto dagli stessi proconsoli tra cui Carrier, che lo deposero e lo fecero giustiziare il 10 termidoro. Secondo lo storico i termidoriani avrebbero scaricato la responsabilità dei massacri nelle provincie francesi su Robespierre, Saint-Just e Couthon (i cosiddetti "triumviri") onde discolpare loro stessi. In Vandea ci furono circa 170.000 morti, di cui 130.000 cittadini vandeani e insorti realisti.
(Albert Mathiez, La Reazione Termidoriana)
Nel maggio 1794 il club ordinò lo scioglimento di tutte le società popolari nate dopo il 10 agosto 1792, e impose che tutte quelle precedenti si sottoponessero a un'inchiesta al fine di espellerne i membri "controrivoluzionari". Ciò comportò la chiusura di tutti i club non legati ai Giacobini (con l'eccezione dei Cordiglieri, ridotti però al silenzio dopo l'esecuzione degli hebertisti), compresi i Club femminili. Nonostante l'esecuzione del dichiarato misogino Chaumette, questi club erano considerati fattori di disturbo, essendo spesso vicini agli Enragés (ad esempio la Società delle repubblicane rivoluzionarie), guidati da elementi poco gestibili (Théroigne de Méricourt) o ai girondini (il Centro Sociale della già ghigliottinata Olympe de Gouges) né si intendeva concedere per ora il suffragio femminile e formare battaglioni di donne rivoluzionarie come esse volevano. I club delle donne erano già ufficialmente sciolti nel mese di ottobre 1793. Lo studioso Louis Devance spiega la decisione in termini di enfasi sulla mascolinità in tempo di guerra, sulla cattiva reputazione di Maria Antonietta per la sua continua interferenza femminile negli affari di stato e sulla tradizionale supremazia maschile, e sul fatto che molte donne della provincia fossero considerate controrivoluzionarie o moderate. Questo seppure lo stesso Robespierre negli anni precedenti avesse cautamente aperto al suffragio femminile.

#### Politica religiosa
Nell'ottobre 1793 il governo giacobino istituì il nuovo calendario rivoluzionario, di tipo decimale, per cui gli anni iniziavano col 22 settembre 1792, giorno della proclamazione della Repubblica Francese. Esso non era basato più sul calendario gregoriano e i cicli settimanali di origine ebraico-cristiana. Fu in uso fino al 31 dicembre 1805. Al prete rivoluzionario Henri Grégoire che chiedeva a cosa sarebbe servito, il matematico giacobino Gilbert Romme rispose "ad abolire la domenica".

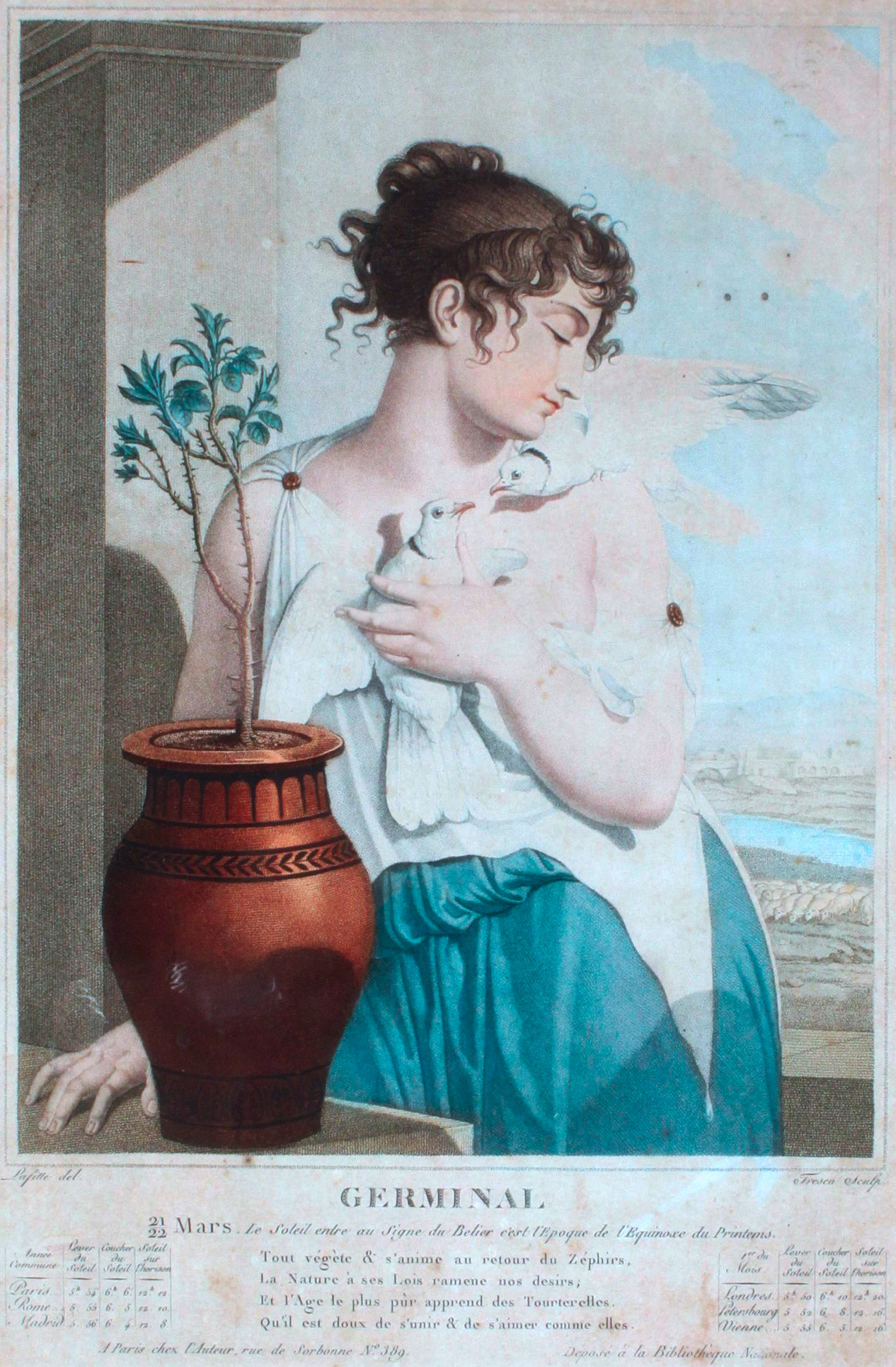
Calendario repubblicano: allegoria del mese di Germinale, realizzata da Louis Lafitte nel 1796

La Chiesa era stata già colpita nel periodo girondino. Furono varati il sequestro dei beni ecclesiastici per colpire gli alti prelati e le proprietà della Chiesa, prima esenti da tasse come i nobili, e come detto i beni furono incamerati per coprire il debito pubblico; poi seguirono l'abolizione dei cosiddetti reati immaginari (tutti quei reati che si consideravano invenzione della morale cattolica, della superstizione e della tirannide, come la sodomia - cioè l'omosessualità maschile, la stregoneria, l'eresia, il suicidio, il vilipendio alla religione, la lesa maestà, l'apostasia, la miscredenza e l'adulterio), la costituzione civile del clero (obbligo di giuramento di fedeltà alla Repubblica prima che al papa), il matrimonio civile, la fine delle discriminazioni contro protestanti ed ebrei, la gestione pubblica dei cimiteri e le norme egualitarie sulle sepolture fino all'uso ampio della fossa comune in momenti d'emergenza a scopo sanitario o politico (leggi raccolte nel 1804 dall'editto di Saint-Cloud); infine la soppressione delle scuole religiose e degli ordini, la spinta a sposarsi ai preti e monache, la chiusura dei conventi e l'introduzione del divorzio. Papa Pio VI reagì emettendo diverse scomuniche specie contro i preti e vescovi costituzionali e proclamando con alcune allocuzioni re Luigi XVI, sua sorella e i martiri di settembre come morti "in odio alla fede". Tutte queste norme furono mantenute o inasprite dai giacobini. Ciò diede inizio alla leggenda della rivoluzione come "guerra di religione" anticattolica o anticristiana.

Mappa con le percentuali dei preti che giurarono fedeltà alla Repubblica nel 1791. La maggioranza dei preti refrattari erano concentrati nel nord-ovest (Vandea, Normandia, Bretagna, Mayenne...) e in certe zone del Midi (specie Occitania) e nei Pirenei dell'est, ma anche, in misura minore, nel lionese, al confine con la Savoia del Nord e la Svizzera, e al confine con il Belgio e col Sacro Romano Impero

In seguito si volle colpire con più forza la Chiesa in ogni campo, poiché ritenuta la "quinta colonna" dell'Ancien Regime. I rivoluzionari più radicali, non solo giacobini, ritenevano la religione cristiana dominante, in particolare la cattolica, superstiziosa e tirannica, sostenendo che ogni essere umano si sarebbe dovuto ispirare a ideali come la ragione, la libertà e la natura.
Si diffusero l'ateismo, il deismo e il culto della Ragione, una sorta di culto filosofico con cortei iconoclasti e carnevaleschi, e gli hebertisti (tra cui anche giacobini come Collot d'Herbois, Fouché, Chaumette e Billaud-Varenne) furono fautori della politica antireligiosa, a volte i sanculotti devastarono chiese e luoghi sacri cattolici, a molti preti fu impedito l'esercizio di funzioni religiose e vi furono esecuzioni di preti e religiosi refrattari, sia sulla ghigliottina che linciaggi o esecuzioni sommarie in Vandea, ma nel novembre 1793 la Convenzione ribadisce, dopo un discorso deciso di Robespierre, la libertà del culto, ferma restando la costituzione civile del clero. Robespierre, contrario alla totale eliminazione della religione ("l'ateismo è aristocratico", sostenne) istituì in seguito il culto dell'Essere Supremo. Secondo Albert Mathiez, Robespierre, deista ma essenzialmente privo di dogmi e spiritualità trascendente, intendeva per Essere Supremo o Dio semplicemente la legge morale e la stessa Natura, proponendo ciò al popolo come una religione civile organizzata. Egli temeva inoltre che la campagna di forzata scristianizzazione attuata con violenza fosse, tramite gli hebertisti, una manovra di protestanti e filo-inglesi onde spingere le masse cattoliche alla rivolta come in Vandea. In particolare, l'hebertista Jean-Frédéric Perregaux durante il Terrore ricevette fondi dagli inglesi per distribuirli ai provocatori che istigavano alla radicalizzazione della Rivoluzione, al fine di provocare una frattura nel fronte rivoluzionario. Scoperto, fu costretto a fuggire in Svizzera, sottraendosi al processo contro la sua fazione.. Anche l'ex monarchico Barère fu sospettato di rapporti con gli inglesi.

#### Apogeo e caduta

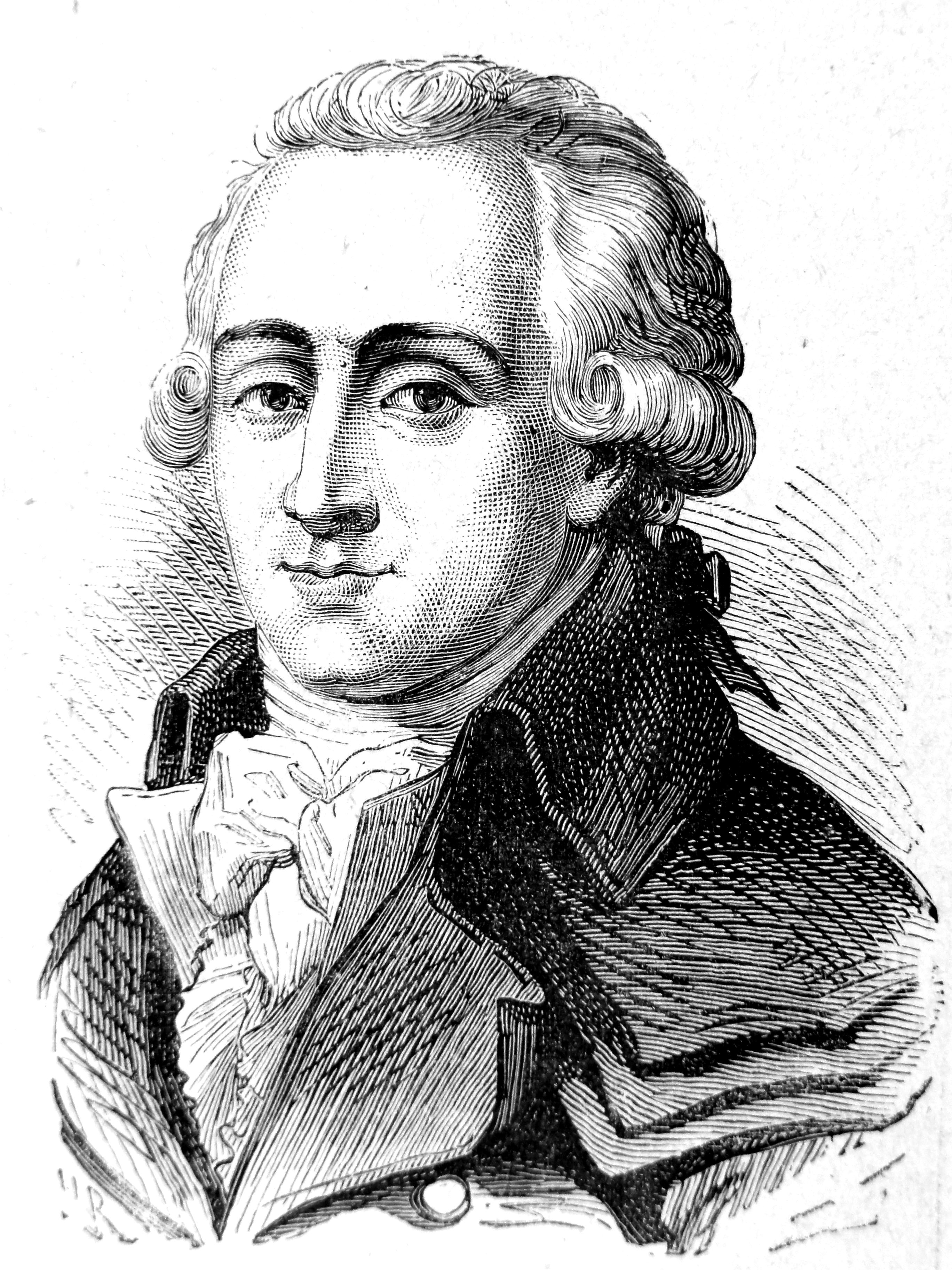
Georges Couthon

La dittatura giacobina divenne totale dalla primavera 1794 (compreso il periodo di temporaneo ritiro di Robespierre in seguito a due attentati subiti), culminando da una parte, giuridica, nel Grande Terrore (legge 22 pratile anno II), promulgata il 10 giugno e in vigore per circa 1 mese), in cui su proposta di Barère e Couthon venivano eliminate le garanzie dei sospetti come l'arringa dell'avvocato e l'appello, riducendo le sentenze a due soluzioni (assoluzione o ghigliottina); la legge di Pratile nel progetto originale avrebbe dovuto essere mediata dall'esecuzione dei decreti di Ventoso (13 marzo 1794), che istituivano ben sei gradi di giudizio prima di quello definitivo, tutti con la possibilità di presentare testimoni, come richiesto dal relatore Saint-Just, che definì il Grande Terrore di giugno "orribile ma necessario". 

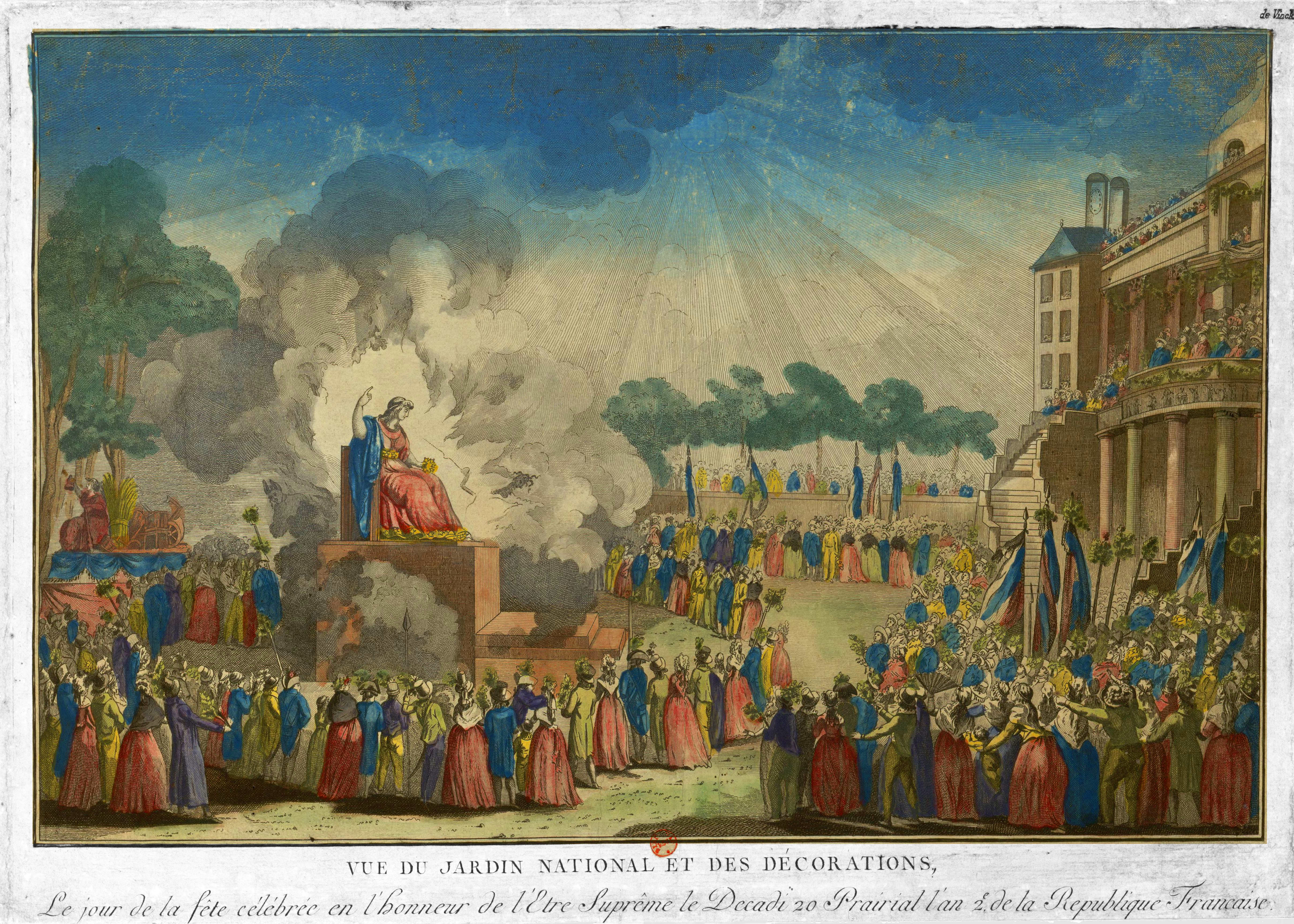
Festa dell'Essere Supremo, 1794. Musée Carnavalet, Parigi

Secondo Couthon, che pure voleva ottenere un rinvio della legge per poterla studiare meglio 
«il tempo per punire i nemici del nostro paese non dovrebbe essere che il tempo di riconoscerli; si tratta più che punirli di annientarli... Non è questione di dare qualche esempio, ma di sterminare gli implacabili emissari della tirannia o di perire con la Repubblica».
Temendo una rivolta dei circa 8000 prigionieri, il Comitato di Sicurezza Generale assieme a Bertrand Barère organizzò una serie di processi denominati "cospirazioni delle carceri", tentativo di eliminazione di massa per via giudiziaria sommaria con cui Barère intendeva "svuotare le prigioni" di Parigi. Gli eccessi che portarono all'applicazione prematura della legge di pratile non devono far dimenticare che, nelle menti di alcuni dei suoi protagonisti, ciò faceva parte di una logica nella riforma in corso della giustizia rivoluzionaria: era infatti previsto che dei comitati popolari, istituiti dai decreti di ventoso avessero l'incarico di giudicare i detenuti e che gradualmente potessero sostituire il Tribunale rivoluzionario, che non essendo più un luogo di dibattito, si sarebbe limitato semplicemente ad avallare le decisioni dei comitati. 

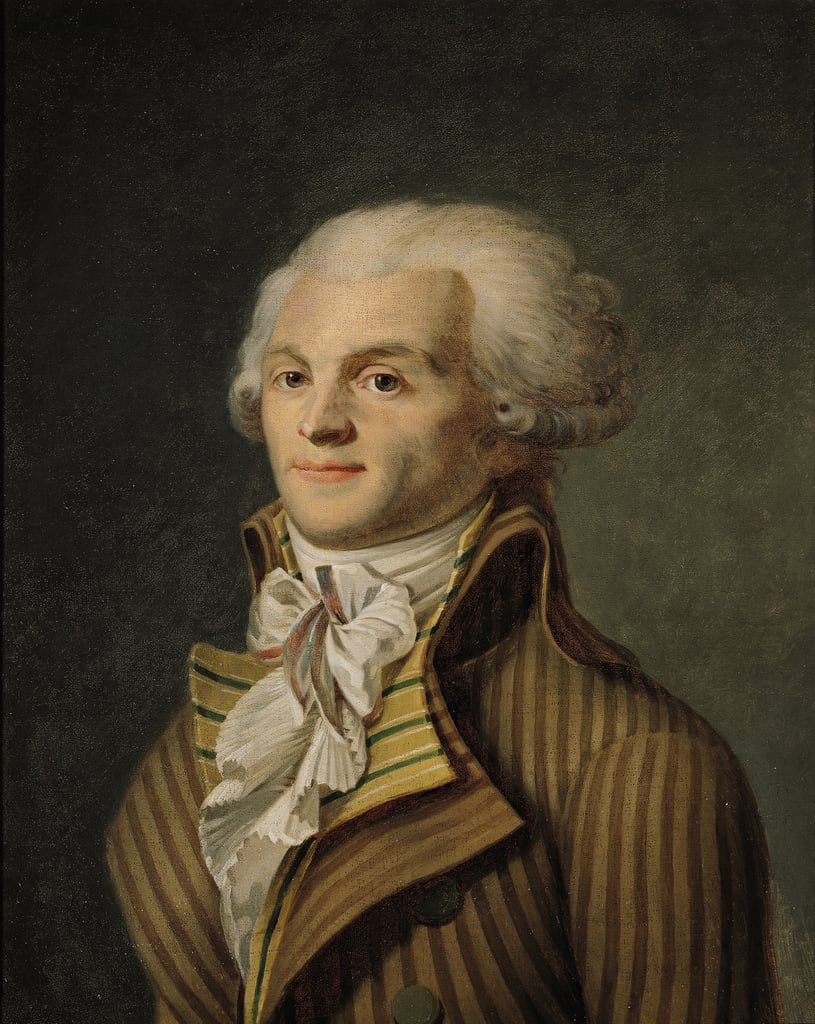
Maximilien de Robespierre

In realtà lo spirito di questa normativa mal preparata fu immediatamente distorto dai sostenitori del terrore a oltranza (Fouquier-Tinville, Barère, Collot d'Herbois), i quali visto poi l'indirizzo moderato della reazione anti-giacobina, rapidamente rinnegarono le idee precedenti. Per Robespierre, che sentiva una minaccia incombente, l'approvazione non era comunque rinviabile. Occorre ricordare inoltre che, al di là della propaganda termidoriana, il gruppo robespierrista e in particolare Robespierre, Saint-Just e Couthon erano completamente estranei all'organizzazione dei processi farsa delle conspirations. Robespierre, in un discorso tenuto l'11 luglio, ne prese le distanze. Alcuni storici hanno sospettato Barère di legami segreti con i britannici, e più che combattere presunti controrivoluzionari questi massacri sarebbero avvenuti su ordine di alcune cabine di regia straniere, tendenti a privare la Francia delle sue élite, gettando ulteriore discredito sul movimento giacobino, già provato dopo l'affare Théot e l'esecuzione dei dantonisti.
Dall'altra parte il potere giacobino ebbe un apice culturale nella celebrazione della Festa dell'Essere Supremo, con cui Robespierre, relatore della legge, tentò di arginare l'ateismo (con il culto della Ragione di intonazione carnevalesca) secondo lui aristocratico e nocivo quanto il cattolicesimo, e la scristianizzazione della Francia in favore del deismo di ispirazione rousseauiana e voltairiana, riconoscendo ed unificando alcuni culti "razionalisti" già celebrati come richiesto dai rappresentanti in missione alla Convenzione. Nella legge si riconoscevano l'Essere Supremo e l'immortalità dell'anima.
La festa segnò l'apice e al contempo la fine del potere giacobino. Con essa Robespierre aveva tentato di unificare le diverse correnti politiche in lotta attorno all'idea divina della religione naturale, in vista di un possibile alleggerimento del Terrore.
(Maximilien de Robespierre)
Invece, l'opposizione sotterranea al regime di Robespierre trovò proprio nel club il suo terreno di coltura, sia tra coloro che avversavano la svolta pacificatrice di Robespierre, sia tra coloro che volevano politiche più moderate e concilianti come volevano i vecchi Indulgenti ghigliottinati.

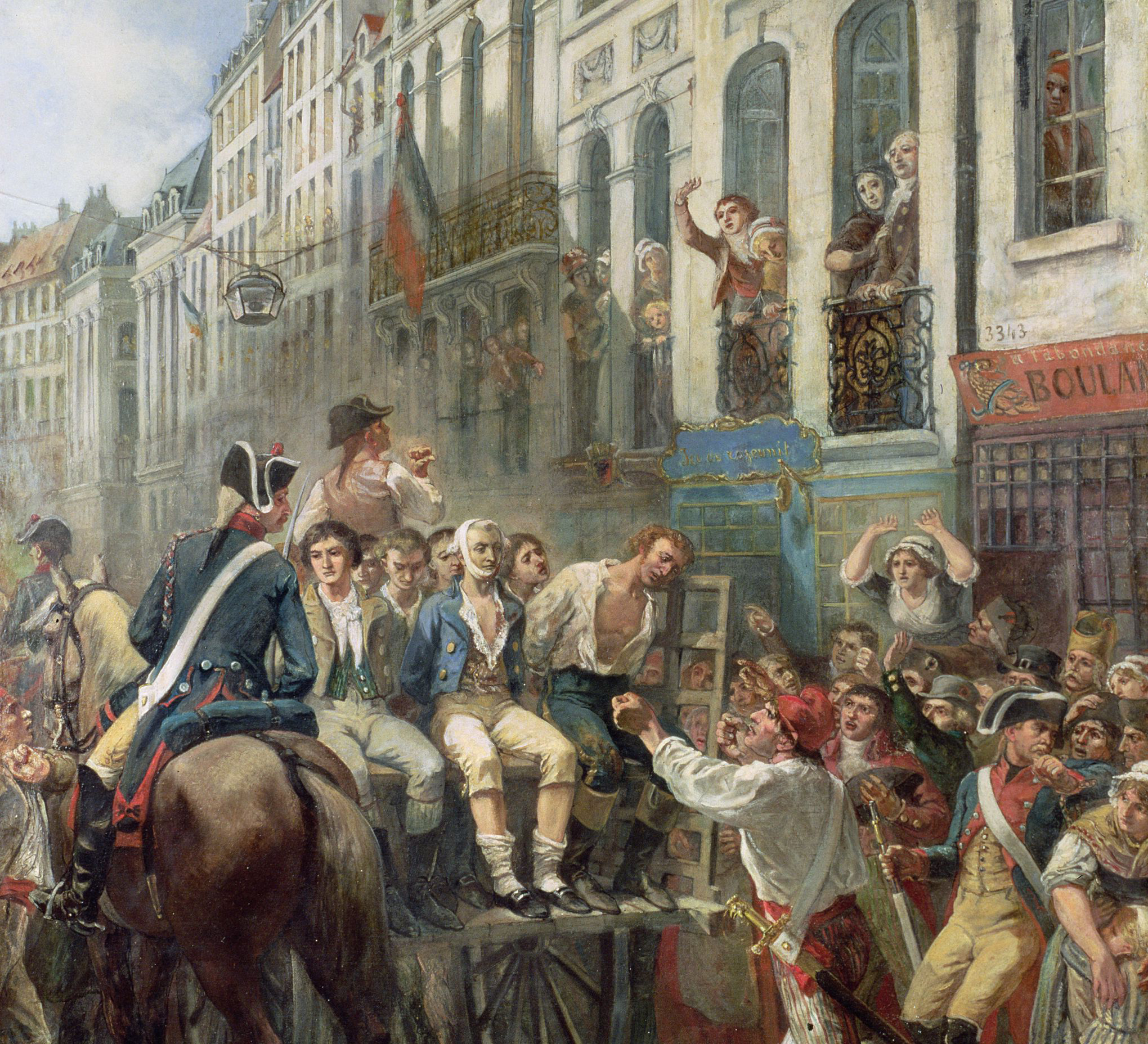
Alfred Mouillard, Robespierre e Saint-Just portati alla ghigliottina

Nella giornata del 9 termidoro (27 luglio 1794), una parte dei componenti del Comitato di salute pubblica, appoggiata da alcuni dei principali e più violenti rappresentanti in missione, tra i quali Tallien (su invito dell'amante detenuta Teresa Cabarrus) e diversi ex hebertisti, dagli ex dantoniani e dalle correnti più moderate della Convenzione nazionale (molti membri della Pianura), si sollevarono contro Maximilien Robespierre e il suo gruppo. Egli, Saint-Just e Georges Couthon, i cosiddetti "triumviri", e i loro fautori furono rapidamente arrestati e condannati a morte. I giacobini stessi esterni al Comitato non inviarono i loro esponenti a solidarizzare con il Comune di Parigi, i cui membri fedeli erano insorti a sostegno di Robespierre e dei suoi colleghi destituiti e arrestati dalla Convenzione (tra cui il fratello di Robespierre, Augustin) che finirono temporaneamente imprigionati; liberati da una sommossa del Comune guidata da Saint-Just dopo che nessuna prigione accettò di detenerli, furono incarcerati nuovamente poche ore dopo dalle truppe della Guardia nazionale di Barras.

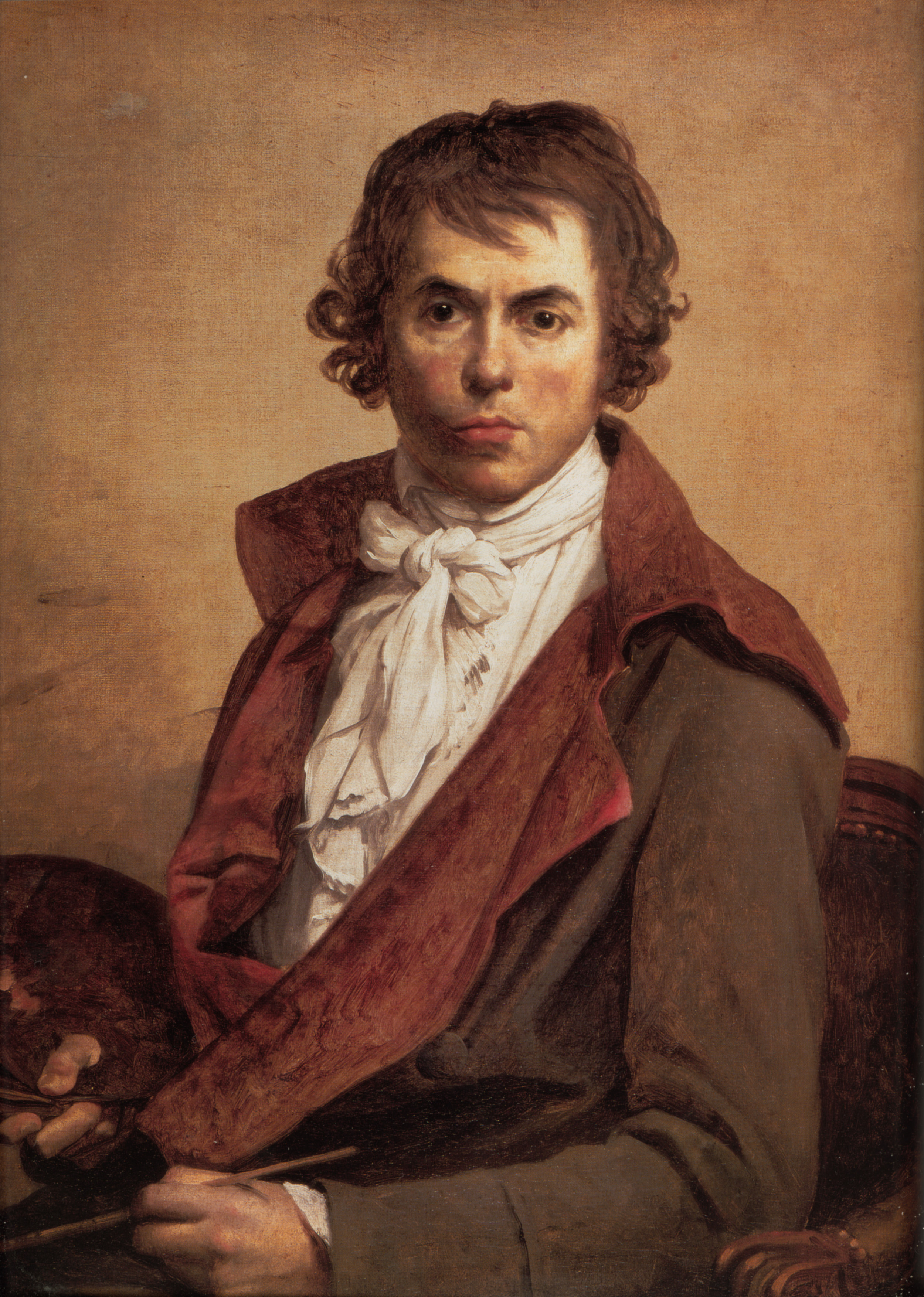
Autoritratto di David in prigione. Divenne il pittore ufficiale di Napoleone

Al momento dell'arresto, Robespierre tentò il suicidio con una pistola (o forse venne ferito da un gendarme che gli sparò in pieno volto) fracassandosi la mascella, mentre Augustin si lanciò sul selciato dalla finestra; quasi moribondi, furono ghigliottinati il giorno dopo (10 termidoro) senza processo insieme a tutti i dirigenti robespierristi (il gruppo giacobino dirigente tranne coloro che avevano aderito alla congiura) tra cui Couthon (portato a braccia anche lui a causa della sua paraplegia) e Saint-Just, a parte Le Bas che si tolse la vita prima dell'arresto sparandosi, più alcuni simpatizzanti nel Comune come Simon, il ciabattino ex tutore di Luigi XVII. L'intero gruppo robespierrista di circa 70 esponenti - cioè i più importanti Convenzionali giacobini che non avevano aderito al complotto e i giacobini del Comune - fu eliminato fisicamente, con l'eccezione, tra i dirigenti, dell'assente alla seduta Jacques-Louis David, del generale Jean-François Moulin e di Marc-Antoine Jullien de Paris, temporaneamente arrestati alcuni giorni dopo ma poi liberati, e pochi altri (Lindet, in quel periodo assente dalla politica per una grave malattia).

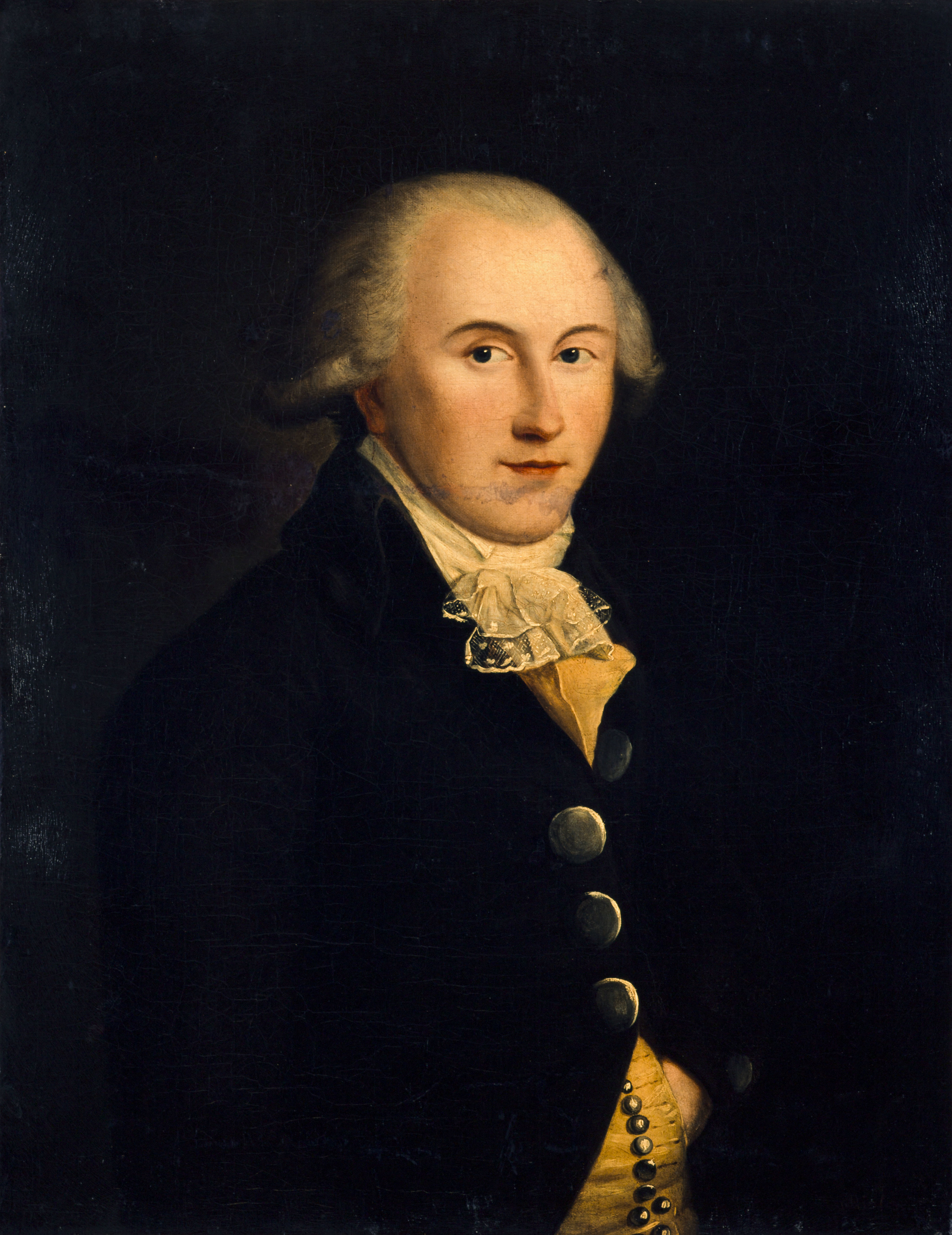
Augustin de Robespierre

Robespierre, privo dell'appoggio della maggioranza della Comune parigina, disse a David l'8 termidoro che «se bisogna soccombere, ebbene, amici miei, mi vedrete bere la cicuta con calma». David lo sostenne: «io la berrò con te». Il giorno dopo Robespierre è arrestato ma David era assente dalla Convenzione perché malato, disse, benché Barère nelle sue memorie afferma di averlo dissuaso dall'andare all'Assemblea, salvandogli di fatto la vita. I sanculotti, stanchi delle misure repressive e dell'inflazione causata dal maximum, non intervennero in alcun modo e anzi plaudirono le esecuzioni dei principali capi. Ad Arras, paese natale di Robespierre, alcuni pensarono invece di marciare su Parigi in aiuto di Robespierre. Molti giacobini si nascosero, altri si suicidarono, mentre altri si "convertirono" all'idea moderata. Terminò così il governo montagnardo. Il 5 agosto la Convenzione termidoriana abolì la legge dei sospetti, ponendo fine al regime del Terrore.

### La repressione antigiacobina
(Jules Michelet, Les Femmes de la Révolution, 1854, p. 236.)

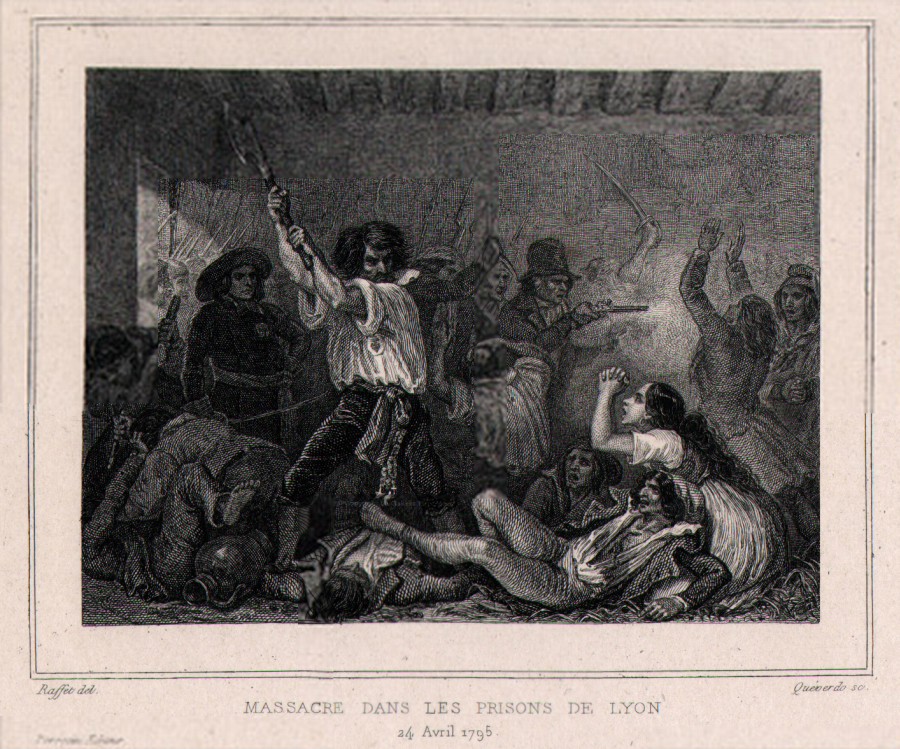
Massacro sommario di prigionieri e sospetti giacobini a Lione nel 1795

Se però i giacobini anti-robespierristi, tra cui estremi fautori del Terrore permanente come Bertrand Barère, Collot d'Herbois e il pubblico ministero Fouquier-Tinville (ghigliottinato nel 1795) avevano sperato di restare in sella anche dopo la fine della dittatura del Comitato di salute pubblica, scoprirono presto di essersi sbagliati. Il governo termidoriano, includente alcuni giacobini insoddisfatti divenuti moderati per non essere esclusi dal potere, come Joseph Fouché, espulso dal Club a giugno per aver ecceduto nella repressione di Lione del 1793, e Jean-Lambert Tallien (che aveva aderito al golpe per salvare la sua futura moglie Teresa Cabarrus, arrestata, e probabilmente anche sé stesso a causa del suo comportamento in missione, da una probabile condanna) perseguitò con violenza tutti i giacobini compromessi a vario titolo con il precedente regime del Terrore, sia a Parigi che rappresentanti in missione, specialmente i fedelissimi a Robespierre, compresi coloro che avevano partecipato al complotto.

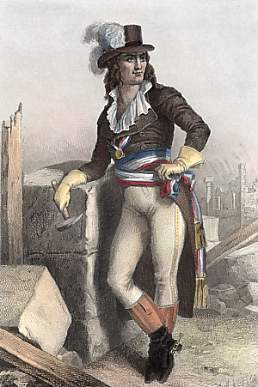
Collot d'Herbois

Dopo il Termidoro, una gran parte dei sospettati imprigionati sotto il Terrore - realisti (monarchici), federalisti (Girondini) - furono rilasciati, mentre molti militanti rivoluzionari furono arrestati e funzionari, sospettati di "complicità" con Robespierre, rimossi. Allo stesso modo, gli eccessi commessi nel contesto della guerra civile che aveva opposto i repubblicani ai federalisti e ai realisti nel 1793, furono rivelati, e alcuni Rappresentanti in missione (già nel mirino di Robespierre e per questo entrati nella congiura) furono processati e giustiziati (oltre Jean Baptiste Carrier rappresentante a Nantes e in Vandea alla fine del 1794, e Joseph Lebon a Cambrai).
La conseguenza fu che il Tribunale rivoluzionario di Parigi (prima della sua soppressione), ossia l'organo che più aveva condannato alla ghigliottina, e il Comitato del popolo di Orange, con l'incoraggiamento delle famiglie delle vittime e degli imputati liberati, promossero l'immagine di un Regime del Terrore violento e sanguinario.
Come parte della reazione termidoriana, la stampa moderata e realista si scatenò contro i "terroristi", trattati come "tiranni", "bevitori di sangue" e "sanguinari". Fréron, rappresentante della Convenzione nel Sud con Paul Barras nel 1793, dove si distinse per la sua violenza e i suoi saccheggi, fa ricomparire dall'11 settembre 1794, L'Orateur du Peuple ("l'altoparlante del popolo"), ex giornale giacobino, divenuto l'organo della propaganda reazionaria e dove dimostrò un virulento anti-giacobinismo. Allo stesso modo, il monarchico Méhée de la Touche, noto agente provocatore che aveva organizzato con Tallien i massacri di settembre, pubblicò l'opuscolo La Queue de Robespierre, e Louis Ange Pitou diffuse nelle strade dei ritornelli realisti. Inoltre, le violenze verbali e fisiche contro coloro che assomigliavano in qualche modo a un «giacobino» si moltiplicarono. Fréron e Tallien organizzarono bande di Moscardini che affrontavano i giacobini, in particolare il 19 settembre 1794, presso il "Palais-Égalité" (il Palais-Royal). I combattimenti aumentarono tra la jeunesse dorée ("gioventù dorata") e i repubblicani, specialmente i soldati.
Il 13 novembre 1794 Stanislas Fréron, uno dei principali leader termidoriani ed ex giacobino espulso a settembre assieme a Paul Barras (l'uomo forte del dopo Termidoro) con cui si era macchiato di stragi a Tolone e Marsiglia, guidò i Moscardini - i giovani controrivoluzionari di buona famiglia - nell'attacco contro il club dei Giacobini ("Andiamo a sorprendere la bestia feroce nel suo antro" disse). I violenti scontri che ne seguirono diedero alla Convenzione il pretesto per ordinare, l'indomani, la chiusura del club e sancirono l'inasprimento del cosiddetto terrore bianco dei termidoriani. Infine l'anno seguente il Comitato di Salute Pubblica fu abolito dalla Costituzione dell'anno III votata dalla Convenzione termidoriana e che aveva tra i suoi relatori moderati della Pianura (come Emmanuel Joseph Sieyès e François-Antoine de Boissy d'Anglas); fu sostituito dal Direttorio a guida decisamente moderata e termidoriana. La Convenzione fu sostituita da altri organi deliberativi ma la repubblica assembleare fu sostituita da una repubblica direttoriale dove il governo, per Costituzione, era il nuovo perno del potere al posto del Parlamento. I giovani controrivoluzionari muscadins giravano abitualmente con abiti peculiari e un bastone piombato e nodoso in pugno, soprannominato "potere esecutivo", del quale si servivano sia come bastone da passeggio, sia per bastonare sospetti giacobini nelle ronde notturne o nelle risse. Essi distruggevano immagini dei vecchi rivoluzionari e, dopo aver fatto chiudere il club giacobino, imposero l'espulsione delle spoglie di Marat, l'8 febbraio 1795, trasferito dal Panthéon ad un cimitero comune, scatenarono risse fino ad arrivare agli stupri e agli omicidi di giacobini. Una leggenda vuole che i moscardini abbiano, in seguito, riesumato ancora e gettato infine i resti di Marat nelle fogne di Parigi.
Durante il Terrore bianco ci furono circa 2000 omicidi.

#### Nascita della leggenda nera del giacobinismo
In questo periodo la storiografia termidoriana e moderata si saldò a quella reazionaria, costruendo una "leggenda nera" di Robespierre e dei Giacobini durata fino al XX secolo e ancora viva in ambienti moderati o conservatori, e a livello di cultura di massa. Un esempio dei primi testi francesi di propaganda storica antigiacobina fu Memorie per la storia del giacobinismo (Mémoires pour servir à l'histoire du jacobinisme) (1796) dell'abbé Augustin Barruel, un gesuita ultrarealista e complottista, nonché autore ammirato da controrivoluzionari come Burke, che attribuiva (nel caso di Burke già nel 1790) la rivoluzione ad una cospirazione massonico-illuminista e anticattolica (tuttavia respinta da illustri reazionari come Joseph de Maistre, ex massone), organizzata da deisti anticlericali e protestanti, che decise anche per la caduta della monarchia quando Luigi XVI mise il veto alla deportazione dei preti refrattari alla Costituzione civile del clero. Anche il papa Pio VI aveva incolpato calvinisti e illuministi. Questa tipologia di spiegazione della rivoluzione come guerra religiosa, appoggiandosi anche sulle atrocità commesse da Turreau e Carrier in Vandea (attribuite dalla leggende anche ai giacobini di Parigi, note sono diverse storie inverosimili e gotiche ad esempio con protagonista Saint-Just), è stata spesso ripresa dalla storiografia cattolica, ad esempio da Jean Dumont. Quanto a Robespierre, furono diffuse leggende e falsi per dimostrare che volesse essere re. Contribuì a questa visione negativa la biografia di Robespierre scritta dal suo ex insegnante abbé Liévin-Bonaventure Proyart, che era stato anche vicepreside al Collegio Louis-le-Grand.
Difese della figura di Robespierre
Al contrario, vi furono dopo alcuni anni o decenni i primi tentativi di apologia e riabilitazione di Robespierre (che anticiparono la storiografia socialista di Albert Mathiez), come quelli di Éléonore Duplay, intima amica dell'Incorruttibile e cognata di Le Bas, della sorella Charlotte de Robespierre e di Filippo Buonarroti:
Ernest Hamel, nella sua Storia della grande rivoluzione così descrive il termidoro:

### Resistenza dei giacobini
Anche se i giacobini non esistettero più ufficialmente dopo la chiusura del club di via Saint-Honoré, durante gli anni della Convenzione termidoriana e del Direttorio essi tentarono di riorganizzarsi sotto diverse forme.
Il Club del Panthéon fu considerato quindi l'erede del Club originale.

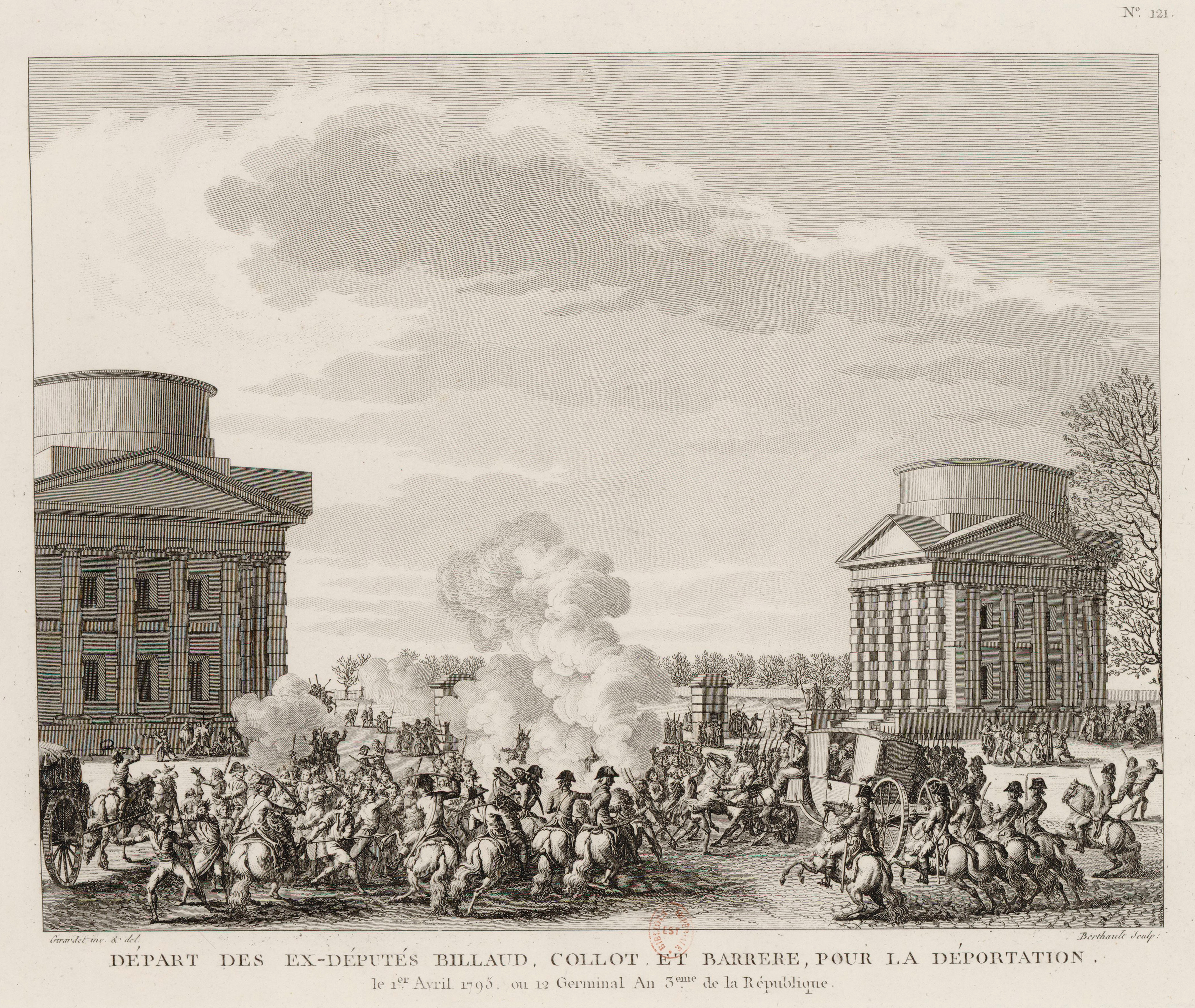
Scontri durante l'insurrezione di germinale: la folla tenta di liberare Billaud-Varenne, Collot d'Herbois e Bertrand Barère

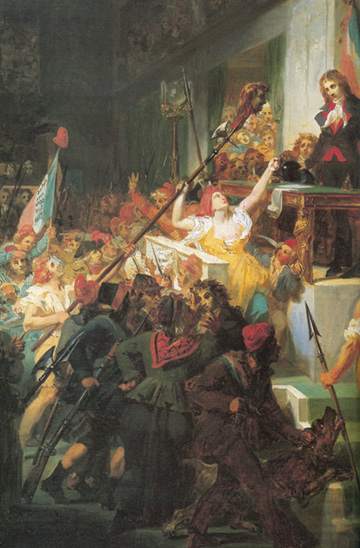
L'assalto alla Convenzione termidoriana da parte dei sanculotti e montagnardi a pratile.

Il 7 nevoso una commissione della Convenzione iniziò un procedimento, su incitamento di Tallien (che in questo modo si sottrasse alla repressione) contro Billaud-Varenne, Collot d'Herbois, Vadier (il "grande inquisitore") e Barère; il 2 germinale tutti e quattro vennero messi in stato d'accusa, nonostante l'adesione al colpo di Stato.
Dopo che fu emesso un mandato di cattura su denuncia dell'ex "terrorista" Fréron, a maggio 1795 l'ex pubblico accusatore Antoine Quentin Fouquier-Tinville, considerato il simbolo vivente del Terrore, si consegnò e fu anche lui ghigliottinato per aver fatto giustiziare persone senza processo e come "complice di Robespierre" (18 fiorile), assieme a Martial Herman.

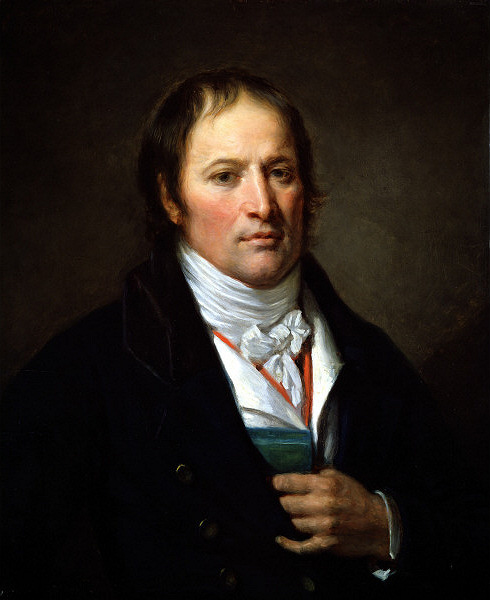
Billaud-Varenne

Il 12 germinale si decise la deportazione alla Guyana (la "ghigliottina secca") di Barère, Billaud-Varenne, Collot d'Herbois, Vadier e in aggiunta anche di Cambon. Barère e Vadier riuscirono ad evitare la deportazione fuggendo durante il viaggio, mentre Cambon si rifugiò in Svizzera, ma Billaud-Varenne e Collot d'Herbois furono imbarcati per la Guyana. Vadier riuscì a rientrare in breve tempo ma fu imprigionato dopo la congiura di Babeuf, Collot morì in prigionia a Caienna dopo un anno, Barère rientrò amnistiato da Napoleone nel 1799 mentre Billaud trascorse anni in Guyana per poi essere liberato e morire ad Haiti. Per mantenere il consenso degli ex montagnardi del popolo, venne comunque dato seguito al decreto di trasferimento al Pantheon di Parigi delle spoglie di Jean-Jacques Rousseau e deciso il trasferimento di Marat.
Nonostante o proprio per l'abolizione del maximum invocata dalla maggioranza, il popolo subì la fame e il freddo nell'inverno 1795, e i giacobini ripresero forza presso i parigini.
Molti di loro, compromessi nell'insurrezione del 12 germinale anno III e in quella di pratile (1795), rivolte filo-montagnarde represse da Barras e da Napoleone Bonaparte, ex giovane giacobino. Al secondo tentativo si era unito Fouché, per l'occasione tornato giacobino dato che non aveva approvato l'eccessiva repressione dopo Termidoro, ma che dopo un breve arresto ritornò dalla parte moderata.
I moscardini si unirono anche alla repressione armata dell'insurrezione popolare del 20 maggio 1795, dapprima presidiando la Convenzione, ma fuggendo al primo assalto degli insorti che assaltato il Parlamento, e poi, tre giorni dopo, assalirono il faubourg Saint-Antoine, ma ebbero la peggio e scamparono a stento al massacro, mentre Fréron, uno dei più odiati dai sanculotti, in Convenzione sfuggì ad un cruento attentato per uno scambio di persona: al posto suo fu linciato e decapitato da alcuni popolani e una tricoteuse il deputato Féraud, uno di coloro che avevano invece arrestato Robespierre all'Hôtel de Ville la notte del 10 termidoro e altrettanto detestato dai Giacobini. Seguirono, in giugno, su istigazione di Bourdon de l'Oise e di Tallien, nuovi massacri di giacobini, in cui persero la vita diversi montagnardi storici come il matematico Gilbert Romme, uno degli autori del nuovo calendario.. 

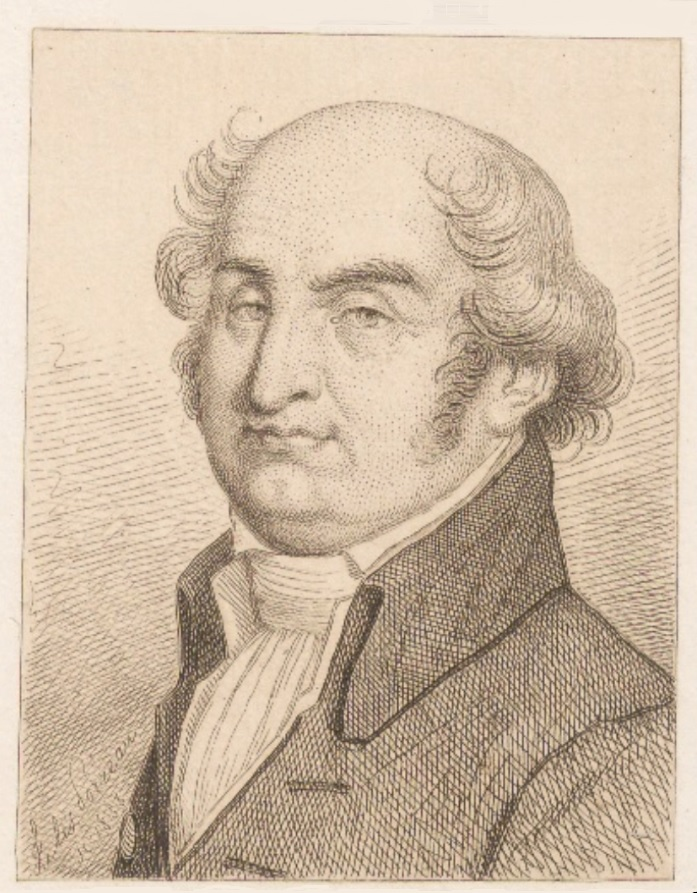
Gilbert Romme

Romme pur essendo contrario al Grande Terrore non aveva preso parre al Termidoro. Lui e i suoi compagni deputati furono denunciati da Bourdon de l'Oise e Tallien. Nella sua difesa, Romme dichiarò: «Il mio ultimo respiro sarà per la Repubblica una, indivisibile, fondata sull'eguaglianza e la libertà [...] verserò io il mio sangue per la Repubblica ma non darò ai miei nemici la soddisfazione di spargerlo». Così aveva giurato di fare con gli altri imputati. Infatti, il 29 pratile dell'anno III (17 giugno 1795), condannato con Goujon, Duquesnoy, Bourbotte, Duroy e Soubrany alla ghigliottina, Romme prese il coltello con il quale Goujon si era già colpito e si pugnalò ripetutamente al collo e al petto, lasciando con un ultimo sforzo l'arma a Duquesnoy. Bourbotte, Duroy e Soubrany non ebbero il tempo di uccidersi e furono immediatamente ghigliottinati. Thomas Carlyle li definirà "Ultimi Romanorum

### I neogiacobini e la Congiura degli Eguali
Si diffuse poi il movimento dei cosiddetti "neogiacobini", esponenti della sinistra radicale extraparlamentare, in buona parte membri del gruppo dirigente sotto il Terrore, scampati alle epurazioni, sia sulla ghigliottina sia alle deportazioni in Guyana.
Nel 1796 avvenne la congiura degli Eguali, ordita nel maggio 1796, promossa da Gracco Babeuf, un giacobino che si era avvicinato agli enragés e che aveva preso posizione contro le repressioni della guerra in Vandea, per rovesciare il governo del Direttorio, e molti giacobini non legati alla congiura furono comunque costretti alla clandestinità.
Babeuf e i suoi, tra cui Filippo Buonarroti, giacobino robespierrista di origine italiana furono, furono invece arrestati (a parte Sylvain Maréchal) prima che la congiura di tipo "socialista" e protocomunista venisse attuata, e lui venne ghigliottinato per cospirazione mentre Buonarroti fu esiliato, continuando a spingere per l'insurrezione giacobina in Italia del Nord. Furono coinvolti anche ex-membri della Convenzione Nazionale, come Robert Lindet e Jean-Pierre-André Amar, che non ebbero grosse conseguenze dalla frequentazione dei circoli del babuvismo, e Marc Guillaume Alexis Vadier che fu incarcerato per alcuni anni.

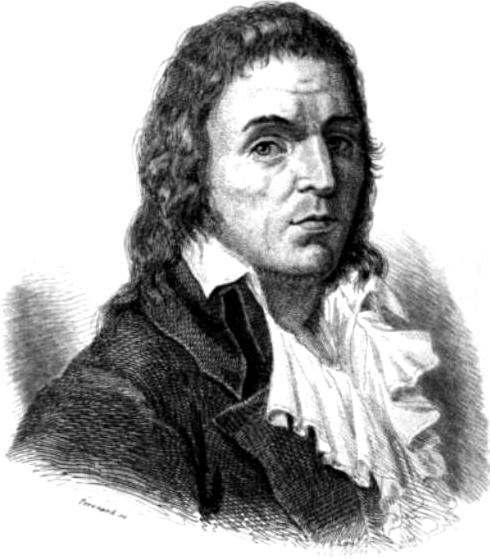
Gracco Babeuf in una stampa del 1846

Tuttavia, i neogiacobini godettero di forti appoggi anche al di fuori di Parigi, dove in diversi club rivoluzionari la maggioranza degli esponenti proveniva proprio dalle precedenti società popolari affiliate al club dei Giacobini.
La minaccia monarchica con lo sbarco a Quiberon, la guerra vandeana e l'insurrezione del 13 vendemmiaio anno IV attuata dai monarchici a Parigi e repressa dal generale Bonaparte, convinsero il Direttorio a riavvicinare i giacobini al governo e tollerare il Club del Panthéon. Fu emanata un'amnistia nel 1795 per chi aveva partecipato alle insurrezioni popolari montagnarde e dopo il 1796 ci furono provvedimenti che ri-legalizzarono i montagnardi (con l'eccezione dei principali cospiratori babuvisti) e proscrissero i moderati filomonarchici del Club di Clichy (tra cui Lazare Carnot che monarchico però non era) con il colpo di Stato del 18 fruttidoro anno V organizzato da Barras, richiamando i giacobini al potere in forma minoritaria.
I giacobini del Panthéon furono candidati e regolarmente eletti anche con il suffragio censitario. Nel 1797 e nel 1798 anche Bertrand Barère fu eletto al Consiglio dei Cinquecento, seppur in contumacia, ma la sua elezione fu invalidata.. Dal resto della Francia provennero molti dei deputati della sinistra eletti alle camere nelle elezioni legislative in Francia del 1798, in cui i neogiacobini ottennero la maggioranza parlamentare, che tuttavia vennero annullate con il colpo di Stato "legale" del 22 floreale. Il Club del Panthéon si sciolse.

#### I giacobini nel Direttorio (giugno-novembre 1799)

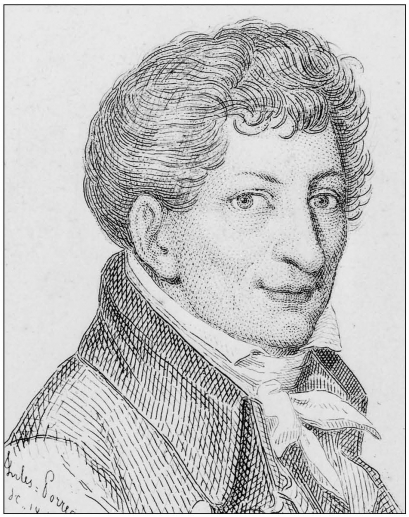
Robert Lindet

Ciò non impedì ai "neogiacobini" di conquistare regolarmente di nuovo numerosi seggi alle successive elezioni del 1799 (con una maggioranza minore ma consistente), che - nonostante il nuovo tentativo da parte del Direttorio con il colpo di Stato del 30 pratile anno VII - vennero ratificate. Si ebbe così una nuova breve parentesi di governo giacobino, con l'alleanza Montagnardi-Termidoriani in funzione antimonarchica (alle elezioni c'era stata una ripresa degli Ultrarealisti), e con la nomina nel Direttorio e nei ministeri di ex dirigenti del Terrore o militari ad essi vicini: Robert Lindet, già membro del Comitato di salute pubblica (in un periodo del Grande Comitato assieme a Robespierre), alle Finanze; Jean-Baptiste Bernadotte, generale giacobino e poi futuro Re di Svezia napoleonico (fondatore della famiglia reale Bernadotte), alla Guerra; Bourguignon-Dumolard, ex funzionario del Comitato di sicurezza generale, alla Polizia. Ebbero due dei cinque posti di Direttore, la massima carica, Louis Gohier e il generale Jean-François Moulin, fratello del generale Jean-Baptiste Moulin, e con lui uno dei combattenti contro la chouannerie in Vandea, suicida per non cadere nelle mani dei nemici; ma se Jean-Baptiste aveva guidato una delle colonne infernali di Turreau, Jean-François era noto per la sua moderazione al punto da ricevere minacce di morte da Carrier.

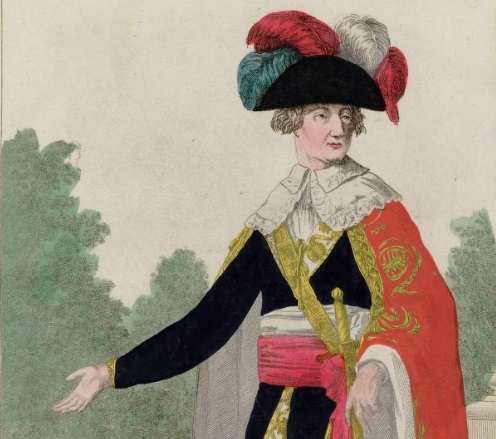
Moulin con la divisa da membro del Direttorio

Durante questo periodo di giacobinismo moderato in ambito democratico, una nuova versione (la terza) del club dei Giacobini fu addirittura aperta nella sala del Maneggio del Palazzo delle Tuileries - e pertanto chiamato "Club del Maneggio" - nel luglio 1799.
Ma si trattò di un fuoco di paglia. Assunta la leadership del Direttorio, il moderato Emmanuel Joseph Sieyès liquidò i ministri giacobini e ordinò al nuovo ministro della Polizia, Joseph Fouché (ormai definitivamente passato al moderatismo), di chiudere il club del Maneggio che fu dapprima esautorato, infine fu chiuso e sciolto a luglio 1801.
Il colpo di Stato del 18 brumaio (9 novembre 1799), per opera di Napoleone, Luciano Bonaparte, Sieyès e degli ex giacobini Fouché e Cambacérès, eliminò il Direttorio instaurando il Consolato, fece infatti sfumare i sogni dei "neogiacobini", che dovettero subire una violenta epurazione - con esecuzioni e condanne all'esilio nella Guyana francese, cominciate già nel 1798 - nel 1801. Il movimento fu definitivamente reso illegale in Francia, come gli altri partiti non bonapartisti, a partire da quell'anno.
Durante il governo autocratico bonapartista (Consolato e dal 1804 Impero) ci furono alcuni complotti giacobini contro di Napoleone, il più celebre fu l'attentato sventato detto "congiura dei pugnali", ma fallirono tutti. I giacobini spesso venivano perseguitati anche per disordini e complotti eseguiti da altri.

### La fine del giacobinismo storico

Henri Grégoire

Durante la Restaurazione, per un breve periodo (1819) sedette in Parlamento lo storico simpatizzante giacobino della "Piana", abbé Henri Grégoire, eletto nella sinistra d'opposizione. Anche Barère fu rieletto brevemente nel 1815 e a livello locale nel 1833. Nel 1816 molti giacobini o ex montagnardi furono esiliati con la legge sui regicidi (i deputati che avevano votato la condanna a morte di Luigi XVI nel 1793, con poche eccezioni), mentre Grégoire fu costretto alle dimissioni su pressioni del primo ministro austriaco Metternich.
Il giacobinismo tornò sotto una nuova forma con alcuni elementi della rivoluzione di luglio del 1830 che però portò al potere la monarchia costituzionale orléanista, in cui Parlamento sedevano neogiacobini all'estrema sinistra molto minoritaria (i cosiddetti repubblicani radicali interni alla sinistra, riuniti negli Amici del Popolo, poi Società dei diritti dell'uomo e Società delle Stagioni), e con i moti anti-monarchici successivi (insurrezione repubblicana di Parigi del giugno 1832 e rivoluzione francese del 1848: prima del Secondo Impero francese la sinistra radicale del 1848-1851 si autodefiniva come Montagnarda, rivendicando l'esperienza repubblicana giacobina), trasformandosi in queste esperienze nei giacobini trans-storici.

## Il giacobinismo nel resto d'Europa
L'esempio del club dei Giacobini fu imitato da numerose associazioni politiche in quasi tutta l'Europa durante l'età rivoluzionaria. La loro azione contribuì a diffondere gli ideali rivoluzionari nei diversi paesi europei e, in alcuni casi, a facilitare i movimenti insurrezionali per il rovesciamento dei regimi preesistenti o la penetrazione delle armate francesi.

### Belgio
Le simpatie filofrancesi nei Paesi Bassi Austriaci (odierno Belgio) cominciarono con la Rivoluzione del Brabante (1789-90). La vicinanza con la Francia favorì qui il diffondersi di numerosi club giacobini durante l'occupazione militare di Dumouriez. Tuttavia, i commissari politici francesi utilizzarono i club principalmente allo scopo di manovrare i referendum locali per l'annessione del paese alla Francia, provocando forti ostilità, al punto che lo stesso Dumouriez, girondino poi passato all'Austria, fece successivamente chiudere tutti i circoli giacobini nel Belgio. Il giacobinismo belga, d'altro canto, non riuscì ad attecchire tra le classi popolari; ciò permise alle forze della Prima coalizione di avere facile gioco nel ridurre al silenzio, attraverso arresti e condanne all'esilio, i giacobini locali dopo la riconquista del Belgio. Una nuova fiammata, dopo vittoria francese di Fleurus, fu rapidamente soffocata dal governo termidoriano che, imponendo l'annessione del Belgio alla Francia, ordinò parallelamente la chiusura di tutti i nuovi club giacobini nel frattempo rinati.

### Paesi Bassi
Sotto la pressione delle vicende politiche e militari in Belgio, i club giacobini nei Paesi Bassi si diffusero velocemente. Solo ad Amsterdam, nel 1794, si contavano 24 circoli politici, per un totale di circa duemila affiliati. Dopo la vittoria francese a Fleurus, con l'approssimarsi dell'invasione dei Paesi Bassi, i giacobini batavi tentarono un'insurrezione, che tuttavia venne sventata. La nascita della Repubblica Batava nel 1795 ufficializzò le società popolari, ma i giacobini subirono la repressione da parte degli emissari del Direttorio in seguito al fallimento del tentativo babuvista in Francia. La resistenza dei repubblicani olandesi più radicali, tuttavia, impedì in un primo momento l'applicazione di una costituzione che ricalcava troppo la Costituzione dell'anno III francese. Con il "Manifesto dei 43", i giacobini batavi rilanciarono la proposta di una costituzione sul modello di quella montagnarda del 1793. Ma con un colpo di Stato ordinato dal Direttorio, il generale Jourdan disperse il movimento e portò all'adozione della costituzione direttoriale, sancendo la fine del giacobinismo batavo.

### Svizzera
Il Club Elvetico nato a Parigi nel 1789 riuniva i principali esponenti rivoluzionari di nazionalità svizzera, a esclusione dei ginevrini, che ebbero un'esperienza separata da quella del resto del giacobinismo svizzero. Nella Repubblica di Ginevra (città di Rousseau e Marat), infatti, nel 1793 i giacobini assunsero il potere, introducendo il suffragio universale e abolendo il sistema feudale. Il movimento, tuttavia, si spaccò tra una minoranza, radicale, che chiedeva l'annessione alla Francia, e una maggioranza che invece difese l'indipendentismo del cantone. L'esperienza indipendentista risultò tuttavia di breve durata: i giacobini ginevrini piegarono la testa all'indomani del Termidoro francese e nel 1798 Ginevra fu annessa alla Francia, per tornare solo dopo il 1814 alla Svizzera. Nel resto della Svizzera, il giacobinismo perse forza dopo il 10 agosto 1792: le notizie relative al massacro delle guardie svizzere (Régiment des Gardes suisses) poste a difesa delle Tuileries scandalizzò gli svizzeri e alienò il consenso verso la Rivoluzione. La Repubblica Elvetica istituita nel '98 dopo la conquista a opera del generale Brune, pur ricalcando il modello del Direttorio francese, adottò diverse misure di salute pubblica e tollerò i club giacobini, finché l'Atto di Mediazione del 1803 da parte di Napoleone portò all'instaurazione di un governo dei notabili che mise fine al movimento del giacobinismo elvetico.

### Sacro Romano Impero (Germania e Austria)

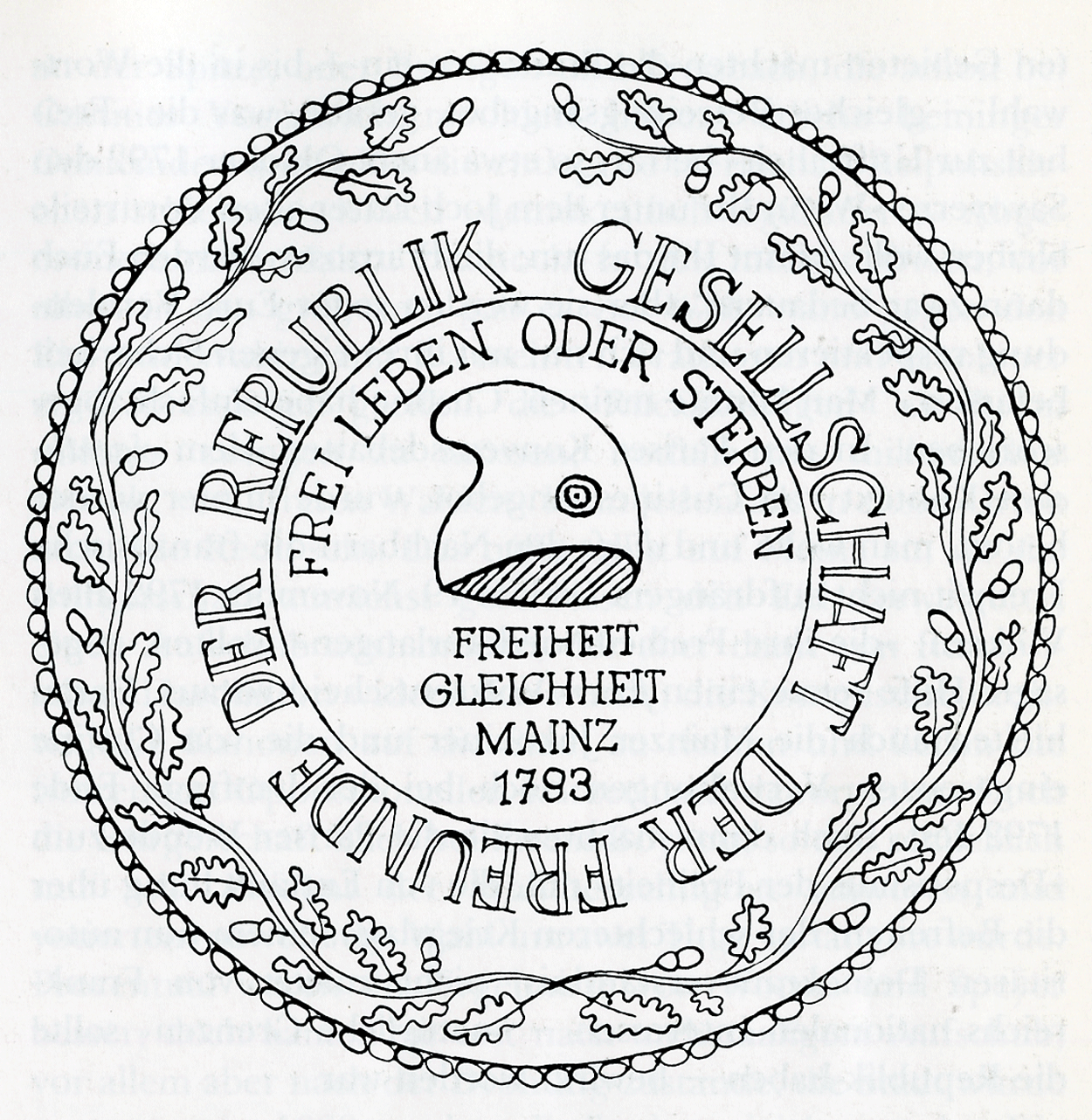
Sigillo del club giacobino di Magonza

L'esperienza giacobina tedesca fu fortemente legata alle vicende militari della Rivoluzione. Si consolidò infatti durante l'effimera esperienza della Repubblica di Magonza, dove nacque il primo club giacobino, con circa 500 affiliati, in buona parte intellettuali, funzionari, artigiani e piccoli commercianti. Diversi giornali in lingua tedesca servirono a diffondere le idee rivoluzionarie nel resto degli stati germanici. Con la presa di Magonza da parte delle truppe della coalizione, tuttavia, i giacobini locali furono processati, giustiziati, in alcuni casi lapidati dalla folla, per la maggior parte costretti all'esilio. A parte alcuni tentativi insurrezionali nel 1798 - con i principali focolai a Strasburgo e Basilea - e nel 1799, nel Württemberg, il giacobinismo tedesco riuscì a radicarsi solo in Renania, dove un "movimento cisrenano" portò all'abolizione del feudalesimo e all'elezione di diversi esponenti politici giacobini come borgomastri, finché tuttavia, nel novembre del '99, l'annessione alla Francia mise fine all'esperienza del movimento.

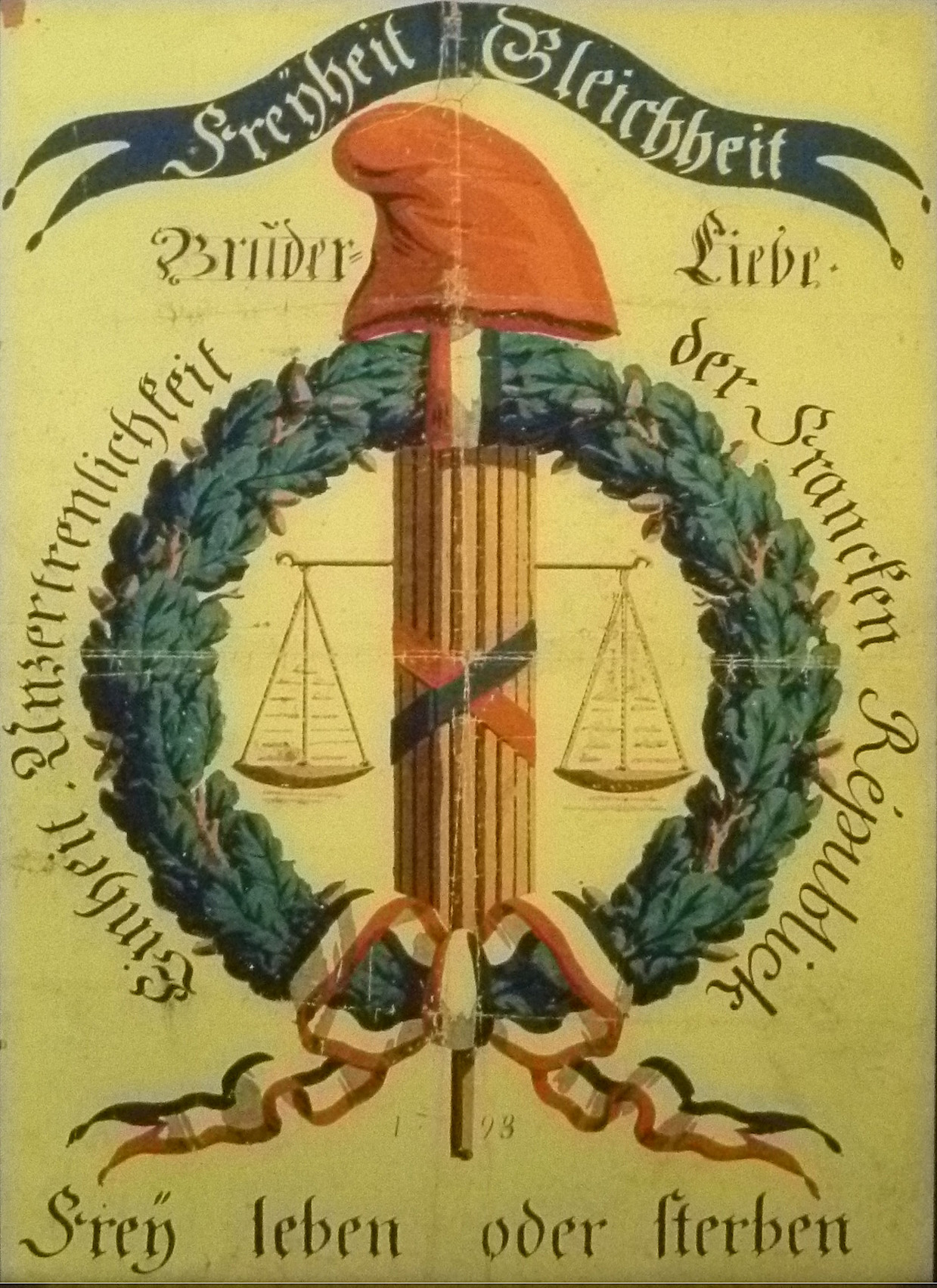
Stemma della Repubblica di Magonza con berretto frigio, fascio littorio e tricolore francese, modellato su uno degli emblemi usati dalla Repubblica Francese

Nei territori della Monarchia Asburgica il giacobinismo ebbe caratteristiche peculiari: costretto alla clandestinità, di matrice cospirativa, limitato a uno sparuto gruppo di intellettuali che avevano preso parte all'esperienza del giuseppinismo, assunse poi in Ungheria venature nazionaliste sotto la direzione di Ignaz Joseph Martinovics. Il tentativo insurrezionale di quest'ultimo, che vantava comunque un centinaio di sostenitori nelle principali città ungheresi, si concluse nel maggio 1795 con l'esecuzione di sei dei leader giacobini, tra cui lo stesso Martinovics. A Vienna l'Imperatore Francesco II, nipote di Maria Antonietta, volle dare un esempio e, con i Processi Giacobini tra il '94 e il '96, fece giustiziare o condannare al carcere a vita i principali esponenti giacobini locali, rei di aver ordito una (presunta) cospirazione per instaurare una repubblica federale democratica.
Con le campagne di Napoleone, la maggioranza degli stati della Confederazione germanica passarono dalla parte dei rivoluzionari, e dopo che Bonaparte istituì la Confederazione del Reno, Francesco II disciolse il Sacro Romano Impero per divenire imperatore d'Austria.

### Polonia
I giacobini polacchi ebbero un ruolo decisivo nel colpo di Stato che portò all'emanazione della Costituzione polacca di maggio nel 1791, che prevedeva una monarchia ereditaria a sostegno dell'autonomia della Polonia dai suoi potenti vicini. Ciò non impedì, tuttavia, la seconda spartizione nel 1793. I giacobini sostennero l'anno successivo l'insurrezione di Kościuszko, che si concluse tuttavia con un disastro e con il loro annientamento.

### Regno Unito
Nel Regno Unito numerosi club, come la "Society for Constitutional Information" o la "Sheffield Constitutional Society", arrivarono a contare migliaia di iscritti, a stabilire una corrispondenza con molti altri club provinciali e a diffondere le notizie relative agli avvenimenti in Francia. Il repubblicanesimo britannico riprese forza dopo più di un secolo dal Commonwealth of England del 1649.
L'inizio delle ostilità tra Regno Unito e Francia, nel febbraio 1793, portò a un giro di vite da parte del governo britannico, che costrinse molte società alla semiclandestinità. Nel 1796 la "London Constitutional Society", il più grande dei club filo-giacobino con sede a Londra, venne chiusa, e il suo leader, Thomas Hardy, costretto a ritirarsi dalla vita politica.

### Irlanda
Nell'Irlanda, dipendenza della corona britannica, volontari francesi aiutarono i giacobini locali nel breve tentativo della Repubblica di Connacht (1798)

## Il giacobinismo italiano

La coccarda tricolore italiana fu usata forse a partire dall'agosto 1789 a Genova e ufficialmente dopo il 1792 dai filo-rivoluzionari e poi dai giacobini italiani, ad imitazione di quella francese ma con il verde al posto del blu; essa è alla base dei colori della bandiera italiana nata nel 1796-1797, a sua volta basata sulla bandiera francese nata nella Rivoluzione

L'Italia fu il territorio europeo in cui l'influenza del giacobinismo francese risultò più forte. Ciò fu dovuto soprattutto alla presenza delle armate francesi nella penisola durante la Campagna d'Italia di Bonaparte e negli anni successivi, fino al 1799, il cosiddetto triennio giacobino. Ma alcuni club giacobini sorsero anche prima del '96, pertanto la storiografia distingue due fasi del giacobinismo italiano:
- il giacobinismo insurrezionale tra il 1792 e il 1795;
- il giacobinismo istituzionale a partire dal 1796, il vero e proprio triennio giacobino (1796-1799)

Manifestazioni filorivoluzionarie si ebbero comunque già ad agosto 1789, un mese dopo la presa della Bastiglia, nella Repubblica di Genova, dove i simpatizzanti filofrancesi speravano di trasformare la secolare repubblica oligarchica dogale in una repubblica democratica.
Il termine "giacobini" o "giacomini", traduzione del francese jacobins, usato in senso dispregiativo dai reazionari per tutti i simpatizzanti italiani della rivoluzione, fu invece da questi assunto come una bandiera e adottato spesso come autodefinizione.

### Il giacobinismo insurrezionale
(Filippo Buonarroti, Cospirazione per l'uguaglianza detta di Babeuf)
Il primo club giacobino italiano fu istituito a Napoli nell'estate del 1793 per iniziativa di Carlo Lauberg, della Società Patriottica Napoletana, con il sostegno dell'ambasciata francese e all'indomani del passaggio della flotta dell'ammiraglio Latouche-Tréville nel golfo di Napoli, che entusiasmò gli intellettuali locali filo-rivoluzionari. 

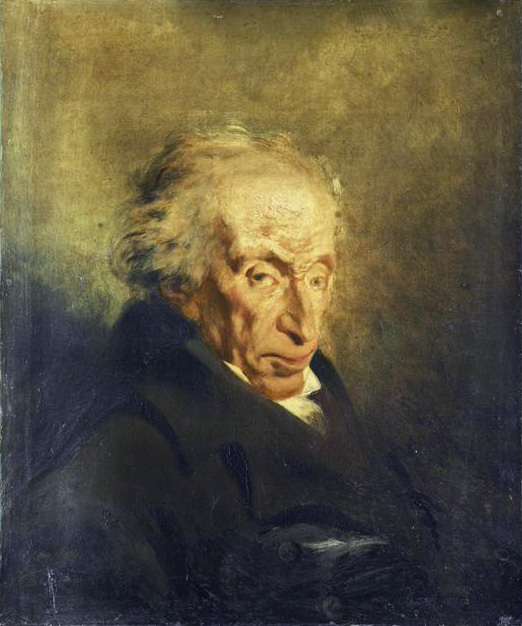
Filippo Buonarroti

Già dal 1789 e poi dal 1792 vi erano stati però isolati fenomeni di solidarietà alla rivoluzione. La diffusione di una traduzione dello stesso Lauberg della Costituzione montagnarda del '93 a Napoli e nelle città limitrofe scatenò la repressione poliziesca, che si concluse con l'arresto di diversi esponenti giacobini, tra cui Emanuele De Deo e Vincenzo Galiani. Sulle ceneri di questo primo club vennero fondate nel '94 due società segrete, ROMO ("Repubblica o Morte") e LOMO ("Libertà o morte"), la prima con intenti rivoluzionari, la seconda più attendista. La scoperta di una cospirazione del club ROMO per conquistare Castel Sant'Elmo portò alla distruzione del movimento giacobino napoletano, all'esecuzione di De Deo e Galiani, nonché di Vincenzo Vitaliani, fratello di Andrea Vitaliani, fondatore del club ROMO, fuggito invece con Lauberg a Oneglia.
In questa città ligure sottoposta al governo francese fu nominato commissario rivoluzionario Filippo Buonarroti, giacobino della prima ora e conoscente di Robespierre, già attivo in Corsica, che a Oneglia riuscì a far convergere numerosi giacobini italiani per imbastire diversi complotti contro i governi della penisola. Qui venne infatti ordita la cospirazione di Francesco Paolo Di Blasi a Palermo, soffocata nel sangue nel maggio 1795, e la diffusione dei club giacobini in Lombardia e Piemonte. A Torino ne vennero fondati tre, che agirono a sostegno delle truppe francesi impegnate contro il Regno di Sardegna, ma nel maggio 1794 la cospirazione fu scoperta e soffocata tra arresti ed esecuzioni. 
Poco prima del Termidoro, lo stesso fratello di Robespierre, Augustin, aveva appoggiato un primo piano di Napoleone, poi ripreso dal Direttorio, per invadere l'Italia onde difendere la Francia e attuare l'esportazione della rivoluzione, in sostegno ai giacobini italiani, incontrando però l'opposizione di Lazare Carnot.
Un altro tentativo insurrezionale si registrò a Bologna, per opera di Luigi Zamboni e Giovanni Battista De Rolandis, che tentarono di impossessarsi del palazzo di città, venendo tuttavia arrestati: il primo si suicidò in carcere e il secondo fu giustiziato nel 1796. Nonostante l'arresto di Buonarroti in Francia per la cospirazione degli Eguali assieme a Babeuf, e la sua espulsione dai territori francesi, tale congiura ebbe comunque eco "anche nella più vasta storia della rivoluzione francese all'estero e del giacobinismo europeo. Lo stato maggiore del giacobinismo italiano era già divenuto politicamente maturo ad Oneglia, a diretto contatto con l'opera politica ed amministrativa del Buonarroti (...) Scoperta la cospirazione, il lavorio giacobino di quei mesi non cadde del tutto nel nulla e la repubblica di Alba, nell'aprile-maggio 1796, fu l'opera dei collaboratori italiani del Buonarroti".

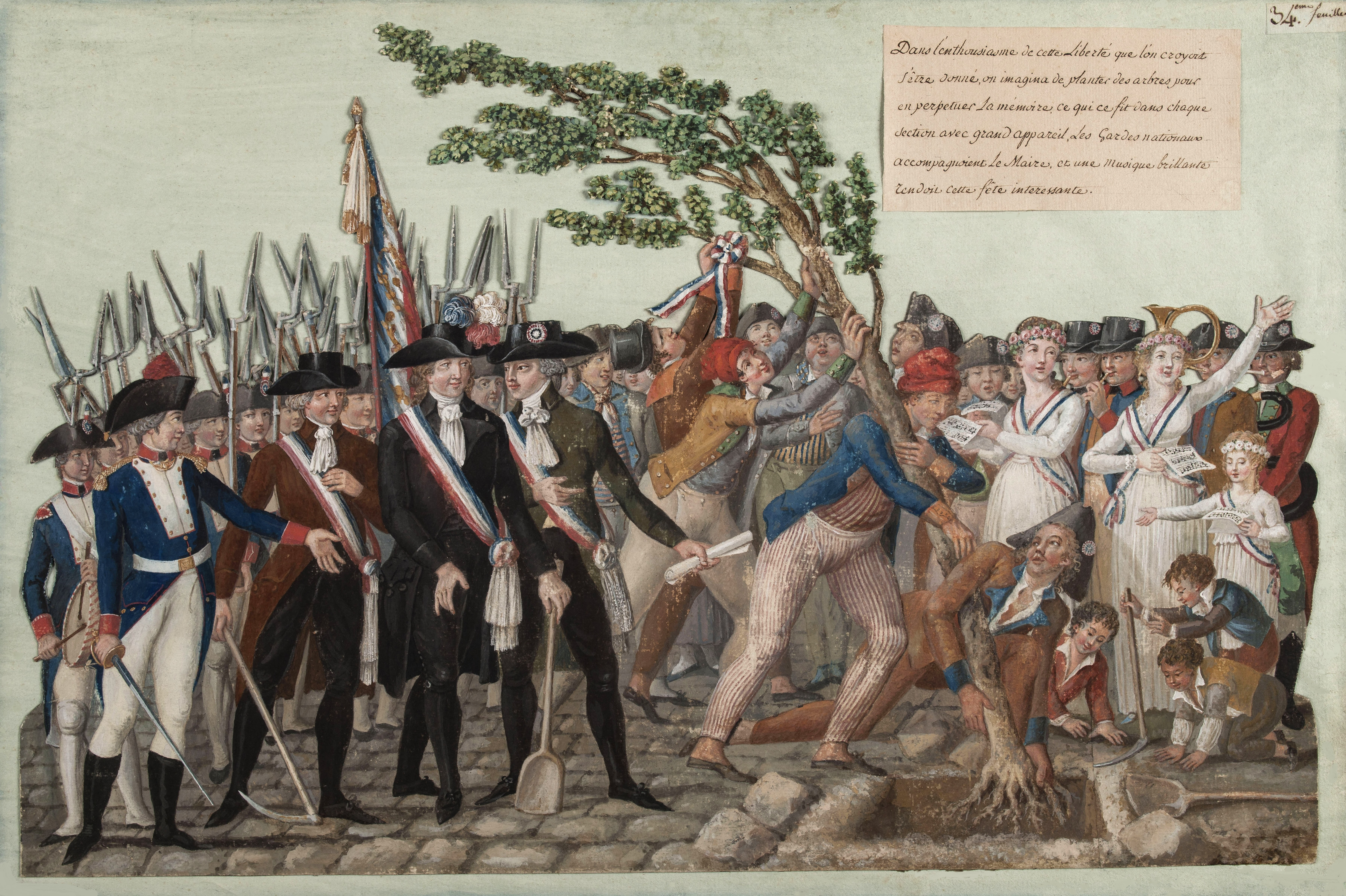
La posa di un Albero della Libertà

I giacobini radicali locali tentarono, anche in anni seguenti, di diffondere sentimenti anticlericali e anticattolici fra il popolo. Vennero fatti tentativi, da parte di simpatizzanti, di diffondere sia l'ateismo che, soprattutto, la religione deista del culto dell'Essere Supremo e della teofilantropia anche nelle repubbliche sorelle, come quelle che si formarono in Italia, soprattutto nelle zone dove i francesi furono meglio accolti nel 1795-96 e si piantarono gli Alberi della Libertà, ma ebbero poco seguito tra la popolazione e scomparvero subito.

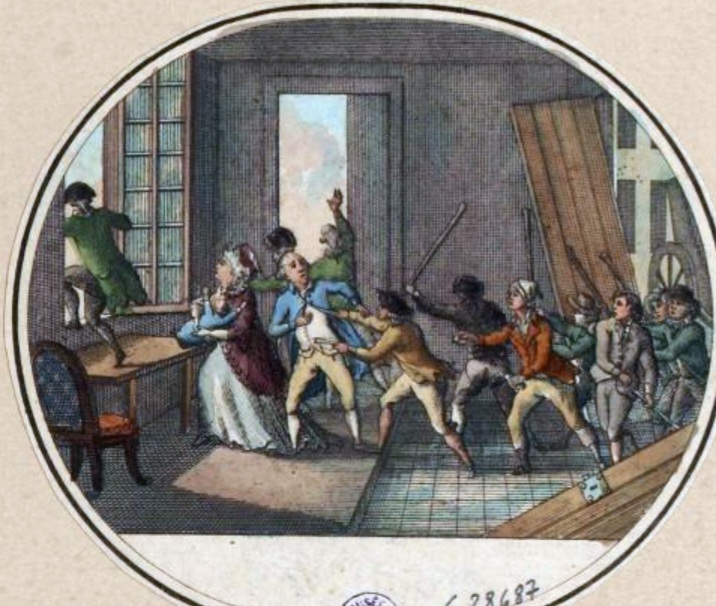
Ugo di Basseville ferito a morte dalla folla cattolica di Roma (13 gennaio 1793)

Oltre a ciò e all'adozione ufficiale dal 1796 del calendario rivoluzionario francese a partire dai territori occupati da Napoleone, ci furono blandi tentativi simili alla scristianizzazione della Francia, ma presto si ridimensionarono in quanto il cattolicesimo popolare era ancora forte. Nel 1798, giunti i francesi, molto tesori di chiese e conventi vennero sequestrati ed alcuni edifici danneggiati. 
A Roma e Napoli gli insurrezionali furono minoritari fino all'arrivo francese, quando furono più forti degli istituzionali del resto d'Italia, ma lo stesso generale Jean Etienne Championnet, memore del tragico episodio a Roma di Ugo di Basseville (1793), assecondò nel 1799 la maggior parte del popolo, repubblicano ma molto credente, e assistette al tradizionale miracolo di San Gennaro il 24 ed il 27 gennaio. San Gennaro per un periodo fu detto "santo giacobino" dai reazionari, e sostituito quindi dagli antifrancesi con sant'Antonio, che fu il nuovo patrono di Napoli dal 1799 al 1814.
In tutta Italia si diffuse abbastanza la carmagnola e specialmente il relativo ballo "sovversivo" e liberatorio.

### Il giacobinismo istituzionale

Bandiera della Guardia civica modenese della Repubblica Cispadana

In seguito all'entrata di Napoleone Bonaparte a Milano, l'Italia fu sconvolta da un periodo definito dalla storiografia triennio giacobino (o anche, più recentemente, triennio repubblicano).
Tra il 1796 e il 1799 i cosiddetti "patrioti", nome con cui si definivano i giacobini italiani, assunsero un ruolo politico di primo piano nel nuovo assetto della penisola. Ciò costrinse tuttavia il giacobinismo italiano ad assumere una veste più moderata, in maggioranza non più ribelle e cosmopolita ma nazionalista e al contempo filo-napoleonico, dal momento che il governo francese del Direttorio a guida termidoriana non aveva alcuna intenzione di alimentare in Italia un movimento dichiarato fuorilegge in Francia, pur restando comunque forte il repubblicanesimo e l'anticlericalismo di buona parte del movimento.

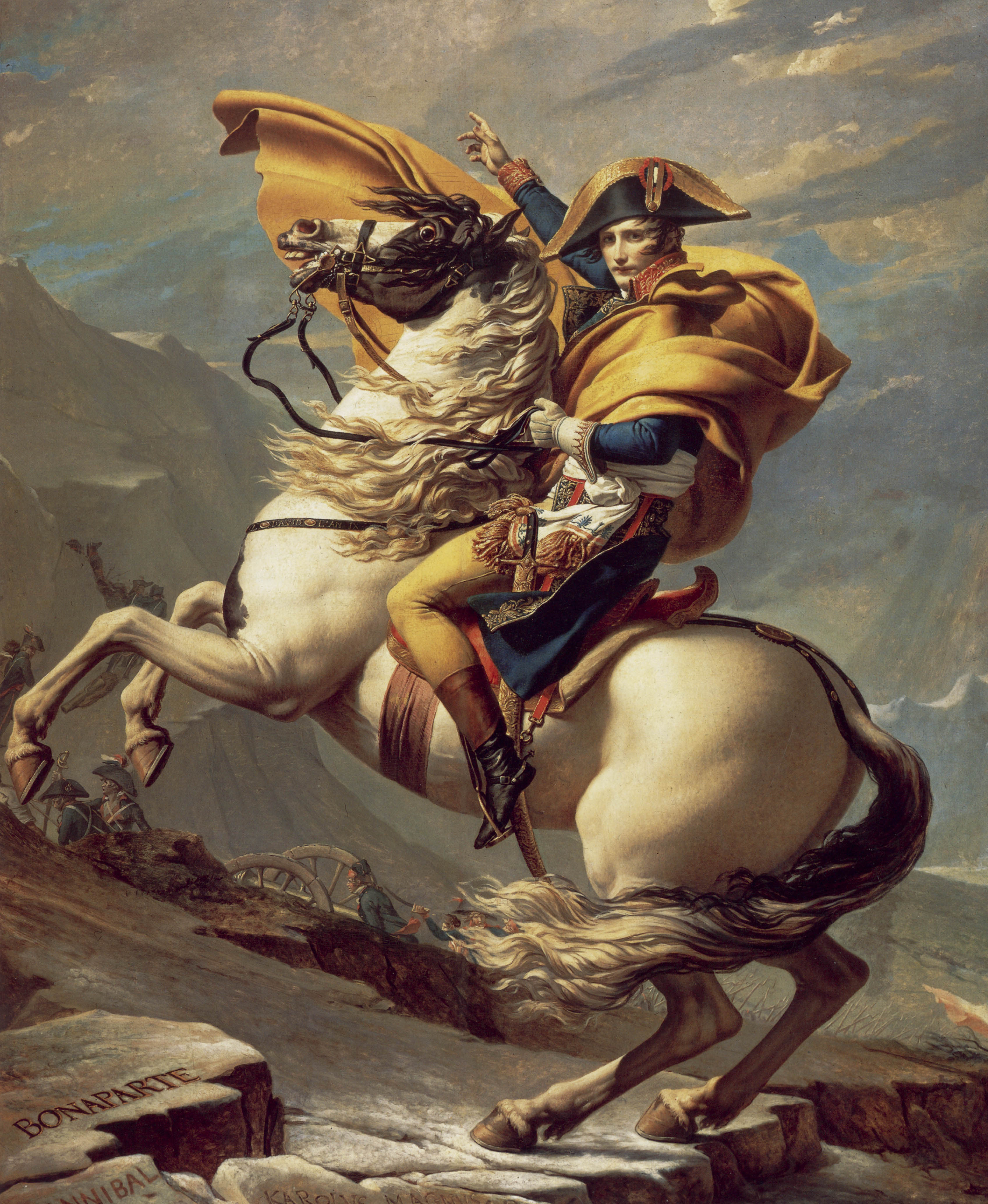
Jacques-Louis David, Napoleone attraversa il passo del Gran San Bernardo durante la seconda campagna d'Italia nel 1800, olio su tela, 1800

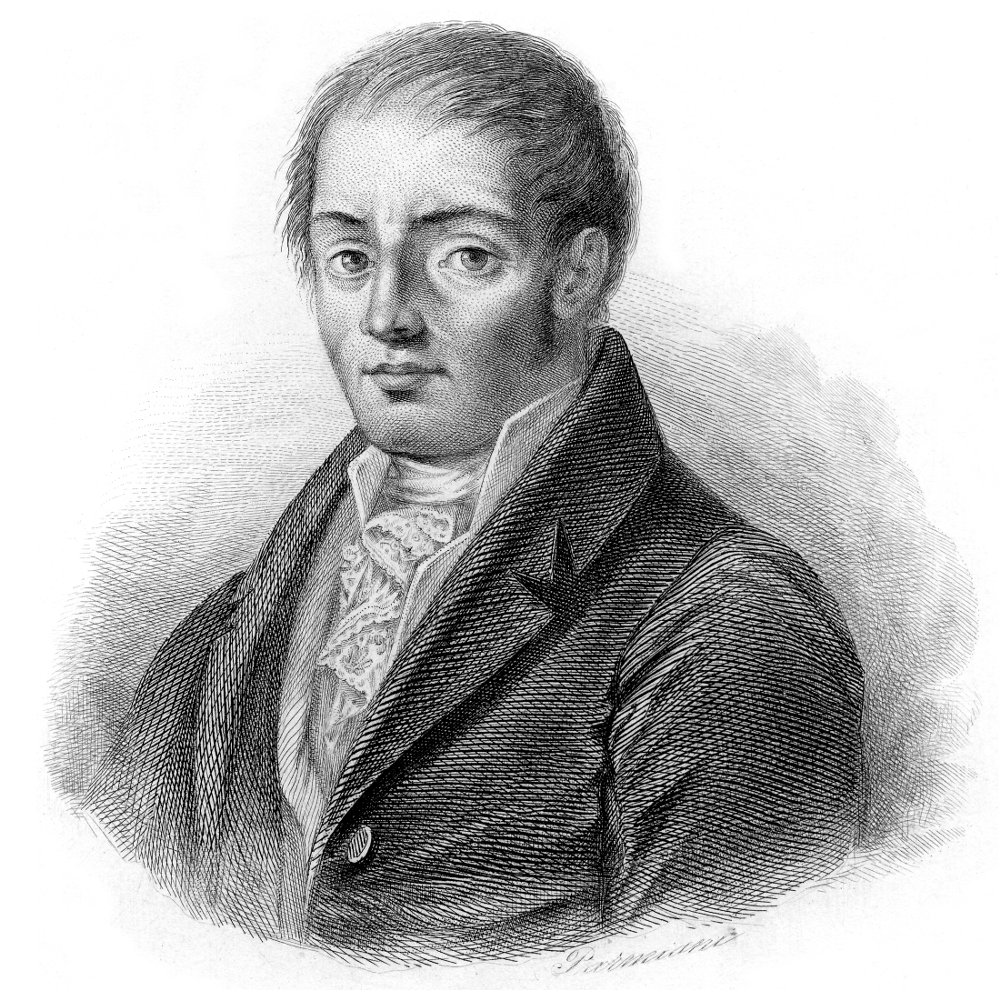
Mario Pagano, tra i leader del giacobinismo napoletano

Il 22 maggio 1797, seppur poi rientrata in binari moderati, Genova si sollevò poco prima dell'arrivo di Bonaparte, facendo seguito alle proteste filorivoluzionarie dell'agosto 1789. Venne poi chiamata la Rivoluzione di Genova e fu iniziata dalla fanfara del reggimento dei Cadetti. Mentre questo reparto d'élite si avviava a rilevare la guardia a Ponte Reale (la stazione marittima d'allora) a un cenno del comandante Falco, trombe e tamburi intonarono le note di Ah! ça ira, inno rivoluzionario simile alla Marsigliese proibito a Genova per i suoi accesi significati antiaristocratici. A quelle note sbucarono, dalle strade circostanti, squadre di giacobini locali armati che subito si unirono ai cadetti nell'occupazione del varco portuale e quindi si sparsero per la città. Mentre i nobili si rifugiavano nei loro palazzi e le botteghe chiudevano i battenti, gli insorti presidiarono le Porte delle Mura, saccheggiarono i depositi di armi, liberarono i detenuti della Malapaga e i galeotti. Un comitato rivoluzionario, destinato a guidare l'insurrezione, si installò nella Loggia di Banchi: ne facevano parte Felice Morando, Filippo Doria (poco dopo caduto nell'assalto al palazzo ducale di Genova), l'abate Cuneo, Valentino Lodi, Andrea Vitaliani, il monaco Alessandro Ricolfi detto Bernardone. Furono subito avviati contatti con il governo cui gli insorti chiesero le dimissioni immediate. All'arrivo di Napoleone, i francesi istituiscono però una moderata Repubblica direttoriale.
Carlo Zaghi ha distinto due diverse correnti del giacobinismo istituzionale italiano, perlomeno nella più importante delle Repubbliche sorelle fondate in quel periodo in Italia, la Repubblica Cisalpina (poi Repubblica Italiana): una fazione radicale e rivoluzionaria, erede del giacobinismo insurrezionale, definita dal Direttorio francese "anarchica", che riuscì a far sentire la sua voce attraverso i tantissimi giornali giacobini che inondarono l'Italia in quegli anni (80 solo nella Cisalpina), le "Società popolari d'istruzione pubblica", i "Comitati costituzionali" e la Guardia nazionale, legata all'ideologia del giacobinismo di Robespierre adattata alla realtà locale; una fazione moderata e liberale, filo-napoleonica legata all'esperienza del dispotismo illuminato, e assorbita nei ranghi dell'amministrazione. Pur essendo denominati giacobini a livello popolare dai reazionari, i filofrancesi moderati erano più simili all'ideologia dei nemici dei giacobini francesi (girondini, termidoriani).

Bandiera della Repubblica Napoletana

L'ala radicale del giacobinismo italiano ebbe comunque modo di farsi sentire in due occasioni, al di fuori dell'influenza egemonica dell'armata napoleonica: l'esperienza della Repubblica Romana tra il 1798 e il '99 (preceduta da tentativi d'influenza diplomatica), e quella della Repubblica Napoletana nel 1799. Come tutte le repubbliche sorelle furono comunque sistemi direttoriali come la Francia moderata del periodo, con solo alcune somiglianze con il giacobinismo insurrezionale e pre-1793. Entrambi gli esperimenti vennero realizzati a opera dei club locali, che favorirono l'intervento militare delle armate francesi al comando, rispettivamente, di Louis-Alexandre Berthier a Roma e di Jean Étienne Championnet a Napoli. Vi furono però diverse insorgenze antifrancesi, specialmente di ispirazione monarchica-legittimista e filo-pontificia. Il papa Pio VI era stato nel frattempo deportato in Francia nel 1798, e morì in esilio (1799), sepolto come «cittadino Giannangelo Braschi - in arte Papa». Fu sostituito da Pio VII, che rientrò a Roma alla caduta della Repubblica.
Il giacobinismo romano e napoletano assunse però poi posizioni ideologiche molto più vicine a quelle originali del '93-'94, escludendo l'esperienza del Terrore (a parte diverse esecuzioni tramite fucilazione di oppositori, sotto l'egida di Championnet, comandante militare di fatto della Repubblica) ma con politiche filopopolari e dirigiste, tanto che entrambe le Repubbliche vennero osteggiate dal Direttorio e, private del supporto delle armate francesi, caddero nel volgere di pochi mesi sotto i colpi di britannici e sanfedisti, armata mista di popolani e briganti di fede cattolico-realista. Il rientro del papa a Roma e quello dei sovrani napoletani Ferdinando IV di Borbone e Maria Carolina d'Asburgo-Lorena (cognati della coppia reale francese ghigliottinata nel 1793: Ferdinando era un Borbone come Luigi XVI mentre Maria Carolina era la sorella di Maria Antonietta) si concluse con massacri sommari e condanne ai danni dei patrioti giacobini, per volontà degli stessi regnanti e dell'ammiraglio inglese Horatio Nelson, che ricevette il titolo di duca di Bronte. Nelson aveva catturato e fatto sommariamente impiccare sulla propria nave l'ammiraglio repubblicano Francesco Caracciolo.

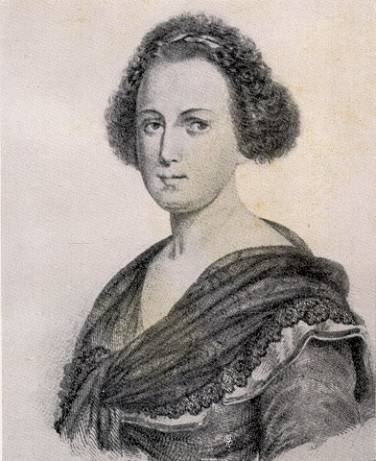
Eleonora Pimentel Fonseca, direttrice del giornale giacobino Monitore Napoletano

Alle esecuzioni che falcidiarono il giacobinismo napoletano - Mario Pagano, Domenico Cirillo, Eleonora Fonseca Pimentel, Nicola Palomba, il fondatore della ROMO Andrea Vitaliani e molti altri (tra cui in seguito Luisa Sanfelice) - in pratica buona parte della classe intellettuale partenopea e meridionale con alcune eccezioni (come Vincenzo Cuoco e Francesco Saverio Salfi) - si aggiunse il fenomeno dell'esilio politico: i giacobini reduci del '99, anno in cui tutte le repubbliche sorelle in Italia vennero rovesciate dalle forze controrivoluzionarie, furono accolti come rifugiati politici in Francia, da dove tornarono all'indomani della riconquista italiana di Napoleone nel 1800 - con l'eccezione di Napoli dove dovettero aspettare l'istituzione del Regno di Napoli filofrancese nel 1806 - in parte occupando posti di rilievo nelle amministrazioni locali, in parte contrastando l'occupazione francese, considerata traditrice degli ideali giacobini. La Repubblica Cisalpina divenne Repubblica Italiana (1802-1805), poi Regno d'Italia (1805-1814), quando Napoleone dopo essersi incoronato imperatore dei francesi, si cinse anche la corona di re d'Italia. Anche a Roma i filofrancesi dovettero aspettare: le truppe di Napoleone sarebbero rientrate in città soltanto il 2 febbraio 1805, dopo che l'anno precedente Bonaparte aveva costretto il papa a un viaggio a Parigi per la sua incoronazione, annettendo poi Roma direttamente all'Impero napoleonico il 17 maggio 1809.

Il tricolore della Repubblica Transpadana, identico a quello della successiva Repubblica Cisalpina è una delle prime bandiere italiane ufficiali, ampiamente usate nel Risorgimento, ed è pressoché identica alla bandiera dell'odierna Repubblica Italiana. Fu adottata anche in Germania dalla breve Repubblica Cisrenana.

Solo per alcuni mesi (luglio-settembre 1799), con le nuove elezioni, i neogiacobini francesi poterono far sentire la propria voce nel Direttorio di Parigi, ma ciò non bastò perché l'armée andasse in soccorso delle Repubbliche dell'Italia meridionale, ormai soppresse dai controrivoluzionari, in quanto, complice l'assenza di Bonaparte che era impegnato nella campagna d'Egitto, la Repubblica francese si trovava in difficoltà essa stessa contro gli eserciti della Seconda coalizione. Il generale Championnet, sconfitto dagli austro-russi, morì di tifo ad Antibes sulla costa francese.
Diversi intellettuali patrioti attivi in epoca napoleonica della zona lombardo-veneta, ceduta Venezia poi dai francesi all'Austria col trattato di Campoformio (in quello che fu considerato il grande tradimento da molti patrioti veneziani del 1797) aderirono al giacobinismo durante il triennio, tra essi l'illuminista Pietro Verri, il poeta Vincenzo Monti precedentemente reazionario pontificio fuggito al nord nel 1797, e il giovane poeta cittadino veneziano Ugo Foscolo, fervente ammiratore di Basseville e Marat in adolescenza. Se Monti sarebbe tornato a servire la monarchia nel 1815, Foscolo, militare napoleonico critico, prese la via dell'esilio inglese rifiutando di abiurare le proprie posizioni repubblicane e anti-austriache.
Nel triennio milanese ed emiliano si tennero numerose manifestazioni filogiacobine istituzionali e spontanee, a cui gli intellettuali diedero ampio contributo. In Emilia-Romagna ci furono limitate rivolte popolari di giacobini locali.

Il 21 gennaio 1799 (ricorrenza della morte del re di Francia) avvenne la prima assoluta al Teatro alla Scala di Milano dell'opera montiana Inno per l'anniversario della caduta di Luigi XVI con la musica di Ambrogio Minoja. Il 16 ottobre 1799 (24 vendemmiaio anno VIII), anniversario dell'esecuzione della regina Maria Antonietta, i giacobini lombardi tennero una grande celebrazione come una sorta di decennale del 14 giugno 1789, sotto l'Albero della Libertà di Milano bruciarono simbolicamente alcuni libri "reazionari", tra cui la costituzione papale Unigenitus Dei Filius contro i giansenisti sollecitata da Luigi XIV (1713) e il Corpus Iuris Canonici, e Monti in persona gettò nel fuoco anche una copia della Bassvilliana, il poemetto reazionario del 1793, come ultimo atto della sua ritrattazione. Si ispirarono simbolicamente in parte alle parole di Camille Desmoulins, l'eroe della Bastiglia, inventore della coccarda tricolore e ghigliottinato nel 1794, che fece riferimento in positivo alla Riforma protestante: 

### Fine del giacobinismo italiano e sua eredità
Con la proclamazione di Napoleone imperatore (1804) e re d'Italia (1805) si spensero gli ultimi fervori del giacobinismo istituzionale italiano.
Vi furono delle società segrete insurrezionali, tra cui la Società dei Raggi (tra i suoi membri il poeta Giovanni Fantoni), ultima espressione del giacobinismo italiano, poi divenuta Società dei Centri, che finì col confluire nella carboneria.
Dall'influsso delle associazioni segrete patriottiche fondate da Filippo Buonarroti (uno dei pochi giacobini attivi in Italia in età napoleonica), ex sodale di Babeuf e giacobino radicale protocomunista, come i Sublimi Maestri Perfetti, intrecciate con la più moderata carboneria e con la massoneria, nacquero gruppi di patrioti insurrezionalisti impegnati nel primo Risorgimento dopo il 1814. L'ex carbonaro e conoscente di Buonarroti Giuseppe Mazzini fondò poi la Giovine Italia, il principale gruppo insurrezionale repubblicano, confluito nella Giovine Europa, il cui maggior successo fu la Seconda Repubblica Romana (1849), nata nella primavera dei popoli sotto la spinta della rivoluzione francese del 1848, decadendo poi negli anni successivi, sebbene il suo spirito anticlericale e antimonarchico restasse vivo specie tra i garibaldini antiborbonici, i Repubblicani istituzionali e l'estrema sinistra storica anche sotto il Regno d'Italia.

La bandiera della Repubblica Italiana "giacobina" napoleonica del 1802, base per lo stendardo del Presidente dell'odierna Repubblica Italiana

Stemma della Repubblica Ligure giacobina

Il fondatore del mazzinianesimo era figlio di convinti anti-monarchici, in particolare il padre di Mazzini, Giacomo, era stato un sostenitore della Repubblica Ligure di ispirazione democratica, istituita da Napoleone in orbita francese durante il triennio giacobino al posto dell'oligarchica Repubblica di Genova. La madre era una repubblicana giansenista. Mazzini riprese concetti giacobini ma cercando, secondo lui, di renderli meno astratti di quelli di Robespierre. Ispirandosi all'inno francese La Marsigliese, il mazziniano Goffredo Mameli (morto nella difesa della Repubblica Romana del 1849 proprio dalle truppe francesi divenuti filopapali sotto la svolta conservatrice del futuro Napoleone III) scrisse nel 1847 il testo de Il Canto degli Italiani (detto anche Fratelli d'Italia), oggi inno nazionale della Repubblica Italiana e di ispirazione repubblicana e giacobina.

## L'ideologia del giacobinismo

### Il giacobinismo durante la Rivoluzione
(Maximilien Robespierre)

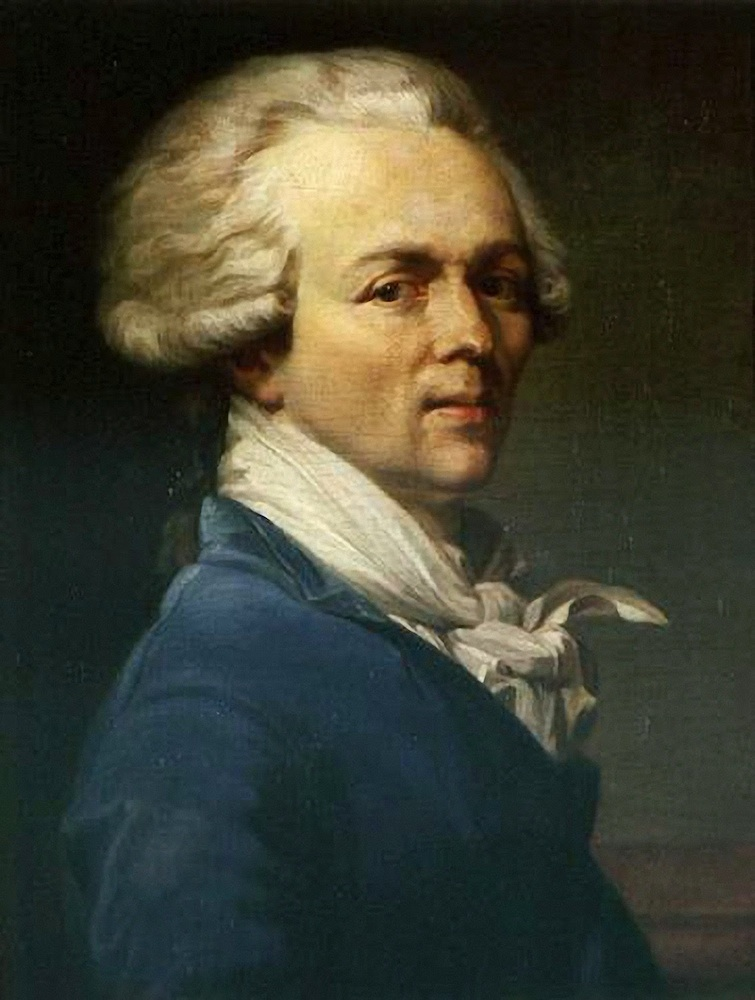
Maximilien de Robespierre

È particolarmente complesso individuare un nucleo ideologico nel vasto movimento giacobino francese ed europeo. Ciò in quanto, come si è visto, l'originario Club dei Giacobini subì, lungo il suo percorso storico dal 1789 al 1794, una continua diaspora: sia i Foglianti, monarchici, che i Girondini, repubblicani moderati, furono inizialmente “giacobini”; certo sussisteva una grande divergenza tra il nucleo robespierrista del Club dei Giacobini e quello radicale rappresentato dagli hébertisti. 

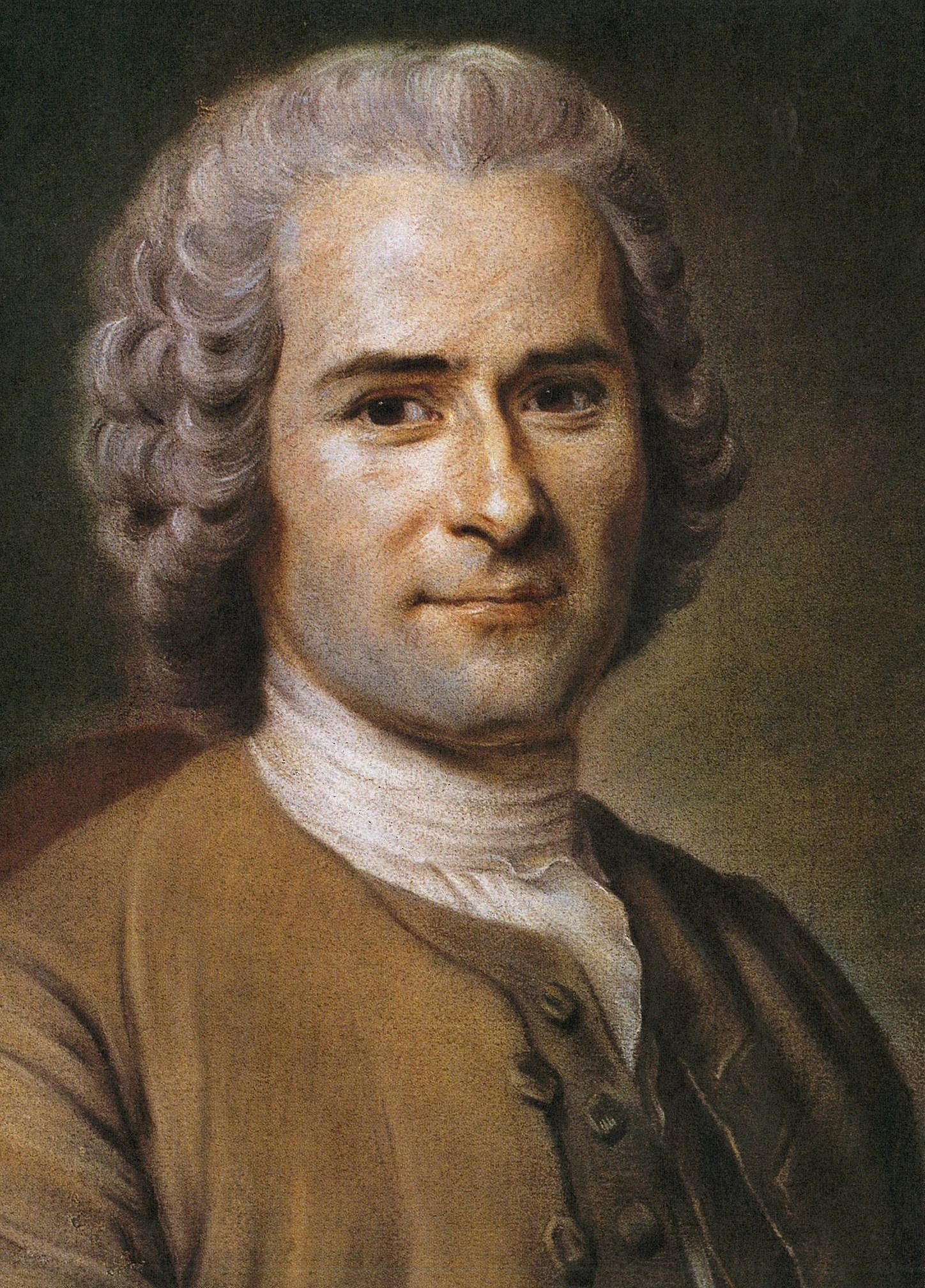
Jean-Jacques Rousseau

Se si accetta di considerare il “giacobinismo” come l'ideologia che caratterizzò il club nella sua fase centrale, tra la metà del 1792 e la metà del 1794, allora è possibile individuare alcuni elementi cardini, vertenti sul repubblicanesimo, il patriottismo di sinistra (coesistente con una volontà di diffusione internazionale dell'idea rivoluzionaria presso altri popoli in un'ottica di internazionalismo e cosmopolitismo), il costituzionalismo, la funzione sociale della proprietà ma non la sua abolizione, lo statalismo, il dirigismo economico, il "populismo" di sinistra, il centralismo, l'egualitarismo, la sovranità popolare, il radicalismo, la lotta alla corruzione, il suffragio universale (all'epoca maschile) senza limiti di censo, l'abolizione dei residui di feudalesimo, l'anticlericalismo, l'abolizionismo della schiavitù, l'antirazzismo (in favore di ebrei e neri), il deismo e l'antipapismo; il tutto sotto l'influsso dell'illuminismo, specialmente quello più radicale, e in particolare di Jean-Jacques Rousseau e le sue teorie di contratto sociale, educazione etica del popolo, religione civile, volontà generale e critica della disuguaglianza ("da ognuno secondo le sue capacità, a ognuno secondo i suoi bisogni", "l'uomo è nato libero ma ovunque è in catene"). Il giacobinismo risente nei rapporti tra religione e politica del giurisdizionalismo, e nonostante l'anti-monarchismo, di una sotterranea influenza del giuseppinismo austriaco. Ma è specialmente Rousseau il pensatore più amato dai giacobini.
(J.-J. Rousseau)
Innanzitutto il giacobinismo riconosce la Dichiarazione dei diritti dell'uomo e del cittadino come fondamento della Repubblica. 
(Dichiarazione del 1789)
Tuttavia l'ideologia giacobina e montagnarda ritiene che sotto il governo rivoluzionario non ci possa essere "libertà per i nemici della libertà". Marat quale sosteneva che la libertà, in generale, non poteva essere concessa a tutti: «io non sono di quelli che reclamano l'indefinita libertà delle opinioni». E distingueva: i moderati, in nome di un astratto principio, con il pretesto della libertà di pensiero, «vogliono che sia lasciata ai nemici della Rivoluzione la possibilità di fomentare contrasti», o pretendono, in nome della libertà di spostarsi ove si voglia, che «si lasci loro la libertà di andare a cospirare all'estero». La libertà, per Marat, deve essere illimitata solo per «i veri amici della patria». 
Nell'opera giovanile Le catene della schiavitù, Marat designa già un programma politico rivoluzionario:
(Jean-Paul Marat, Le catene della schiavitù)
Anche la proprietà privata è nettamente difesa nel giacobinismo del periodo 1792-94 (è un male ormai inestinguibile dovuto alla degenerazione dell'uomo dallo stato di natura, come detto da Rousseau), ma non è illimitata, in ciò superando la concezione liberale in favore di una concezione di stato sociale e proto-socialismo. Non è la legge dei sospetti "terroristica", ma lo statalismo e il centralismo contro il federalismo liberale, a sancire la frattura iniziale tra girondini e giacobini. La stessa esecuzione del re avvenne sotto un governo ancora molto girondino, e tutti i deputati girondini votarono per la colpevolezza.
In un discorso Robespierre enunciò il concetto di funzione sociale della proprietà e una primordiale idea di quella che sarebbe stata poi chiamata la responsabilità sociale d'impresa, ovvero la moralità e l'etica che la libera impresa capitalista privata deve comunque tenere.
Il seguente stralcio di discorso rappresenta un compendio dell'etica economica dei giacobini, e una correzione al diritto sancito nella dichiarazione del 1793.
1. La proprietà è il diritto di ogni cittadino di godere e disporre della parte di beni che gli è garantita dalla legge.

2. Il diritto di proprietà è limitato, come tutti gli altri, dall’obbligo di rispettare i diritti altrui.

3. Non può pregiudicare né la sicurezza, né la libertà, né l’esistenza, né la proprietà dei nostri simili.

4. Ogni possesso, ogni commercio che viola questo principio è illecito e immorale.»
(Robespierre alla Convenzione il 24 aprile 1793)
Per François Furet, “l'aggettivo giacobino viene a indicare in questo periodo e poi anche in seguito, i partigiani della dittatura di salute pubblica”. Questa considerazione è in parte respinta da Mona Ozouf, secondo la quale il concetto di salute pubblica risale in realtà già all'assolutismo monarchico; è da ricordare anche che in Francia non vigeva neanche in precedenza l'habeas corpus all'inglese, e i processi erano sommari anche nelle secolari repubbliche come Venezia in tempo di pace. Ozouf identifica invece nel centralismo l'elemento caratterizzante del giacobinismo, che individuò nell'opposizione al federalismo girondino la propria principale ragion d'essere.
Il giacobinismo, dunque, propugnerebbe l'indispensabilità di un governo centrale, rifiutando l'esistenza sia di autonomie locali che di corpi intermedi. Altri elementi caratterizzanti, sempre secondo Ozouf, sono da considerarsi la “manipolazione degli eletti”, ossia la continua pressione da parte del club sui deputati della Convenzione (sostenendo il concetto di mandato imperativo, escluso dalla Costituzione precedente), in ragione di un naturale sospetto nei confronti del concetto di rappresentanza politica senza possibilità di revoca degli eletti (in voga nella democrazia liberale), coltivato perlomeno dall'ala più radicale del giacobinismo, che era invece fautrice di forme di democrazia diretta e di assemblearismo; l'educazione politica delle masse (che si può osservare ancora meglio nel caso del giacobinismo italiano, continuamente attivo sul fronte del giornalismo e della stesura di catechismi repubblicani e testi per il popolo, ad esempio il Catechismo repubblicano o Catechismo cattolico-democratico del prete-cittadino veneto Antonio Zalivani nel 1797); e una sorta di “sospensione della realtà”, che porta il giacobinismo ad avvicinarsi all'utopia, nella sua visione di una società perfetta fondata sul concetto robespierriano di virtù, in un idealismo spesso anti-pragmatico.
Michel Vovelle ha sottolineato come il giacobinismo sia anche un'etica, "che predica le virtù sia domestiche sia civili, la frugalità delle ‘quaresime repubblicane’, la probità, l'altruismo e l'aiuto reciproco", osservando come questo codice morale comporti inevitabilmente anche una logica del sospetto nei confronti dell'oppositore politico, che diventa nemico da combattere fino alla distruzione, in un'ottica intollerante e settaria, in qualche modo somigliante in forma secolare, secondo i detrattori, al governo calvinista puritano della Repubblica inglese di Cromwell (1649-1660). Da qui i continui scrutini epurativi con cui i giacobini presero a espellere, a ondate, i propri membri non più allineati all'ortodossia del club. Da qui anche l'inevitabile collegamento tra ideologia giacobina e logica del Terrore, cogliendo anche un tono mistico e ideale verso un Assoluto sempre presente nei discorsi di Robespierre.
(Maximilien Robespierre)
Il giacobinismo conserva la tendenza rivoluzionaria anti-storicistica secondo cui al passato non solo deve essere dato, illuministicamente, un taglio politico netto, ma (andando molto oltre gli illuministi più radicali) non si possono conservare nemmeno le tradizioni sociali o storiche che ricordano l'Ancien Régime; questo si nota oltre che dal calendario anche nei cambi dei toponimi (ad esempio da Bourg-la-Reine a Bourg-l'Égalité) e di certi cognomi (assegnandone anche agli aristocratici, per cui Luigi XVI diventa Luigi Capeto, e Filippo d'Orleans viene chiamato Philippe Égalité, o molti si aggiungono nomi come Brutus o Gracchus, in onore di Lucio Giunio Bruto o del Bruto cesaricida, o dei Gracchi, o Cornelia loro madre), spesso quasi in una damnatio memoriae, poiché come dichiarato dal fedele robespierrista Philippe-François-Joseph Le Bas: "La Rivoluzione ha rotto i ponti dietro di sé".
Per realizzare la società virtuosa, è necessario "illuminare il popolo" (l'espressione è di Robespierre) e guidarlo anche attraverso episodi dittatoriali, necessari affinché la volontà popolare possa infine trionfare sui nemici (le “fazioni”).
(Robespierre)
L'avversione a creare fazioni interne, tenere riunioni separate dagli altri membri, che possano contrastare la decisione presa dopo la discussione, anticipa il divieto di correnti del centralismo democratico che sarebbe stato poi adottato dal leninismo. Non esistevano gerarchie: il presidente di turno doveva limitarsi a moderare il dibattito. Le decisioni venivano prese all'unanimità, non bastava la maggioranza assoluta nel club, anche durante il predominio di Robespierre, così come tra i dodici membri del Comitato di Salute Pubblica vigeva una rigorosa eguaglianza di voto.
Il giacobinismo di epoca rivoluzionaria, dunque, respinge l'idea classica della democrazia fondata sulla rappresentanza politica e la divisione dei poteri: il popolo ha il diritto di sottoporre a controllo costante i suoi rappresentanti e le distinzioni tra potere esecutivo e legislativo sono meramente funzionali, fino a una forma di democrazia totalitaria emergenziale di ispirazione non liberale. Non solo: con il diritto all'insurrezione, sancito nella Costituzione del 1793, si riconosce al popolo di potere di rovesciare in qualunque momento la rappresentanza politica se questa agisce in modo difforme dalla volontà generale (cosiddetto diritto di resistenza, garantito solo al corpo sociale non al singolo cittadino), fornendo una giustificazione legale retroattiva alla presa della Bastiglia del 14 luglio 1789 e alla giornata del 10 agosto 1792. I tre poteri emanano dal sovrano, che non essendo più il re è il popolo stesso, rappresentato dalla Convenzione nazionale (i rappresentanti eletti a suffragio maschile, più i tribuni delegati, uomini e donne, che intervengono per le sezioni rivoluzionarie) e dal proprio diritto e dovere di eventuale insurrezione. Dalla Convenzione, i cui deputati trattengono il potere legislativo, derivano gli altri due poteri, sia secondo l'emergenza rivoluzionaria sia di diritto secondo la Costituzione dell'anno I. I convenzionali, in questo caso a maggioranza, votano le leggi e scelgono i membri del Comitato di Salute Pubblica e del Comitato di sicurezza generale, i due rami governativi (potere esecutivo), nonché i magistrati del Tribunale rivoluzionario (potere giudiziario) e dei comitati popolari, posti sotto il controllo dello stesso Comitato di sicurezza generale assieme ai magistrati ordinari. Dopo l'epurazione dei Girondini e dei Cordiglieri, dal Club dei Giacobini, che controllava la Convenzione, provenivano quindi i componenti dei tre poteri. Sia i deputati che i tribuni, sia i membri del Comitato potevano proporre un disegno di legge al voto della Convenzione, che decideva, essa sola, in autonomia.

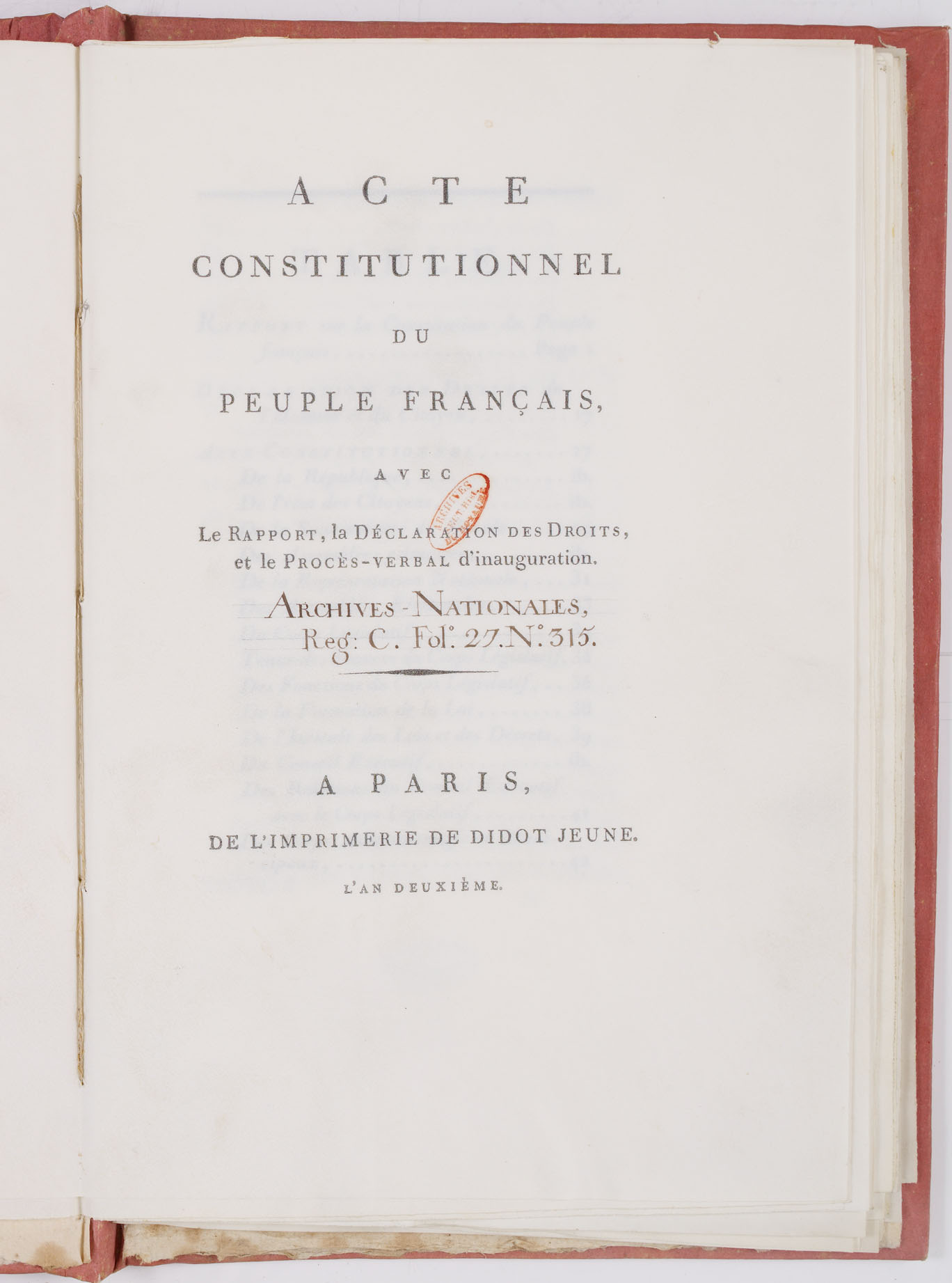
Costituzione francese del 1793 detta dell'anno I

Ciò spiega anche perché il giacobinismo non fu l'ideologia di un vero partito, e perché il Club dei Giacobini non assunse mai la forma di un partito nel senso moderno del termine. Il club aveva l'ambizione di rappresentare l'intera nazione, o meglio la parte “patriota” della nazione, bollando la parte residua come composta da “scellerati” e nemici del popolo, somigliando in embrione semmai al concetto di partito unico reso un tutt'uno con lo Stato-Nazione-popolo. Il giacobinismo rifiutava però la logica partitica comunemente intesa e, al suo interno, non accolse nessun altro dei meccanismi tradizionali dei partiti moderni, non avendo organi interni di governo o un segretario politico.
Secondo Patrice Gueniffey: “Il giacobinismo, in realtà, non è mai stato un partito, nemmeno una fazione: esso forma lo spazio dove i partiti e le fazioni si affrontano per appropriarsi della legittimità che esso incarna e perseguire, forti di queste legittimità, i loro fini particolari e politicamente diversi. Il giacobinismo non è un pezzo tra gli altri della scacchiera politica rivoluzionaria: è esso stesso questa scacchiera, la scena sulla quale, fino al 1794, si giocano le sorti della Rivoluzione”. Per tale motivo, Gueniffey rifiuta anche l'identificazione del giacobinismo con un'ideologia particolare. Il giacobinismo fu piuttosto una prassi politica, la cui ideologia è rappresentata semplicemente dall'insieme dei discorsi tenuti al Club dei Giacobini, spesso con contenuti molto diversi tra loro, dal robespierrismo ad altre idee. Se un elemento caratterizzante va individuato nella prassi politica dei giacobini, esso fu, secondo Gueniffey, “la forza sostituita al diritto”.
Il giacobinismo, spesso per gli autori marxisti e/o socialisti, si caratterizza anche per un'anticipazione del concetto di lotta di classe ma in funzione di anti-classismo ossia rimozione delle differenze senza toccare però alcuni ceti produttivi: un compromesso tra terzo (borghesia) e quarto stato (proletariato ossia i sanculotti), con l'abolizione di ogni privilegio fiscale per il primo stato (alto clero) e il secondo stato (nobiltà) - poi eliminati completamente dall'orizzonte (se non per i pochi di loro che aderirono alle rivendicazioni del Terzo stato) in quanto classi parassitarie, non patriote, quindi "nemici interni del popolo" o asserviti a potenze straniere (Austria, Inghilterra, Prussia, Russia e Chiesa cattolica di Roma) - e la tassazione progressiva secondo il reddito di ciascun cittadino (ossia chiunque fosse nato in Francia, da francesi o possedesse o acquistasse un bene immobile nella Repubblica, dichiarando di voler possedere la cittadinanza, ossia i naturalizzati, tra essi anche chi volontariamente serviva l'esercito rivoluzionario). In generale, dall'anno I "della libertà" (1789) e dall'anno I della Repubblica (dal 1792) ancora di più, non esistono più titoli e classi, ogni uomo che accetti la Repubblica non è più suddito ma cittadino (citoyen).

### Il giacobinismo nel XIX e nel XX secolo
(Michel Vovelle, La mentalità rivoluzionaria. Società e mentalità durante la Rivoluzione francese, Laterza, 1999)
Il giacobinismo è sopravvissuto a lungo alla sua fine storica, che viene canonicamente fissata al 1800. Quello che Vovelle ha definito giacobinismo trans-storico La definizione di François Furet del giacobinismo come "il magistero di ortodossia", che insieme a quella di Jacob Talmon (seguito da Hannah Arendt, Bertrand Russell, Karl Popper ed Ernst Nolte) identifica nell'esperienza giacobina una delle origini del totalitarismo, rappresenta per Vovelle il grado zero del processo di demolizione del giacobinismo dal quale occorre ripartire, come fece Albert Mathiez in ambito socialista.

Eugène Delacroix, La libertà che guida il popolo, 1830

Durante la rivoluzione di luglio contro il reazionario sovrano Carlo X, fratello minore di Luigi XVI e Luigi XVIII (1830), e il suo primo ministro ultra Jules de Polignac, che instaurò nuovamente la monarchia costituzionale, si assisté a una nuova fase del giacobinismo, dove tuttavia andarono a mescolarsi istanze repubblicane liberali, socialiste e cattoliche moderate, unite solo dall'opposizione a una nuova esperienza monarchica, che sopravvisse ma si trasformò per sempre da assolutismo in sistema parlamentare simile a quello del 1791.
Il “neogiacobinismo” del XIX secolo, sempre più legato al socialismo repubblicano, si consolidò con la rivoluzione francese del 1848, che eliminò definitivamente la monarchia esiliando il re Luigi Filippo I e con la Seconda Repubblica, ma finì per essere spazzato via dall'ascesa di Napoleone III che realizzò nel 1851 il Secondo Impero Francese. Con la brevissima e drammatica esperienza della Comune di Parigi (1871), il giacobinismo radicale, unito al socialismo marxista e anarchico, tornò al governo della capitale francese, in una replica delle forme dell'anno II, a partire dalla ricostituzione del Comitato di salute pubblica e dalla rinnovata applicazione del vecchio Calendario repubblicano. Si trattò tuttavia di un tentativo effimero.

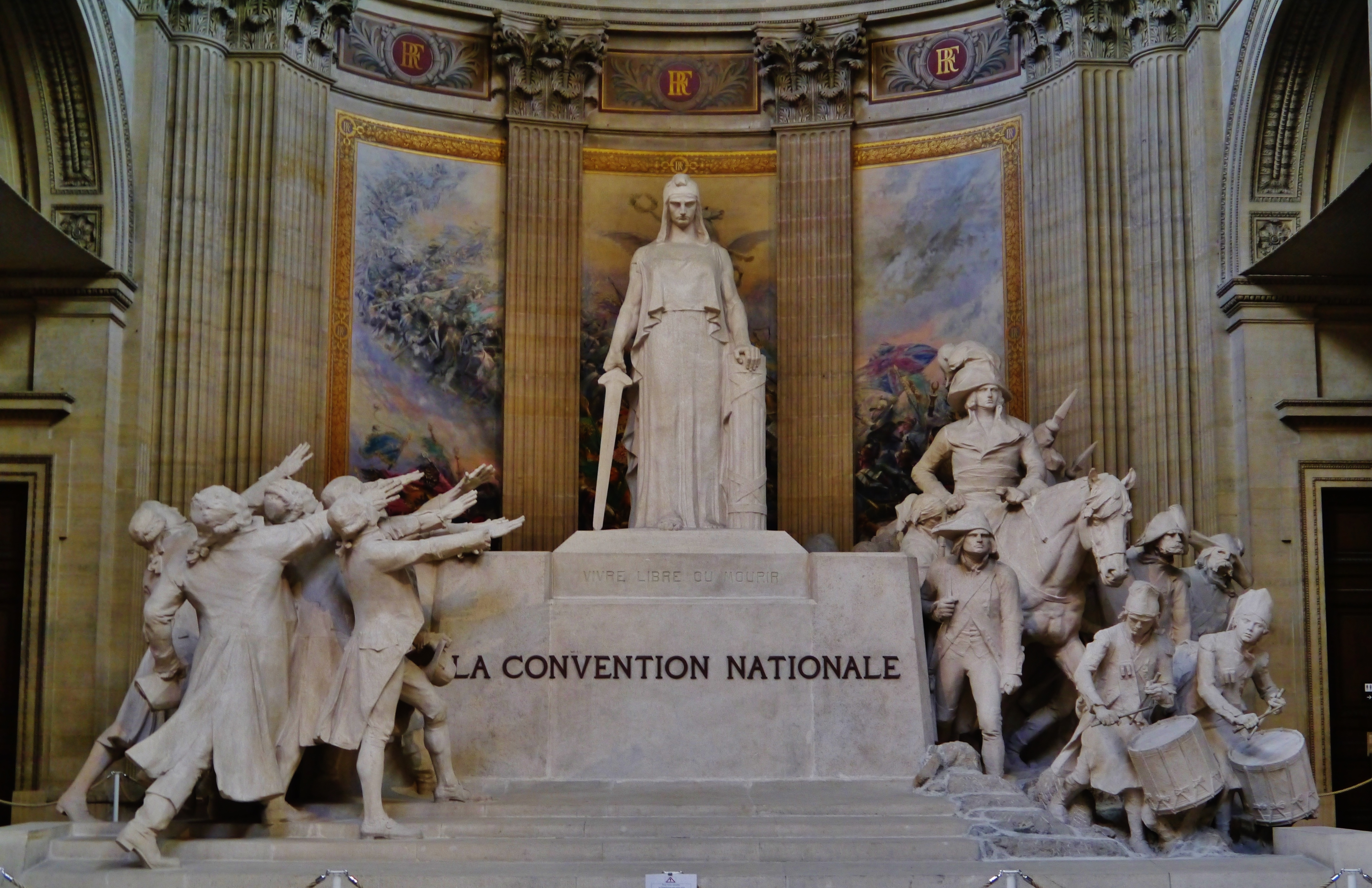
Sotto la Terza Repubblica fu realizzato l'Altare della Convenzione Nazionale al Panthéon di Parigi, opera celebrativa dei deputati e dei militanti rivoluzionari del periodo 1792-1794, inaugurata all'inizio del XX secolo: sono visibili, nel gruppo scultoreo di sinistra, esponenti giacobini e montagnardi tra cui statue di Danton e Robespierre (in primo piano), di Marat, e di Saint-Just (a cavallo).

La Terza Repubblica laica, democratica e borghese (aveva represso assai duramente la Comune, causando 30.000 morti, quasi il doppio del Terrore giacobino, il massacro più sanguinoso della storia francese assieme alla notte di san Bartolomeo e dopo la Vandea), secondo Furet, pur definendosi erede del 1789 e del 1795 e non del 1793, acquisì comunque alcuni elementi ideologici del giacobinismo, dal primato del pubblico sul privato al ruolo pedagogico dello Stato nella formazione del cittadino, rimuovendo così dal passato giacobino gli elementi più scabrosi – la dittatura di salute pubblica – ma senza dimenticarlo.
Eppure, disse Georges Clemenceau: "la Rivoluzione francese è un unico blocco, da cui non si può sottrarre nulla, perché la verità storica non lo permette", un unicum concatenato, dal 1789 al 1799, ed il giacobinismo ne fa pienamente parte.
Nel 1884 fu ad esempio reintrodotto il divorzio. Una delle norme più rappresentative fu la legge di separazione tra Stato e Chiese del 1905 che riportò in vigore il concetto di totale separazione con libertà di culto stabilita nel novembre 1793 in pieno periodo giacobino, rendendo inoltre di nuovo la Francia uno stato completamente aconfessionale; queste norme erano state abrogate di fatto già da Napoleone con il concordato del 1801 e definitivamente con la Seconda Restaurazione del 1815; la nuova legge portò, per volere di Pio X, a una lunga rottura di relazioni diplomatiche tra Santa Sede e Francia per un ventennio, e al tipico concetto moderno di laicità dello Stato "alla francese", caratterizzato dalla totale divisione tra sfera pubblica e credenze private, con lo Stato che rimane indifferente alla questione.

### Storiografia socialista
(Albert Mathiez, Perché siamo robespierristi)
La diffusione del comunismo su scala europea, tra la fine del XIX e l'inizio del XX secolo, alimentò le ipotesi di una sua discendenza dal giacobinismo. Karl Marx e Friedrich Engels, nel 1848, lo scrissero esplicitamente: “Il giacobino del 1793 è diventato il comunista dei giorni nostri”. Lenin affermò con convinzione la filiazione del bolscevismo dal giacobinismo: esso rappresentava, sostenne, la rivoluzione intransigente in opposizione alla tendenza al compromesso e all'opportunismo dei girondini, identificati con i menscevichi.

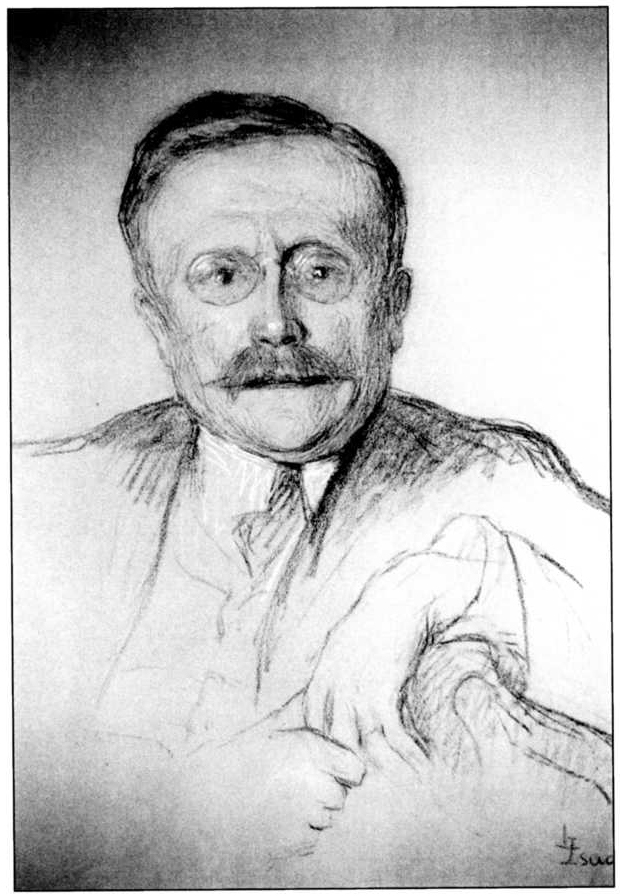
Albert Mathiez

Nel 1920 Albert Mathiez, fondatore della Società di studi robespierristi, pubblicò due articoli fondamentali, Le bolchévisme et le jacobinisme e Lénine et Robespierre, rilanciò questa tesi, analizzando i parallelismi tra la Francia dell'antico regime e la Russia zarista, tra il modello politico dei giacobini – che assunsero il potere senza elezioni – e quello dei bolscevichi, contrari al suffragio universale. Entrambi avrebbero tentato di instaurare, nei rispettivi paesi, una democrazia sociale opposta ai regimi capitalisti. Mathiez intervenne nel dibattito politico anche con l'articolo Perché siamo robespierristi, in cui affermava di essere un seguace moderno dell'idea giacobina. In seguito alla rottura con il Partito Comunista Francese, allineatosi sulle posizioni staliniste, Mathiez mutò parere: nella Russia dei soviet egli non vedeva più lo spirito del giacobinismo, espresso dal ruolo centrale dei club politici, la cui libertà di espressione fu garantita anche all'apice del regime del Terrore, laddove la svolta stalinista mise a tacere il dibattito politico. Il giacobinismo è apparentato al patriottismo socialista e la diffusione universalista della rivoluzione all'internazionalismo proletario (la Repubblica universale), mentre sono rigettati la teoria staliniana del socialismo in un solo paese e il nazionalismo. Georges Lefebvre confermò questa svolta in una conferenza del 1939, parlando della dittatura giacobina dell'anno II come di un espediente temporaneo, necessario per la salvezza della Francia, reo di essersi però estesa oltre i limiti della sua necessità; un esempio da non seguire, con riferimento all'Unione Sovietica, di cui biasimò il “sistema permanente d'assolutismo giustificato da un'ideologia”. La stessa storiografia sovietica, dando alle stampe nel 1941 una Storia della rivoluzione francese dell'Accademia delle Scienze dell'URSS, sanciva questa divisione, sostenendo che la Rivoluzione francese non poteva che terminare con il trionfo della borghesia.
Antonio Gramsci, che al giacobinismo dedicò approfondite riflessioni nei suoi Quaderni dal carcere, respinse inizialmente il parallelismo tra giacobinismo e bolscevismo, definendo il primo un “fenomeno puramente borghese” tendente a fini particolari e non universali come quelli difesi dal comunismo. Successivamente, dopo aver tradotto su L'Ordine Nuovo il saggio di Mathiez Le bolchévisme et le jacobinisme, Gramsci si schierò su posizioni filogiacobine, elogiando l'alleanza tra borghesia e masse contadine tentata nell'anno II. Gramsci fu soprattutto colpito dall'organizzazione politica del governo giacobino, suggerendo che il Partito Comunista Italiano si ispirasse all'esempio del Comitato di salute pubblica “al quale bisognava obbedire, come ad un organismo statale potenzialmente in funzione, come la vera e legittima assemblea nazionale rispecchiante i reali rapporti di forze politiche nel paese”. Sostenne, tuttavia, i limiti dell'esperienza giacobina, che, nel rifiutare il diritto di sciopero e il maximum delle derrate, si alienò il consenso delle masse popolari, aprendo la stagione termidoriana: e ciò in quanto il giacobinismo non era maturo abbastanza da rispondere a queste istanze, restando inesorabilmente legato alla sua origine borghese.

## Uso moderno del termine

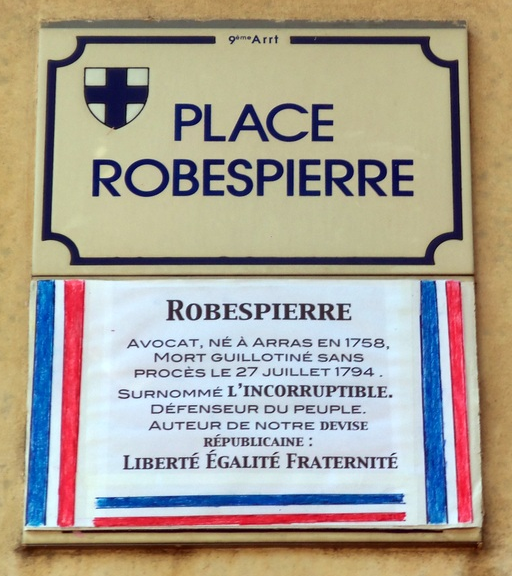
Targa odierna in onore di Robespierre a Marsiglia ("Robespierre, avvocato, nato ad Arras nel 1758, morto ghigliottinato senza processo il 27 luglio 1794. Soprannominato l'Incorruttibile. Difensore del popolo. Autore delle nostre idee repubblicane: Liberté Egalité Fraternité"

Nell'ambito politico contemporaneo, il giacobinismo è diventato un termine di incerta caratterizzazione. Sta ad indicare, secondo alcuni dizionari, una "opinione democratica esaltata o settaria" e/o un repubblicanesimo "ardente e intransigente". Ma, come osserva Furet, “l'elasticità semantica del termine” consente il suo utilizzo più vario nell'arco politico francese, tanto che “può anche far posto alla destra e dividere la sinistra; può piacere ai gaullisti come ai comunisti, e tracciare una linea di demarcazione all'interno del partito socialista”. Storici vi hanno invece visto oltre la radice del comunismo, altri critici una delle molteplici ispirazioni, assieme a movimenti opposti, del neoconservatorismo americano.
Al giorno d'oggi il termine è spesso usato in maniera disparata in Francia e altrove (come "bonapartismo" e "reazionario"), indicando anche il riconoscersi in un populismo di varia misura, tant'è che perfino l'estrema destra sovranista, nazionalista e conservatrice ha le sue correnti e i suoi riferimenti "giacobini" in quanto fondativi della Francia moderna, così come li hanno i populisti dell'estrema sinistra moderna. Nel 2012 fu pubblicato in Francia il libro Robespierre, ritorna! del deputato Alexis Corbière con Laurent Maffeis, primo atto di una moderna riscoperta del giacobinismo e delle sue figure dopo Mathiez, al di fuori della leggenda nera, nel dibattito politico francese moderno. Si veda ad esempio anche il libro Della virtù del politico Jean-Luc Mélenchon.
Jacobin è inoltre il nome di una rivista statunitense di estrema sinistra, edita all'estero in versione italiana, il cui logo è ispirato al citato giacobino afrocaraibico haitiano Toussaint Louverture che dopo l'abolizione della schiavitù dei neri da parte della Convenzione giacobina (4 febbraio 1794), guidò la rivolta anticolonialista contro il Direttorio e il Consolato.
Talvolta, come in Italia viene usato spesso in senso spregiativo come sinonimo di un fautore della giustizia sommaria (una sorta di populismo penale di sinistra) da parte di liberali o garantisti (in riferimento alla legge dei sospetti), o da parte di esponenti cattolici o moderati-conservatori, come epiteto rivolto a presunti anticlericali o fautori di una totale laicità. In senso positivo è usato solitamente da esponenti di estrema sinistra o sinistra laica (si veda Alessandro Galante Garrone) o da simpatizzanti dell'esperienza storica delle repubbliche giacobine del 1799, viste come atto fondativo del patriottismo repubblicano nel Risorgimento.

### Esplicative
1. ↑  L'abolizione della schiavitù, della discriminazione razziale e della tratta degli schiavi era punto programmatico di Robespierre dal 1789; cfr. Albert Mathiez, Georges Lefebvre, La Rivoluzione francese, Collana Piccola Biblioteca, Torino, Einaudi, 1994, ISBN 88-06-04598-9, vol II 128.

### Bibliografiche
1. ↑  Utilizzato anche da Camille Desmoulins per Le Vieux Cordelier, il motto diventerà poi una parola d'ordine di molti movimenti rivoluzionari di ogni tipo.
2. 1 2 3  Gueniffey, op. cit., p. 224.
3. ↑  Jacob Leib Talmon (1916-1980)
4. ↑  Massimo L. Salvadori, "Il giacobinismo come 'paradigma' ideologico-politico", in Enciclopedia Treccani delle Scienze Sociali, Istituto dell'Enciclopedia Italiana, Roma, 1994. Url: http://www.treccani.it/enciclopedia/giacobinismo_(Enciclopedia_delle_scienze_sociali)/ .
5. ↑   Jules Michelet, Storia della Rivoluzione francese, III, Milano, Rizzoli, 1960,  p. 377.
6. ↑   Albert Soboul, Storia della Rivoluzione francese. Princìpi, idee, società, Milano, Rizzoli, 2001,  p. 38, ISBN 88-17-12552-0.
7. ↑  Vovelle, p. 5.
8. ↑  Vovelle, p. 9.
9. ↑  Robespierre, Opere complete, vol. VII, pp. 162-63 citato in Domenico Losurdo, Controstoria del liberalismo, p. 135.
10. 1 2 3  Maximilien de Robespierre, Discorso alla Convenzione per la condanna a morte di Luigi Capeto, 3 dicembre 1792, in Robespierre, Opere complete, IX: Discours (4e partie) septembre 1792-27 juillet 1793, p. 184 citato e ripreso dal sito robespierre.it
11. ↑  Mathiez e Lefebvre, op. cit. vol. I p. 449
12. ↑  Albert Sobul, Storia della Rivoluzione francese, Rizzoli, Milano, 1997, p. 343
13. ↑  Évelyne Lever, Marie-Antoinette, Paris, Fayard, 1991, p. 736 (ISBN 2-213-02659-9).
14. ↑  Philippe Boutry, Le Roi martyr: la cause de Louis XVI devant la Cour de Rome (1820), Revue d'histoire de l'Église de France, t. 7.
15. ↑  Jacques Godechot, La Contre-révolution: doctrine et action, 1789-1804, Paris, Presses universitaires de France, 1961, p. 176.
16. ↑  Testo completo della costituzione in italiano e in lingua originale.
17. ↑  Giuseppe Maranini, Classe e stato nella Rivoluzione francese, Vallecchi, Firenze, 1964, pp. 209-210
18. ↑  Maranini, op. cit., p. 217
19. ↑  Maranini, op. cit., p. 218
20. ↑  Soboul, op. cit., p. 328
21. ↑  Soboul, op. cit., pp. 377-379
22. ↑  Marc Bouloiseau, La Francia rivoluzionaria. La Repubblica giacobina 1792-1794, Laterza, Roma-Bari, 1975, p. 143
23. ↑  Soboul, op. cit., p. 369
24. ↑  Bouloiseau, op. cit., p. 132
25. ↑  Soboul, op. cit., p. 371
26. ↑  Vovelle, p. 21.
27. ↑   DA PRATILE A TERMIDORO, ASCESA E DECLINO DI ROBESPIERRE |, su storiain.net. URL consultato il 7 maggio 2025.
28. ↑  Louis Devance, "Le Féminisme pendant la Révolution Française" in Annales Historiques de la Révolution Française (1977) 49#3 pp. 341-376
29. ↑  Albert Mathiez, "Robespierre e la decristianizzazione", in La rivoluzione e la chiesa
30. ↑  Albert Mathiez, Le Banquier Pérrégaux in Annales révolutionnaires, Parigi, 1920
31. ↑  Jean Lhomer, Perrégaux et sa fille la duchesse de Raguse, Parigi, 1921
32. ↑  Jean Bouchary, Les Manieurs d’argent, vol. III, Parigi, 1943
33. ↑  Archivi cantonali di Basilea, lettera al fratello François-Louis
34. 1 2  Ghita Stanhope, George Peabody Gooch, The Life of Charles, Third Earl Stanhope, 1914, p. 134
35. ↑   Roberto Paura, Storia del Terrore, Bologna, Odoya, 2015,  p. 333.
36. ↑  da La rivoluzione giacobina, a cura di G. Cantoni, Discorso "Per l'approvazione Immediata della legge del 22 pratile".
37. ↑  Anne Jourdan, Les journées de Prairial an II : le tournant de la Révolution ?
38. ↑  Albert Mathiez, Le origini dei culti rivoluzionari
39. ↑   da "La Rivoluzione Francese", in Storia Illustrata, anno 1968, del mese di dicembre, numero 133., su superstoria.it. URL consultato il 4 novembre 2021 (archiviato dall'url originale il 29 maggio 2023).
40. ↑  Soboul, p. 310.
41. ↑  Saint-Just angelo e demone della rivoluzione: "Qualcuno di questi studiosi, con un vivo gusto per il macabro, giunse ad affermare che il più giovane protagonista della Rivoluzione francese amasse indossare un paio di pantaloni confezionati con la pelle di una fanciulla che si era dimostrata insensibile al suo fascino."
42. 1 2  J.-R. Suratteau, "Gilbert Romme", in Albert Soboul, Dictionnaire historique de la Révolution française, Paris, PUF, 2005, pp. 933–935 ISBN 2-13-053605-0, p. 935
43. ↑  J.-R. Suratteau, cit., p. 935; M. De Paulis, Gilbert: nascita e morte di un rivoluzionario, 1993, p. 246.
44. ↑  T. Carlyle, The French Revolution: A History, 1837, p. 310.
45. ↑  Assemblea Nazionale - Scheda deputati - Bertrand Barère de Vieuzac
46. ↑  Paura, p. 45.
47. ↑  Vovelle, p. 62.
48. ↑  Vovelle, p. 64.
49. ↑  Vovelle, p. 73.
50. ↑  Vovelle, p. 76.
51. ↑  Vovelle, p. 58.
52. ↑  Lepore, pp. 17-72.
53. ↑   La "scellerata" utopia dei giacobini italiani, in Jacobin Italia, 3-11-2018. URL consultato il 12-06-2024.
54. ↑  Jacques Bainville, Napoleone, Milano, Baldini Castoldi Dalai, 2006, ISBN 88-8490-920-1., p. 126
55. ↑  Armando Saitta, Il robespierrismo di Filippo Buonarroti e le premesse dell'unità italiana, Belfagor, vol. 10, n. 3, 1955, p. 267, che così proseguiva: "Questa primavera italica, è noto, durò solo l'espace d'un matin: non solo l'armistizio di Cherasco abbatté la repubblica di Alba, non solo alcuni mesi dopo la fucilazione dell'Azari stroncò la ripresa in terra cisalpina del progetto buonarrotiano-giacobino, ma la scoperta dei legami di questi giacobini col Buonarroti e, indirettamente quindi, anche col Babeuf rese i patrioti italiani sospetti agli occhi del Direttorio e, come forse con una punta di esagerazione scrive il Godechot, ebbe l'effetto di ritardare l'unificazione italiana di ben sessant'anni".
56. ↑   Gianni Perna, Clero e potere civile: La Repubblica cisalpina a Varese, pp. 82 e 95, Periodico della CCIAA di Varese, sezione Cultura e storia, Lombardia Nord-Ovest, marzo 2004 (PDF), su va.camcom.it. URL consultato il 5 novembre 2021 (archiviato dall'url originale il 6 dicembre 2021).
57. ↑  Giorgio Vaccarino, I giacobini piemontesi 1794-1814, ed. Ministero per i Beni culturali e ambientali, Ufficio centrale per i Beni archivistici, Roma, anno 1989
58. ↑  Anna Maria Rao, "Triennio repubblicano", in Luigi Mascilli Migliorini (a cura di), Italia napoleonica. Dizionario critico, UTET, Torino, 2011.
59. ↑  Zaghi, pp. 161-162.
60. ↑  Anna Maria Rao, Esuli. L'emigrazione politica italiana in Francia (1792-1802), Guida, Napoli, 1992.
61. ↑  Quinto Veneri, Vincenzo Monti, Torino, Paravia, 1941, p. 73
62. ↑  Giuseppe Nicoletti, Foscolo, Salerno Editrice, Roma 2006, p. 46
63. ↑  Introduzione al Canto I della Bassvilliana in: Vincenzo Monti. Poesie, scelte, illustrate e commentate da Alfonso Bertoldi. A cura di Alfonso Bertoldi. Firenze, Sansoni, 1891.
64. ↑  G. Mazzini, Agli operai italiani, da Dei doveri dell'uomo - Fede e avvenire, a cura di Paolo Rossi, Mursia, Milano 1965-1984
65. ↑   Mazzini, Maria - Enciclopedia, su Treccani. URL consultato il 7 maggio 2025.
66. ↑   Mazzini, Giacomo - Enciclopedia, su Treccani. URL consultato il 7 maggio 2025.
67. ↑  "Fu la tempesta del Dubbio: tempesta inevitabile credo, una volta almeno nella vita d'ognuno che, votandosi ad una grande impresa, serbi core e anima amante e palpiti d'uomo, né s'intristisca a nuda e arida formola della mente, come Robespierre." da Note autobiografiche
68. ↑  Tarquinio Maiorino, Giuseppe Marchetti Tricamo e Piero Giordana, Fratelli d'Italia: la vera storia dell'inno di Mameli, Milano, Mondadori, 2001, p. 50
69. ↑  Stefano Pivato, Il Canto degli Italiani: l'inno di Mameli, gli inni politici e la canzone popolare, in Maurizio Ridolfi (a cura di), Almanacco della Repubblica: storia d'Italia attraverso le tradizioni, le istituzioni e le simbologie repubblicane, Milano, Bruno Mondadori, 2003, pp. 145-158, pag. 149
70. ↑  Robespierre disse: "Come potete rimproverare agli ebrei le persecuzioni che hanno subíto in diversi paesi? Queste sono, al contrario, dei crimini nazionali che noi dobbiamo espiare reintegrandoli negli imprescrittibili diritti dell'uomo di cui nessuna autorità umana può privarli. [...] Restituiamo loro la felicità, la patria e la virtù reintegrandoli nella loro dignità di uomini e cittadini."
71. ↑  La rivoluzione francese abolì la discriminazione razziale per tutti gli uomini liberi e la schiavitù rispettivamente il 28 marzo del 1792 e il 4 febbraio del 1794. La Francia rivoluzionaria fu il primo Stato al mondo ad abolire completamente la tratta degli schiavi e l'istituto della schiavitù.
72. ↑  François Furet, "Giacobinismo", in François Furet e Mona Ozouf, Dizionario critico della Rivoluzione francese, Bompiani, Milano, 1989, p. 676.
73. ↑  Mona Ozouf, "Giacobinismo", in Enciclopedia Treccani delle Scienze Sociali, cit.
74. ↑  Vovelle, p. 46.
75. ↑  Discours sur les principes du gouvernement révolutionnaire, in Textes choisis, Paris 1958, vol. III, p. 99
76. ↑  Edoardo Greblo, "I giacobini", in Carlo Galli (a cura di), Manuale di storia del pensiero politico, Il Mulino, Bologna, 2001, p. 295.
77. ↑  Talmon, J.L. The Origins of Totalitarian Democracy. Britain: Secker & Warburg, 1960.
78. ↑  Patrice Gueniffey, La politique de la Terreur, Gallimard, Parigi, 2003, p. 220.
79. ↑  Vovelle, p. VII.
80. ↑  Vovelle, p. 109.
81. ↑  C. Pelletan, La Semaine de Mai, 1880; P. M. Kergentev, cit., p. 558.
82. ↑  Donald Greer, The Incidence of the Terror during the French Revolution: A Statistical Interpretation, Harvard University Press, Cambridge (USA), 1935
83. ↑  Furet, op. cit., p. 684.
84. ↑  Vovelle, p. 121.
85. ↑  Massimo L. Salvadori, "Vladimir Il'ič Lenin", in Bruno Bongiovanni e Luciano Guerci (a cura di), L'albero della rivoluzione. Le interpretazioni della rivoluzione francese, p. 386.
86. ↑  Vovelle, p. 128.
87. ↑  Cit. in Luciano Guerci, "Georges Lefebvre", in Bongiovanni e Guerci, op. cit., p. 375.
88. ↑  Vovelle, p. 133.
89. ↑  Cit. in Gian Carlo Jocteau, "Antonio Gramsci", in Bongiovanni e Guerci, op. cit., p. 238.
90. ↑  Cit. in Jocteau, op. cit., p. 240.
91. ↑  Jocteau, op. cit., p. 243.
92. ↑  In realtà il 28
93. ↑  Bruno Bongiovanni, "Giacobinismo", in Norberto Bobbio, Nicola Matteucci, Gianfranco Pasquino, Dizionario di politica, vol. 2, Gruppo Editoriale L'Espresso, Roma, 2006, p. 88.
94. ↑  Furet, op. cit., p. 682.
95. ↑  Claes G. Ryn, America the Virtuous: The Crisis of Democracy and the Quest for Empire. Transaction Publishers, 2003, p. 384
96. ↑  (FR) Le credo jacobin de Marine Le Pen, su La Gazette des Communes. URL consultato il 7 maggio 2025.
97. ↑  (FR) Boulevard Voltaire - La liberté guide nos pas, su Boulevard Voltaire. URL consultato il 7 maggio 2025.
98. ↑  (FR) Déguisé en Robespierre: Mélenchon furieux contre "L'Obs", su L'Express, 7 febbraio 2019. URL consultato il 7 maggio 2025.
99. ↑  (FR) philomag, Marcel Gauchet, Jean-Luc Mélenchon. Robespierre, le retour ? | Philosophie magazine, su www.philomag.com, 24 ottobre 2018. URL consultato il 7 maggio 2025.
100. ↑  Il testo su Robespierre è stato ricordato dieci anni dopo dallo stesso Jean-Luc Mélenchon in un discorso pubblico per l'anniversario della fine del governo montagnardo: «Il 27 luglio 1794 Maximilien Robespierre, Antoine Saint Just, Georges Couthon e altri 120, in due giorni, furono arrestati e giustiziati, senza processo. Gli organizzatori del colpo di Stato erano un misto di estremisti, corrotti e criminali. Abbattendo Robespierre e i suoi amici, decapitarono la dinamica sociale egualitaria che animava la rivoluzione e dominava l'assemblea. Da questi omicidi iniziò la fabbricazione di un'immagine mostruosa di Robespierre, accusato di assurdità e di abusi da parte di coloro che egli stava combattendo. Dieci anni fa, mentre i giovani storici riprendevano il filo della storia reale contro la leggenda antistorica, di François Furet e di altri storici della tendenza "Nouvelle obs", Alexis Corbière, Laurent Maffeïs, François Delapierre, Bastien Lachaud e io giurammo di lavorare per riportare il nome di Robespierre sulla scena dei dibattiti e riabilitare politicamente il valore e la portata dell'opera dell'"incorruttibile" e dei suoi amici. Come Jean Jaurès, abbiamo proclamato con orgoglio: “stiamo prendendo posto sulle panchine della Montagna accanto a Robespierre”. A dieci anni dalla pubblicazione del libro Robespierre, ritorna! sappiamo che siamo sulla strada per riuscire a ristabilire nelle giovani generazioni un interesse per ciò che lui incarnava. E il disgusto per la controrivoluzione tipo "Puy du Fou" e le lamentele indecenti sui monarchi Capeto, traditori del loro paese. Alcuni pensavano di avermi insultato due volte nell'aula dell'Assemblea nazionale chiamandomi "Robespierre". In verità, non potevano farmi un complimento più grande. Dedico questa giornata di ricordo al motto che Robespierre ha offerto alla bandiera della Guardia Nazionale! "Libertà! Uguaglianza! Fratellanza!".»
101. ↑  (FR) Jacobin Magazine : entretien avec Bhaskar Sunkara – Période, su revueperiode.net. URL consultato il 15 ottobre 2018.
102. ↑  (EN) The Black Jacobin. URL consultato il 15 ottobre 2018.
103. ↑   Il primo atto del Municipio? Via dall'Aula il crocifisso, in ilGiornale.it, 13 novembre 2021. URL consultato il 7 maggio 2025.
«... saltando completamente il Consiglio, ha trovato il tempo di rimuovere il crocifisso in nome di un laicismo giacobino che gronda ipocrisia»
104. ↑  A. Galante Garrone, Il mite giacobino, conversazione su libertà e democrazia, autobiografia raccolta da Paolo Borgna, Roma, Donzelli, 1994